# Chamonix-Mont-Blanc
« Chamonix » redirige ici. Pour les articles homonymes, voir Chamonix (homonymie) et Mont Blanc (homonymie).
Vous lisez un « article de qualité » labellisé en 2008.
Chamonix-Mont-Blanc (prononcé [ ʃa.mɔ.ˈni mɔ̃ blɑ̃]), ou Chamonix dans la forme abrégée, voire Cham' dans la forme locale familière, est une commune française de montagne située dans le département de la Haute-Savoie, en région Auvergne-Rhône-Alpes. La commune de Chamonix-Mont-Blanc recouvre du nord au sud seize villages ou hameaux : le Tour, Montroc, le Planet, Argentière, les Chosalets, la Joux, le Lavancher, les Tines, les Bois, les Praz de Chamonix, Chamonix-Mont-Blanc, les Pècles, les Mouilles, les Barrats, les Pélerins, les Gaillands, les Bossons.
Chamonix entre dans l'histoire en 1091, lorsque le comte Aymon Ier de Genève fait dotation de la vallée à l'abbaye Saint-Michel-de-la-Cluse, en Piémont. Des moines s'installent sur la rive droite de l'Arve. C'est la naissance du prieuré de Chamonix. La commune est un territoire du duché de Savoie qui fait partie des États de Savoie, eux-mêmes intégrés par la suite au royaume de Sardaigne. Puis sous la Révolution française et le Premier Empire, elle devient un territoire français. Le 24 mars 1860, par le traité de Turin, le duché de Savoie est cédé à la France. Le 4 avril 1860, la commune de Chamonix devient alors définitivement française. Elle prend le nom de Chamonix-Mont-Blanc le 21 novembre 1921.
Enserrée entre les massifs montagneux des aiguilles Rouges et du Mont-Blanc, Chamonix-Mont-Blanc partage avec Saint-Gervais-les-Bains et Saint-Véran (Hautes-Alpes) le record de la commune ayant l'altitude la plus haute de France et d'Europe occidentale (ce point fait l'objet d'une discussion transfrontalière avec l'Italie. Il n'est pas réglé à ce jour du point de vue du droit international). Elle le doit à la présence sur son territoire du sommet le plus haut des Alpes : le mont Blanc qui culmine à 4 810 mètres. La commune est très prisée des amateurs d'alpinisme et de sports de montagne en général. L'attrait touristique du mont Blanc confère un visage très cosmopolite à la ville.

## Géographie

### Localisation

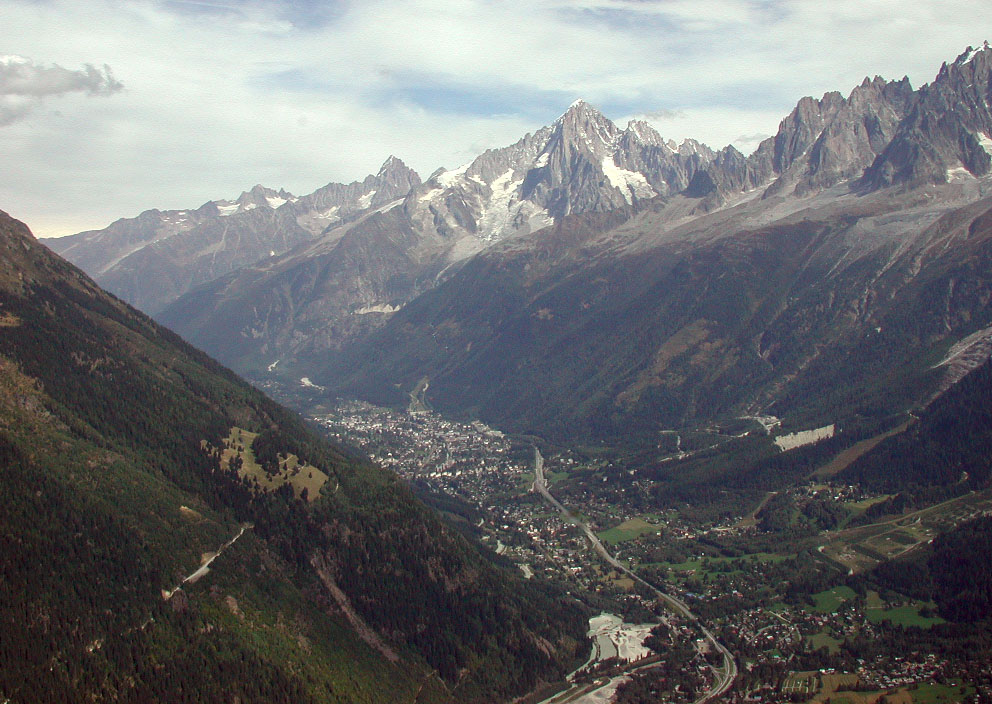
Vallée de Chamonix vue du sud. Au premier plan, Les Houches, au centre la ville de Chamonix et au fond l'aiguille Verte.

La commune se situe dans la partie septentrionale et occidentale des Alpes, elle s'est développée dans la vallée du même nom, au nord des Alpes, proche du point de concorde de frontière de la France, la Suisse et l'Italie.
La vallée de Chamonix s'étend sur une étendue d'environ 17 km de long. La commune de Chamonix-Mont-Blanc est limitrophe des communes françaises Les Houches, Passy, Saint-Gervais-les-Bains, Servoz et Vallorcine ; frontalière avec la Suisse et l'Italie, elle est limitrophe des communes suisses de Trient et d'Orsières dans le canton du Valais, et de la commune italienne de Courmayeur, en vallée d'Aoste, à laquelle elle est reliée par le tunnel du Mont-Blanc.

### Géologie et relief

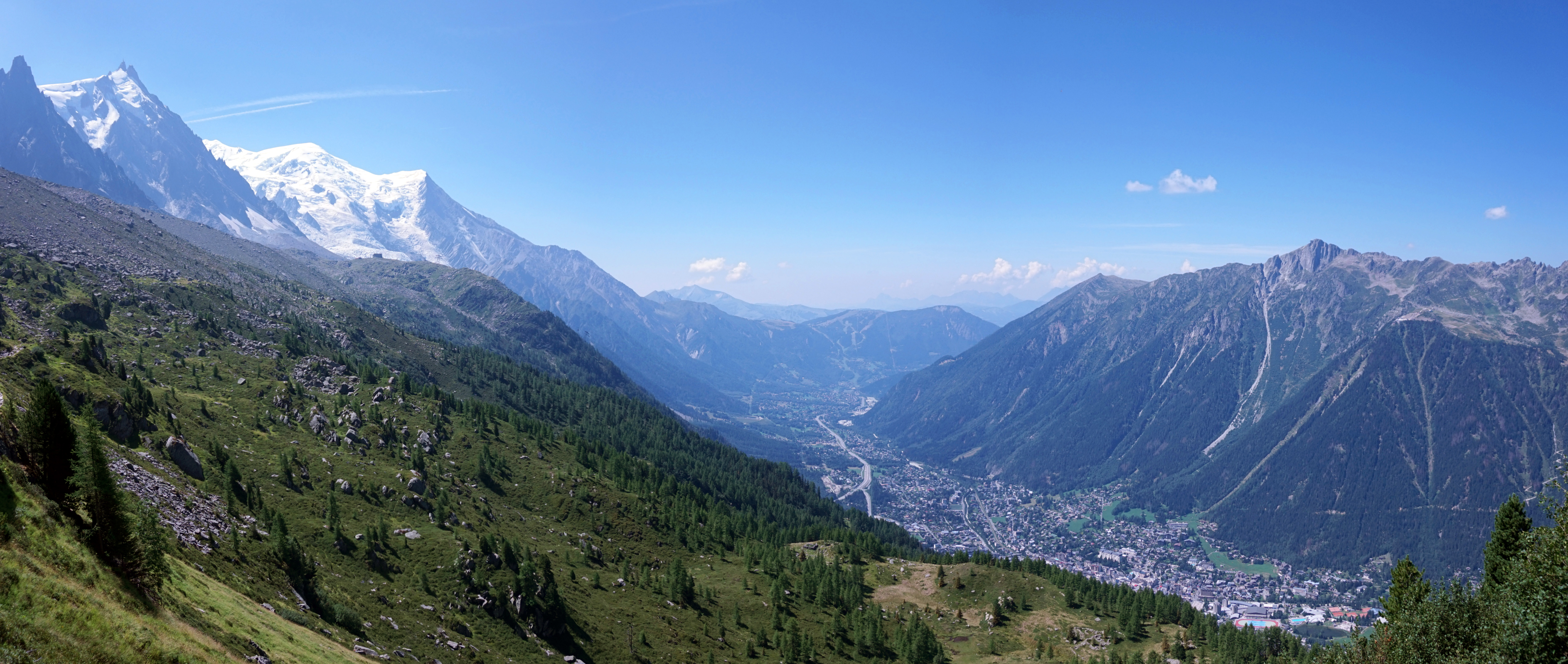
Le mont Blanc à gauche et le Brévent à droite.

La superficie de la commune est de 245,5 km², ce qui en fait la plus étendue de Haute-Savoie, mais la surface retenue par l'INSEE est de  11 653 hectares , car les glaciers de plus de 1 km² sont exclus de ce calcul ; son altitude varie de 995  à   4 806 mètres.
Le territoire de la commune est bordé par le massif des aiguilles Rouges qui culmine à 2 965 mètres d'altitude et, sur le versant opposé, par le massif du Mont-Blanc dont le sommet, le plus élevé d'Europe occidentale (4 806 mètres) est situé sur la limite de la commune, qui suit la ligne de crête sommitale, de l'arête des Bosses au mont Blanc de Courmayeur. Certains prétendraient[Qui ?] donc que le versant nord du sommet du mont Blanc, et donc le sommet lui-même pour moitié, se situeraient sur le territoire de la commune de Chamonix-Mont-Blanc. Pour le versant sud, la situation est différente selon le pays. L'Italie considère que la frontière passe par le sommet. La France quant à elle considère que la frontière longe le Rocher de la Tournette, sous la calotte sommitale, plaçant celle-ci intégralement en territoire français. Le versant sud de la calotte a été, en France, attribué à la commune de Saint-Gervais-les-Bains qui partage donc le sommet avec sa voisine chamoniarde. C'est d'ailleurs cette situation « vue de France » qui se retrouve sur les cartes de l'IGN, où l'on peut voir une enclave saint-gervolaine au sud du sommet. Plusieurs sommets de plus de 4 000 mètres se trouvent à Chamonix-Mont-Blanc : l'aiguille Verte, les Grandes Jorasses, la dent du Géant, le mont Maudit et le mont Blanc du Tacul.

### Hydrographie

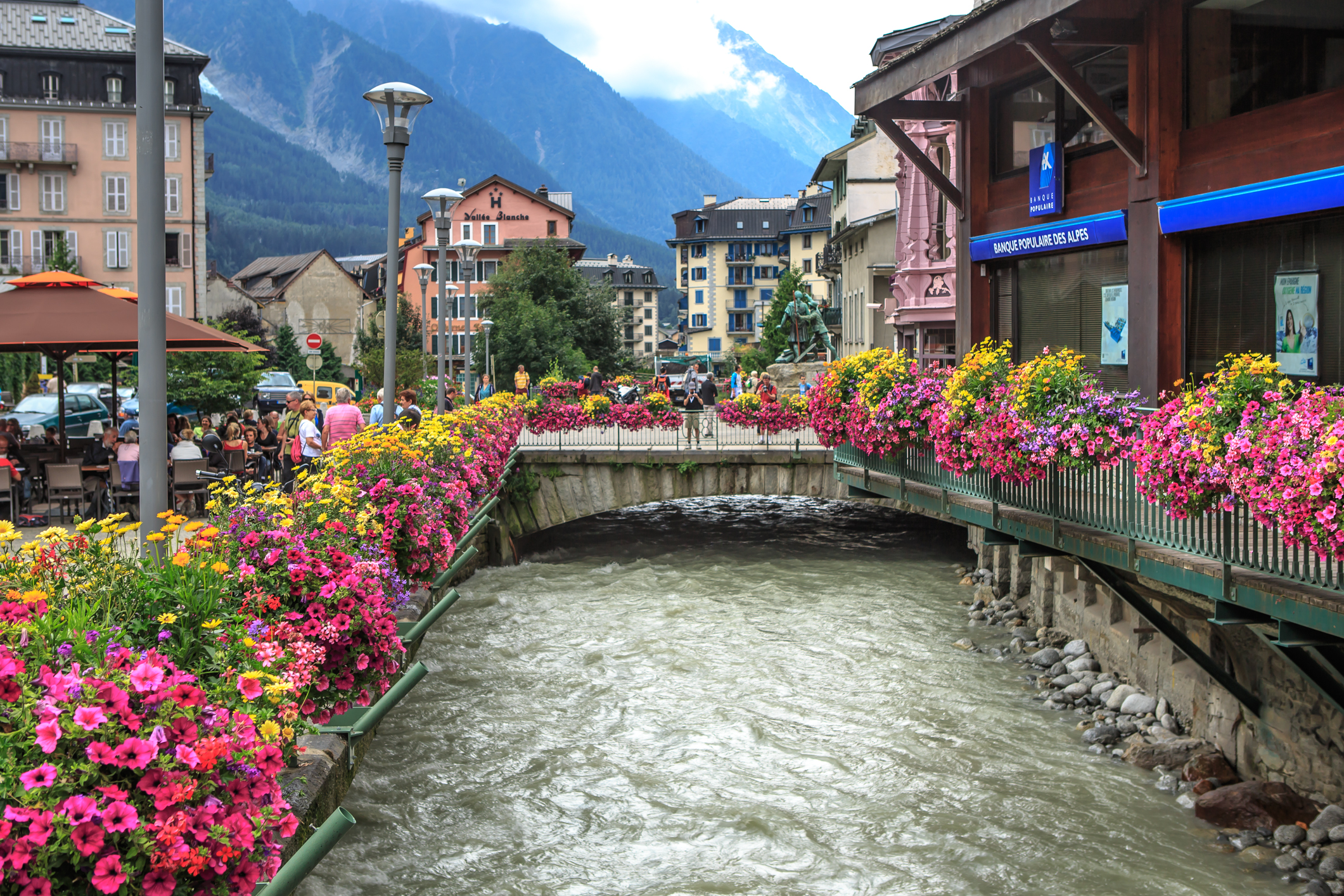
L'Arve dans sa traversée du centre ville.

Le centre de la ville de Chamonix-Mont-Blanc, situé à 1 035 mètres d'altitude, est traversé par l'Arve, l'un des principaux cours d'eau du département de la Haute-Savoie. D'une longueur de 102 km, l'Arve prend sa source au col de Balme et se déverse dans le Rhône en Suisse à Genève. La commune se situe ainsi dans ce que l'on appelle également la haute vallée de l’Arve.

### Climat
Chamonix-Mont-Blanc bénéficie d'un climat continental humide (codé Dfb dans la classification de Köppen) qui s'apparente à un climat montagnard en raison de son altitude et de sa position géographique, au pied du massif du Mont-Blanc.
Ce climat se caractérise par des hivers longs et froids avec un enneigement important et une saison estivale douce avec de nombreux épisodes orageux.
D'un point de vue des données climatiques, il est important de préciser s'il s'agit de l'agglomération à une altitude d'environ 1 050 mètres ou du sommet du mont Blanc à 4 806 mètres. Pour ce dernier, la vitesse du vent peut atteindre 150 km/h et la température −40 °C. Les conditions météorologiques peuvent y changer très rapidement avec l'arrivée de neige et de brouillard. Le vent renforce l'effet de froid (effet de wind chill), la température ressentie chute de 10 °C tous les 15 km/h de vent.
La station météorologique de Météo-France installée sur la commune et mise en service en 1880 permet de connaître en continu l'évolution des indicateurs météorologiques. Le tableau détaillé pour la période 1981-2010 est présenté ci-après.
| Mois                                  | jan.            | fév.           | mars             | avril          | mai           | juin            | jui.            | août            | sep.            | oct.           | nov.           | déc.            | année     |
| ------------------------------------- | --------------- | -------------- | ---------------- | -------------- | ------------- | --------------- | --------------- | --------------- | --------------- | -------------- | -------------- | --------------- | --------- |
| Température minimale moyenne (°C)     | −7,1            | −6,3           | −3               | 0,4            | 4,8           | 7,5             | 9,1             | 8,7             | 6               | 2,5            | −2,1           | −5,7            | 1,3       |
| Température moyenne (°C)              | −2,2            | −0,7           | 3                | 6,6            | 11,2          | 14,3            | 16,5            | 15,9            | 12,5            | 8,6            | 2,7            | −1,6            | 7,3       |
| Température maximale moyenne (°C)     | 2,7             | 5              | 8,9              | 12,7           | 17,6          | 21,2            | 23,9            | 23,1            | 19,1            | 14,7           | 7,4            | 2,6             | 13,3      |
| Record de froid (°C) date du record   | −31 02.01.1905  | −25 15.02.1956 | −23,2 06.03.1971 | −15 23.04.1911 | −6 10.05.1910 | −3,6 04.06.1898 | −1,8 07.07.1898 | −1,7 31.08.1995 | −3,5 19.09.1897 | −13 31.10.1941 | −22 23.11.1910 | −25 31.12.1904  | −31 1905  |
| Record de chaleur (°C) date du record | 15,3 11.01.1998 | 20,1 25.02.21  | 22,1 17.03.04    | 27,8 14.04.24  | 31,7 25.05.09 | 36,4 25.06.19   | 37,2 31.07.1983 | 36 01.08.1897   | 31,1 03.09.1911 | 27,5 02.10.23  | 22,9 02.11.20  | 16,5 18.12.1989 | 37,2 1983 |
| Précipitations (mm)                   | 93,9            | 83,8           | 86,6             | 89             | 121,4         | 130,4           | 119             | 125,9           | 103,6           | 116,8          | 100,7          | 109,8           | 1 280,9   |

## Urbanisme

### Typologie
Au 1er janvier 2024, Chamonix-Mont-Blanc est catégorisée petite ville, selon la nouvelle grille communale de densité à sept niveaux définie par l'Insee en 2022.
Elle appartient à l'unité urbaine de Chamonix-Mont-Blanc, une agglomération intra-départementale regroupant deux  communes, dont elle est ville-centre,,. Par ailleurs la commune fait partie de l'aire d'attraction de Chamonix-Mont-Blanc, dont elle est la commune-centre,. Cette aire, qui regroupe 4 communes, est catégorisée dans les aires de moins de 50 000 habitants,.

### Tendances politiques et résultats

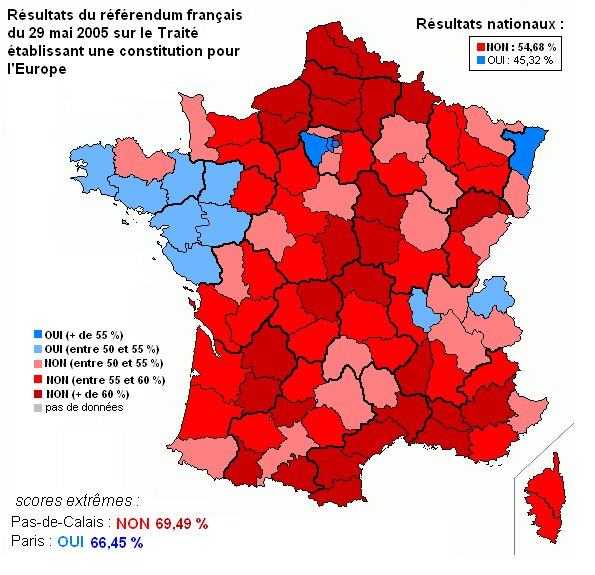
Les Haut-Savoyards ont voté majoritairement pour la constitution européenne contrairement à la moyenne nationale (représentée en rouge).

### Occupation des sols
L'occupation des sols de la commune, telle qu'elle ressort de la base de données européenne d’occupation biophysique des sols Corine Land Cover (CLC), est marquée par l'importance des forêts et milieux semi-naturels (96,2 % en 2018), une proportion sensiblement équivalente à celle de 1990 (96,8 %). La répartition détaillée en 2018 est la suivante : 
espaces ouverts, sans ou avec peu de végétation (69,6 %), forêts (13,6 %), milieux à végétation arbustive et/ou herbacée (13 %), zones urbanisées (3,1 %), espaces verts artificialisés, non agricoles (0,3 %), zones agricoles hétérogènes (0,3 %), prairies (0,1 %).
L'IGN met par ailleurs à disposition un outil en ligne permettant de comparer l’évolution dans le temps de l’occupation des sols de la commune (ou de territoires à des échelles différentes). Plusieurs époques sont accessibles sous forme de cartes ou photos aériennes : la carte de Cassini (XVIIIe siècle), la carte d'état-major (1820-1866) et la période actuelle (1950 à aujourd'hui).

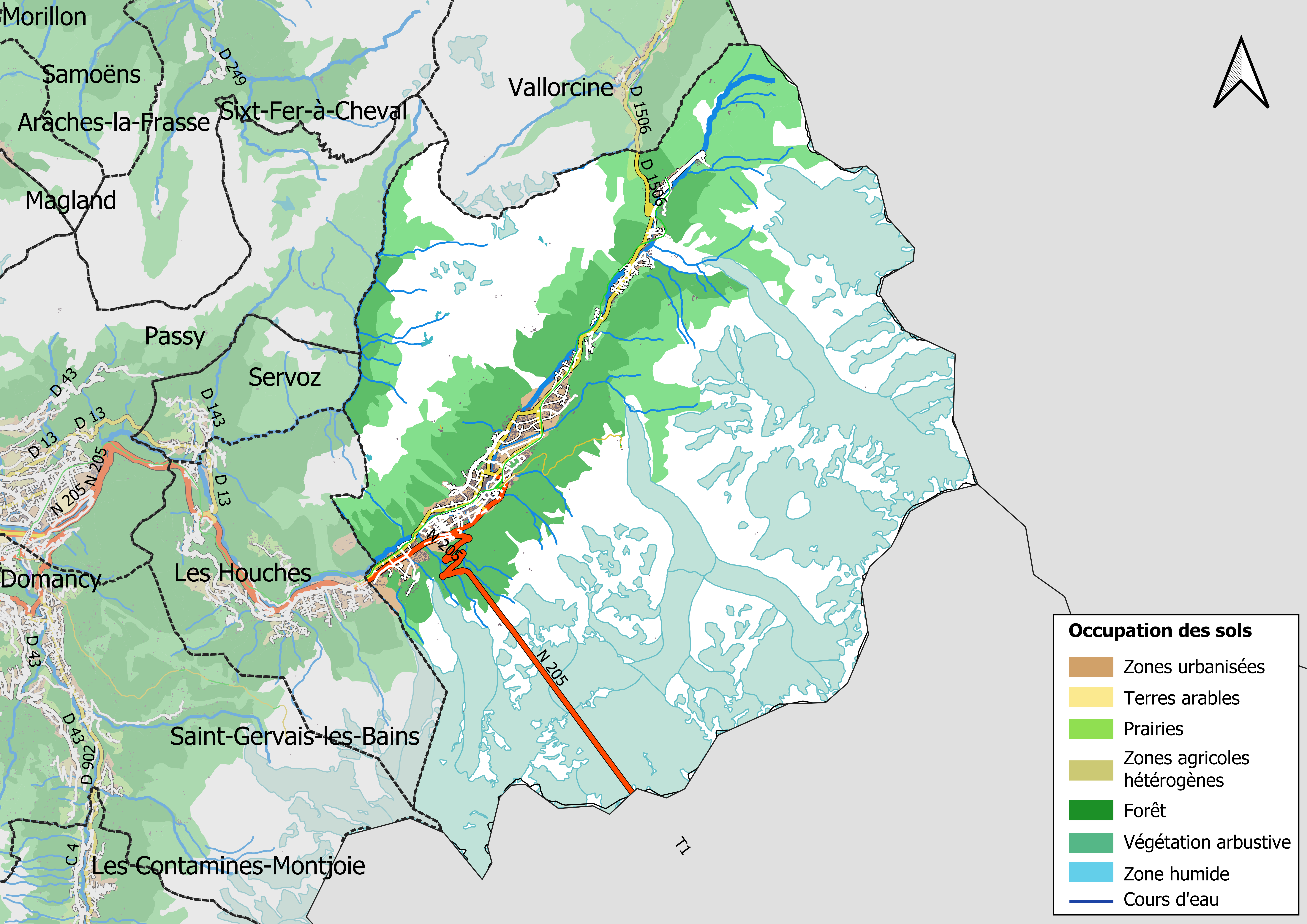
Carte des infrastructures et de l'occupation des sols en 2018 (CLC) de la commune.
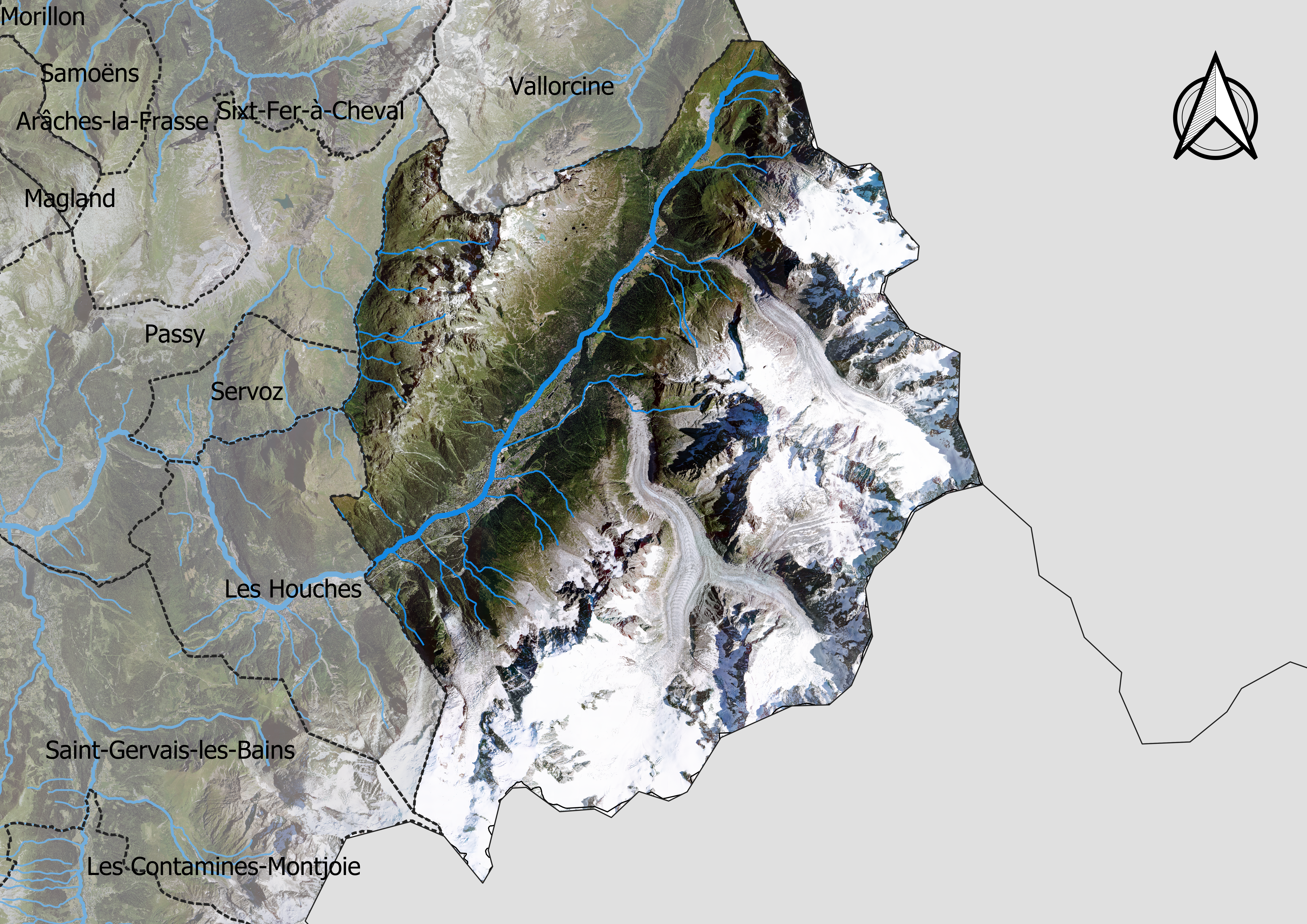
Carte orthophotogrammétrique de la commune.

### Morphologie urbaine

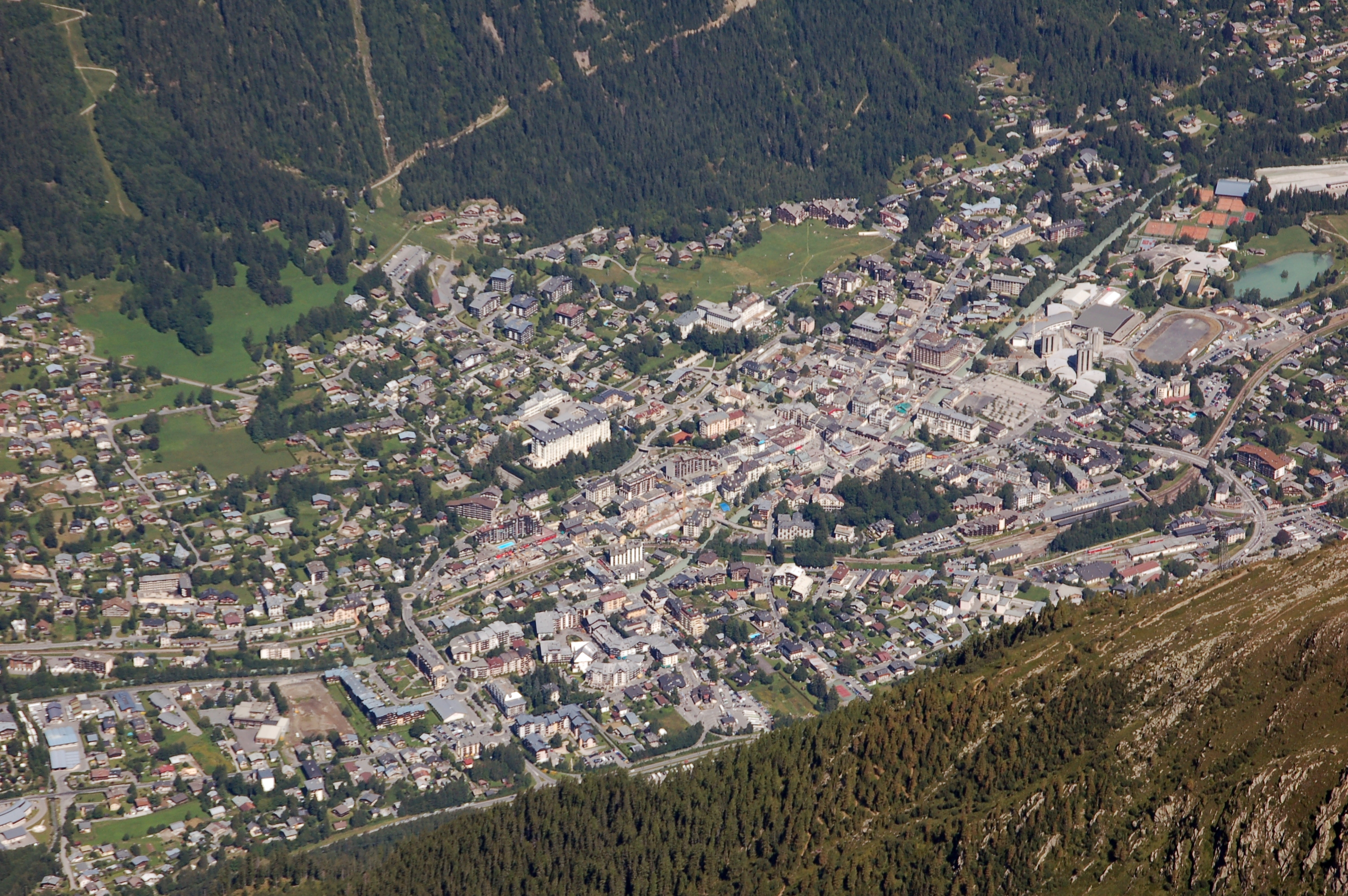
Chamonix-Mont-Blanc depuis l'Aiguille du Midi.

La commune de Chamonix-Mont-Blanc se compose d'une agglomération principale qu'est la ville, ainsi que de 16 villages ou hameaux répartis de l'entrée au fond de la vallée. L'agglomération principale se situe dans le creux de la vallée au pied des différents sommets qui l'entourent. La commune s'est établie à cheval sur les rives de l'Arve. La morphologie urbaine a dû s'adapter à la géologie de ce territoire montagnard, aux terrains accidentés et aux zones soumises pour certaines à des risques naturels tels que les avalanches, les inondations ou encore les chutes de pierres. L'accroissement démographique et l'augmentation de la fréquentation touristique entraînent une expansion constante de la ville. La morphologie urbaine de ce bassin de vie s'accroît en conséquence. Cependant, en raison des contraintes géologiques qu'impose le relief montagneux, les possibilités de développement urbain sont limitées. Toute nouvelle construction ou aménagement est soumis au respect d'une réglementation contraignante en vue de respecter l'environnement, la cohérence du réseau urbain, des transports et surtout en vue d'assurer la sécurité des usagers et des habitants contre les catastrophes naturelles (risques d'avalanches et d'inondations par le débordement de l'Arve).

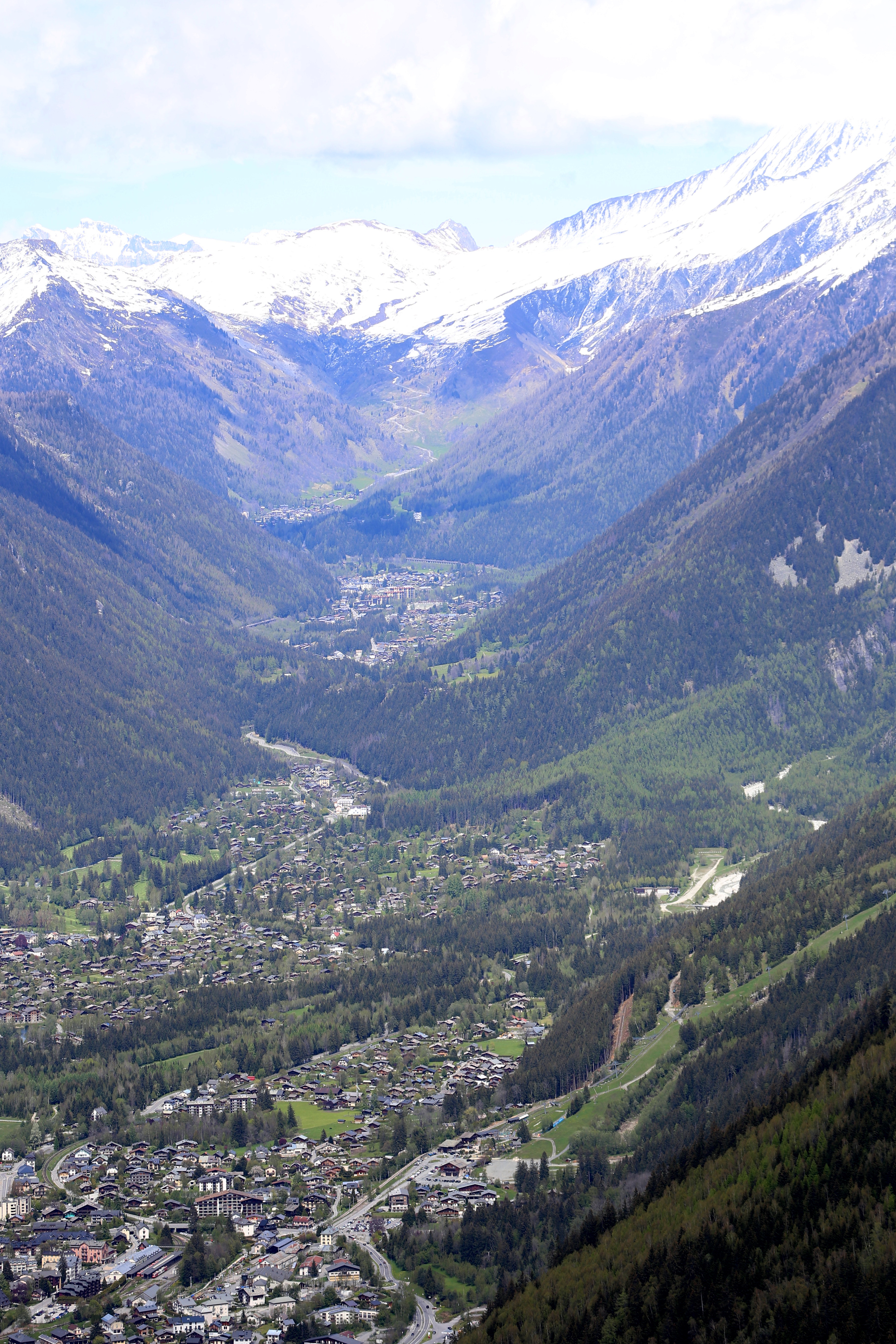
Vue de la vallée de Chamonix et de l'agglomération depuis le glacier des Bossons.

La loi Barnier de 1995 impose à Chamonix-Mont-Blanc, au même titre que 1 800 autres communes, l'obligation d'établir un plan de prévention des risques (PPR). Ce plan est un dossier réglementaire de prévention destiné à répertorier les zones à risques et définit les mesures pour réduire les risques encourus. La commune était dotée d'un Plan d'exposition des risques naturels (PER) depuis 1992. Le PPR a été ensuite révisé, aboutissant au PPR approuvé en mai 2002 puis révisé en mars 2010, à la suite des inondations catastrophiques de juillet 1996 et de l'avalanche de MontRoc en février 1999. Le programme de rénovation des cartes de localisation des phénomènes d’avalanche (CLPA) fut conduit, en partenariat, par le Cemagref et l’ONF. Chacun des 130 couloirs d'avalanche recensés a fait l'objet d'une étude spécifique. Certaines zones ne peuvent faire l'objet de construction en raison du caractère dangereux qu'elles présentent.
Afin de concilier le développement économique et urbain de la commune, l'ensemble des conseils municipaux de la vallée de Chamonix ainsi que les syndicats intercommunaux ont pour mission de suivre un schéma de cohérence territoriale (SCOT). Chamonix-Mont-Blanc comme tout autre commune, dispose d'un plan local d'urbanisme (PLU) qui intègre un plan d’aménagement et de développement durable (PADD) privilégiant, notamment, la densification de l’habitat.

#### Ville de Chamonix

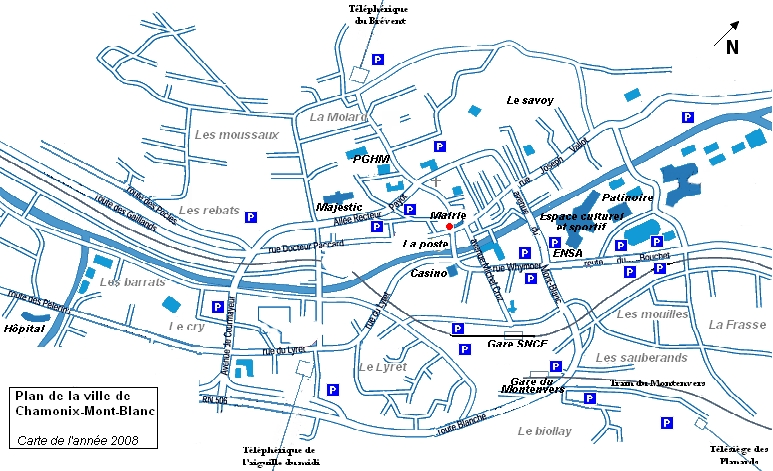
Plan du centre-ville de Chamonix.

Une vaste ceinture périphérique entoure la ville de Chamonix au moyen de la route Blanche au sud prolongée successivement par l'avenue de Courmayeur, l'allée recteur Payot, l'avenue du Mont-Blanc et l'avenue Cachat le géant. Au sein de cet îlot urbain délimité par cette ceinture, de grands axes quadrillent l'ensemble de la ville. Les plus empruntés sont l'avenue de l'aiguille du Midi, la rue du Lyret, la rue du docteur Paccard à l'ouest, la rue Helbronner plus au centre, la rue des Allobroges. Le centre-ville s'étend surtout dans la partie nord-ouest. Il est desservi notamment par la rue des écoles, l'allée du Majestic, la rue Vallot et l'avenue Michel Croz. Au nord, à l'extérieur de l'îlot urbain, un ensemble d'infrastructures affectées à l'éducation, la culture, les sports et les loisirs a été aménagé, pour l'essentiel entre la rue Joseph Vallot à l'ouest et la Route du Bouchet à l'est. On y trouve notamment la bibliothèque, la patinoire, une piscine, huit courts de tennis, une halte garderie, un lycée, un collège, une « maison pour tous » ainsi que l'École nationale de ski et d'alpinisme (ENSA). En centre-ville, le musée alpin a été installé au rez-de-chaussée d'un ancien hôtel de luxe ; dans la partie nord-est, aux Planards, un parc de loisirs a été créé ; dans la partie sud, un bowling et le nouvel hôpital. De nombreux parkings publics ont été aménagés sur l'ensemble de l'agglomération. L'Arve divisant la ville en deux, huit ponts permettent le passage d'une rive à l'autre.

#### Villages et hameaux

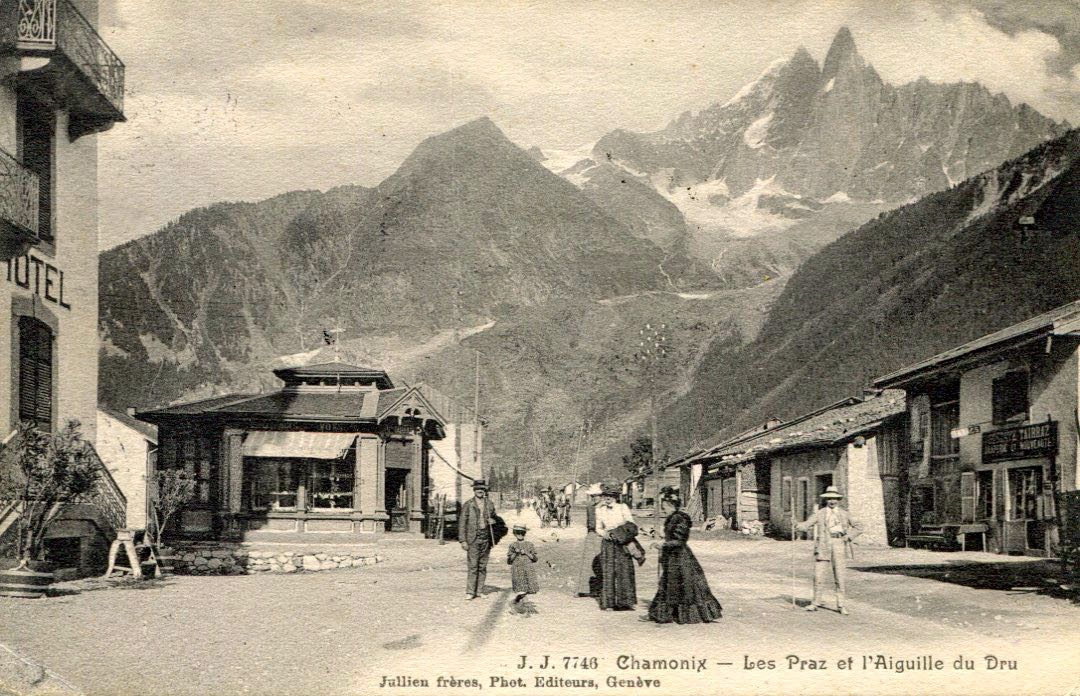
Le hameau des Praz-de-Chamonix vers 1905

La commune de Chamonix-Mont-Blanc recouvre du nord au sud seize villages ou hameaux : le Tour à 1 462 mètres d'altitude, Montroc, le Planet, Argentière à 1 252 mètres, les Chosalets, le Lavancher, les Tines, les Bois, les-Praz-de-Chamonix à 1 060 mètres, Chamonix-Mont-Blanc, les Pècles, les Mouilles, les Moussoux, les Barrats, les Pélerins, les Gaillands, et enfin les Bossons à 1 012 mètres d'altitude.
Compte tenu de la situation très encaissée du fond de la vallée, les villages se sont installés de façon à rentabiliser les terres cultivables et les pâturages, tout en cherchant à rester à l'abri des avalanches et des inondations. C'est pourquoi les maisons sont groupées, voire contiguës, le long des rues et ruelles, de manière à faciliter la survie en autarcie qui caractérisa cette vallée pendant des siècles. Aujourd'hui, c'est l'ensemble de ces villages ou hameaux qui donne son importance à la commune, chacun de ces villages y contribuant : le Tour avec son domaine skiable, le domaine de Balme ; Montroc avec son village constitué de maisons anciennes en pierre ; Argentière et les Chosalets au pied du domaine skiable des Grands Montets ; les Pélerins, village natal de Jacques Balmat, abrite aujourd'hui le tiers de la population chamoniarde, regroupée en HLM ; les Gaillands, village célèbre pour son rocher d'escalade ouvert aux varappeurs et pour son lac dans lequel se reflète la chaîne du Mont-Blanc ; les Bossons et son tremplin de saut à ski installé en bas du glacier.
Compte tenu de l'urbanisation croissante vers le sud de la vallée, le quartier de l'aiguille du Midi (couvrant notamment le « village piéton de Chamonix-Sud ») qui délimitait dans les années 1980 les dernières constructions, fait — trente ans plus tard — partie intégrante de la ville ; quant au « hameau des Pélerins », c'est maintenant le « quartier des Pélerins ».

### Logement

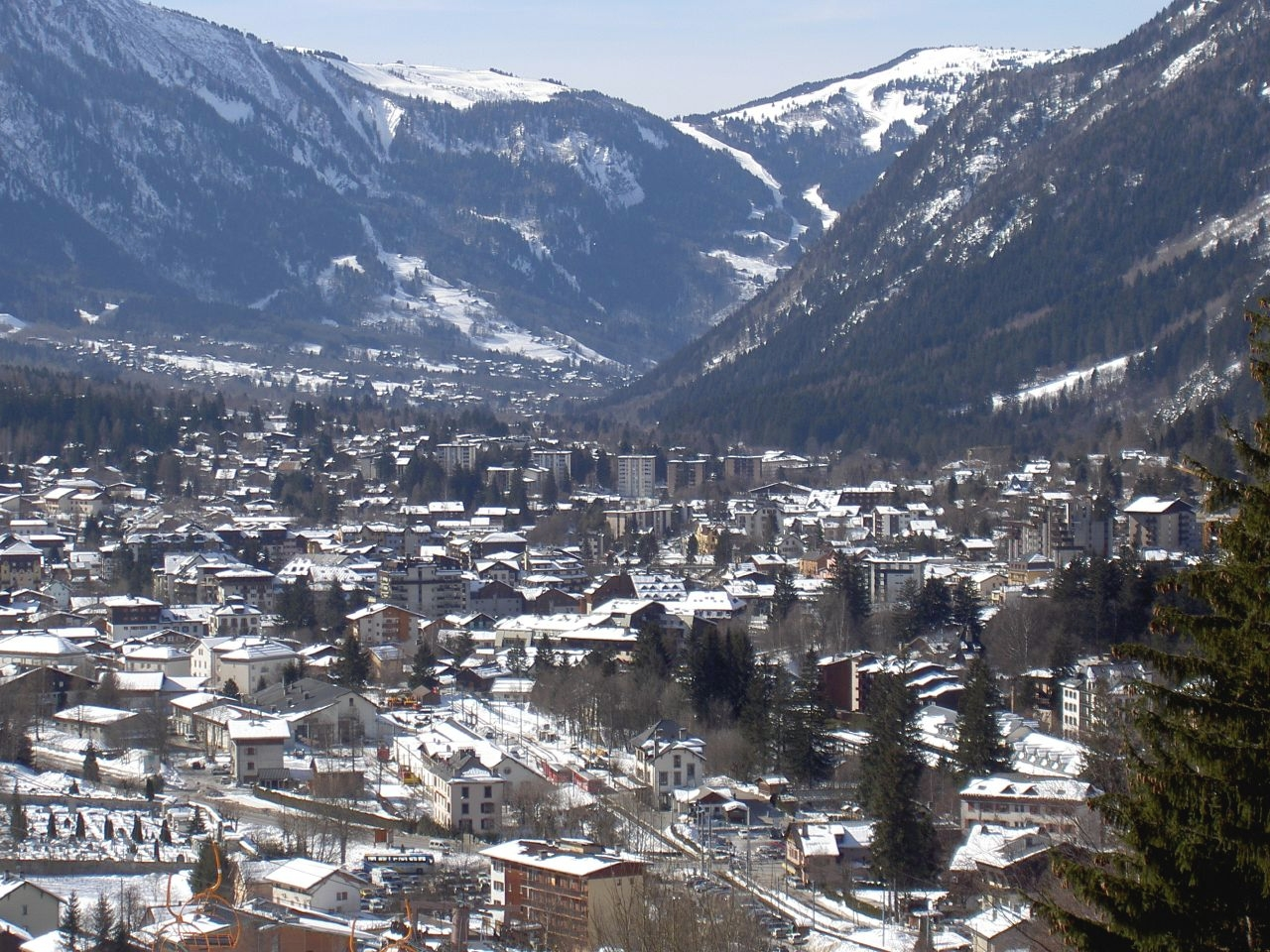
La vallée de Chamonix.

En 2009, le nombre total de logements dans la commune était de 13 527, alors qu'il était de 12 633 en 1999.
Parmi ces logements, 31,8 % étaient des résidences principales, 66,1 % des résidences secondaires et 2,2 % des logements vacants. Ces logements étaient pour 24,7 % d'entre eux des maisons individuelles et pour 73,4 % des appartements.
La proportion des résidences principales, propriétés de leurs occupants était de 50,4 %, en hausse sensible par rapport à 1999 (44,8 %).
Les personnes désirant se loger à Chamonix-Mont-Blanc, notamment les locaux, ont de plus en plus de difficulté à trouver un logement. Le prix du foncier étant en hausse, ceux-ci sont de plus en plus contraints de s'établir dans des communes voisines où le prix de l'immobilier est plus faible.
En matière de logement social, la commune comprend en 2011 un parc locatif d'environ 625 logements. Ces logements sont répartis dans la vallée entre Chamonix-Mont-Blanc, le Lyret, les Tines et Argentière, les Bossons, les Pélerins-d'en-Bas et les Pélerins-d'en-Haut. Le parc est géré par le service logement de la mairie. Il est chargé de l’inscription et du suivi des dossiers ainsi que de la gestion des demandes de logement locatif social. Ce service transmet également au fichier départemental PLS (Association Pour le Logement Savoyard). Il travaille en partenariat avec de nombreuses institutions telles que la Cilse et la sous-préfecture, mais aussi avec les sociétés d’HLM bailleurs.

### Projets d'aménagement
La municipalité actuelle met l'accent sur la rénovation de la ligne de chemin de fer et le développement d'un « projet territorial global » visant à la réduction des nuisances et des pollutions subies par les habitants et par l’environnement. C'est dans ce cadre qu'a été élaboré un plan de développement urbain (PDU) à l'échelle de la vallée.
Cette stratégie globale développée depuis l’année 2000, prend en compte également la mise en œuvre d’un « plan climat énergie territorial » dont la finalité est d'aboutir à des mesures concrètes quant à la réduction des gaz à effet de serre et à la maîtrise des consommations énergétiques. Les priorités sont mises sur les secteurs du transport et de l’habitat, en concertation avec les filières touristiques, moteur de l’économie de la vallée, dans un programme triennal (2011-2013) destiné à faire émerger de nouvelles pratiques et un projet de vallée éco-touristique.

### Voies de communication et transports

#### Voies routières

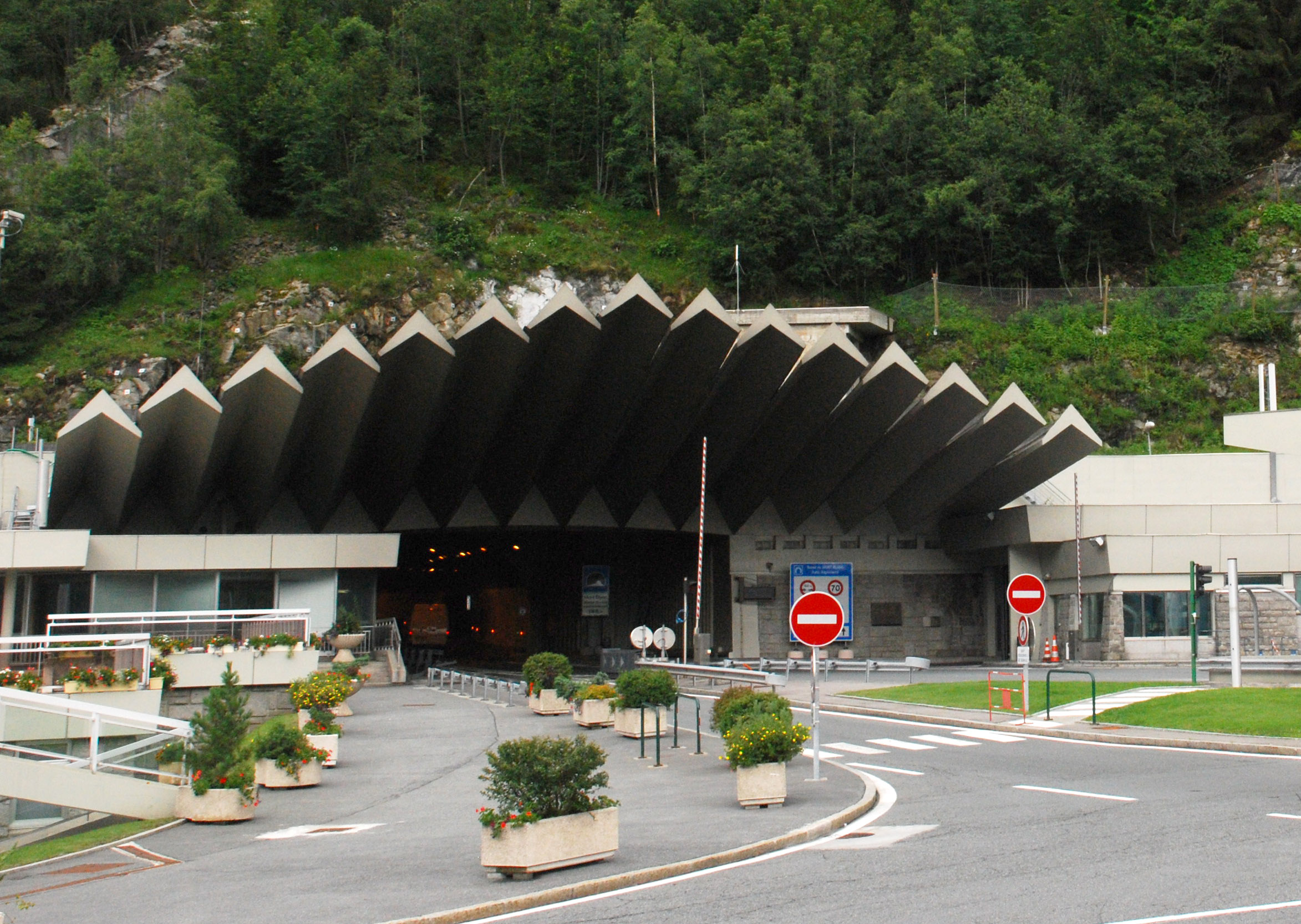
Entrée du tunnel du Mont-Blanc, long de 11.6 km, à Chamonix-Mont-Blanc.

La commune est desservie par la route nationale 205 (RN 205) surnommée la Route blanche. Cette 2×2 voies constitue un prolongement de l'autoroute A40, surnommée l'autoroute blanche et s’arrêtant a l'Abbaye, village de la commune de Passy. Sur le territoire communal, se trouve l'entrée du tunnel du Mont-Blanc qui relie Chamonix-Mont-Blanc en France à Courmayeur en Italie. Ce tunnel, d'une longueur totale de 11,6 km, passe sous la Vallée Blanche.
La commune est reliée à Martigny en Valais par l'ancienne route nationale 506 via le col des Montets et Vallorcine côté français et le col de la Forclaz côté suisse. Cette route nationale a été déclassée en route départementale 1506 en 2006 ; une partie a été intégrée à la RN 205.
Des arrêtés préfectoraux réglementent certaines routes départementales soumises à des risques d'avalanches. C'est notamment le cas pour la D 1506, pour laquelle un arrêté prévoit la création d'itinéraires de substitution pour contourner le passage du col des Montets : une circulation alternée dans le tunnel ferroviaire qui franchit le col est alors mise en place.

#### Transport ferroviaire

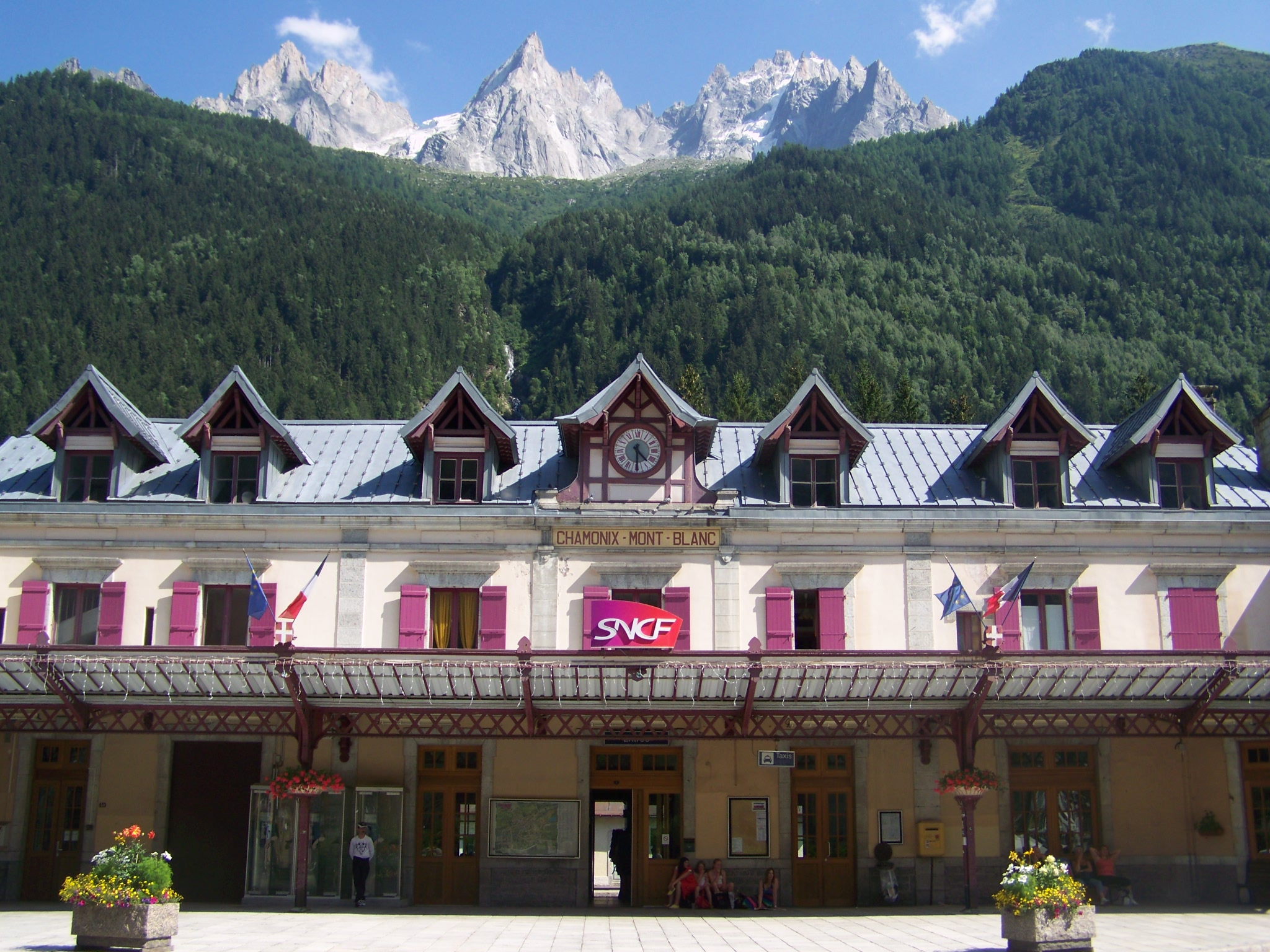
Gare de Chamonix-Mont-Blanc.

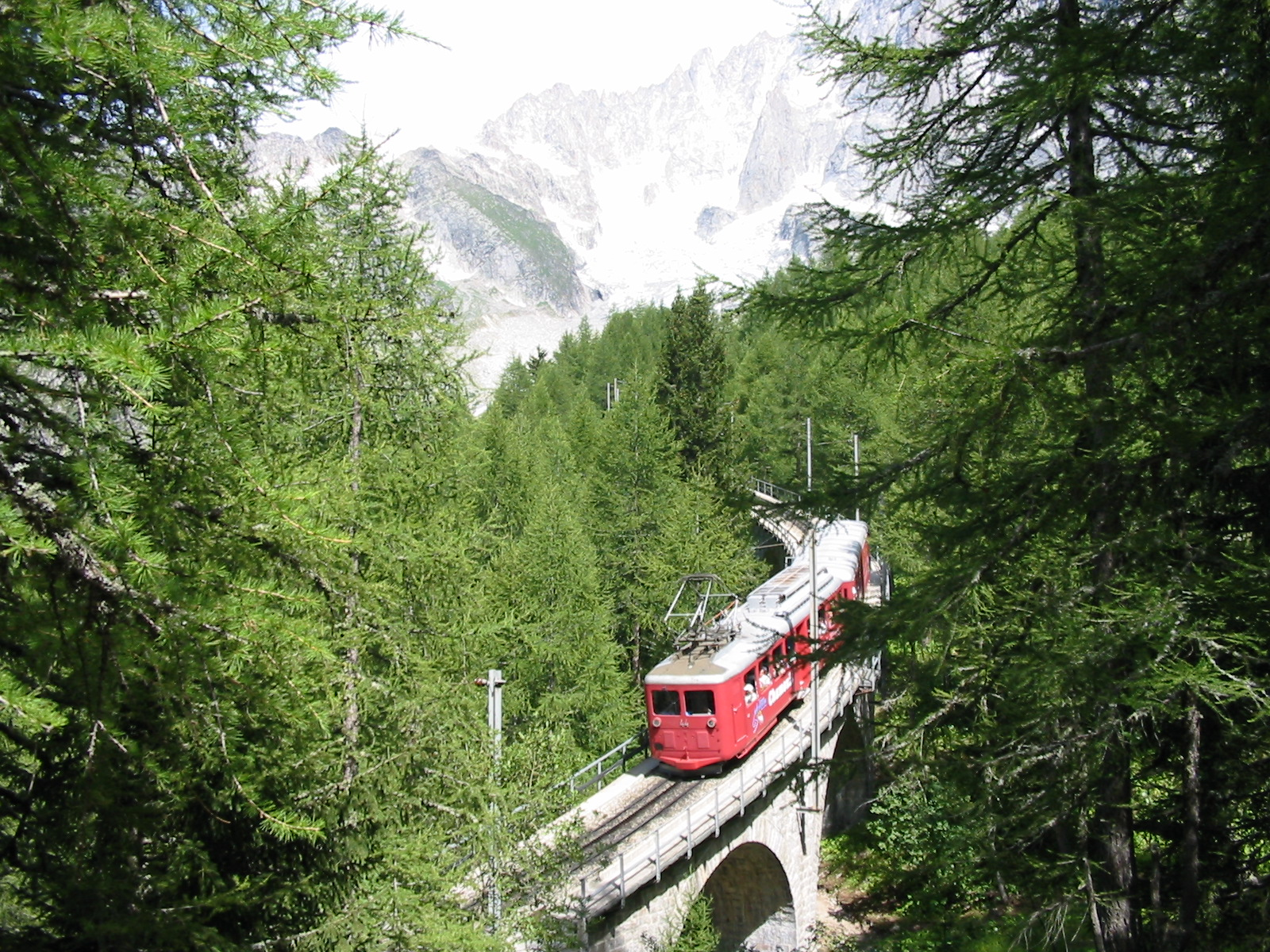
Viaduc du Montenvers et train vus depuis le sentier menant à la Mer de Glace.

En 1893, la décision fut prise de relier Le Fayet à Chamonix et Vallorcine par une ligne de chemin de fer. La ligne de Saint-Gervais-les-Bains-Le Fayet à Vallorcine (frontière) a été inaugurée le 12 juillet 1901 jusqu'à Chamonix (toutefois la ligne ne fut ouverte au public que le 25 juillet), puis prolongée le 25 juillet 1906 jusqu'à Argentière et enfin jusqu'à Vallorcine le 1er juillet 1908. Elle relie la gare de Saint-Gervais-les-Bains-Le Fayet (correspondance TGV et TER) à la frontière suisse et à la ligne suisse Martigny - Le Châtelard elle-même inaugurée le 18 août 1906.
La ligne Saint-Gervais-les-Bains-Le Fayet - Chamonix - Vallorcine possède des caractéristiques remarquables : en simple adhérence (sans crémaillère à la différence de la ligne suisse (20 %) de Martigny) sur tout son tracé, malgré des pentes qui peuvent atteindre les 9 %, écartement métrique, alimentation par troisième rail en courant continu. Elle est exploitée par la SNCF. Après le passage de la frontière, elle se poursuit dans le canton du Valais (chemin de fer Martigny–Châtelard), permettant de rejoindre la ville suisse de Martigny. Des services dénommés Mont-Blanc Express permettent de relier directement le Fayet à Martigny via Chamonix. Tous les trains sont omnibus, et cadencés toutes les heures dans chaque sens. Dix points d'arrêt régulièrement répartis : les Bossons, les Pélerins, les Moussoux, Chamonix-Aiguille-du-Midi, Chamonix-Mont-Blanc, les Praz-de-Chamonix, les Tines, la Joux, Argentière, Montroc-le-Planet) assurent la desserte ferroviaire de la commune.
Le chemin de fer du Montenvers permet d'accéder au site touristique du Montenvers. Inauguré sur l'intégralité de son parcours le 29 mai 1909, il possède sa propre gare à proximité immédiate de la gare SNCF de Chamonix-Mont-Blanc. Les deux gares sont directement reliées par une passerelle. Du Montenvers qui dispose de l'autre gare terminus, on jouit d'une vue imprenable sur la Mer de Glace, l'aiguille du Petit Dru, les Grandes Jorasses et l'aiguille des Grands Charmoz. Le Montenvers est le point de départ de randonnées en moyenne montagne (jonction avec le Plan de l'Aiguille par le Grand Balcon Nord, divers itinéraires pour rejoindre la vallée) et en haute montagne (refuges de la Charpoua, du Couvercle, de Leschaux, de l'Envers des Aiguilles, du Requin).

#### Téléphériques, télécabines et télésièges

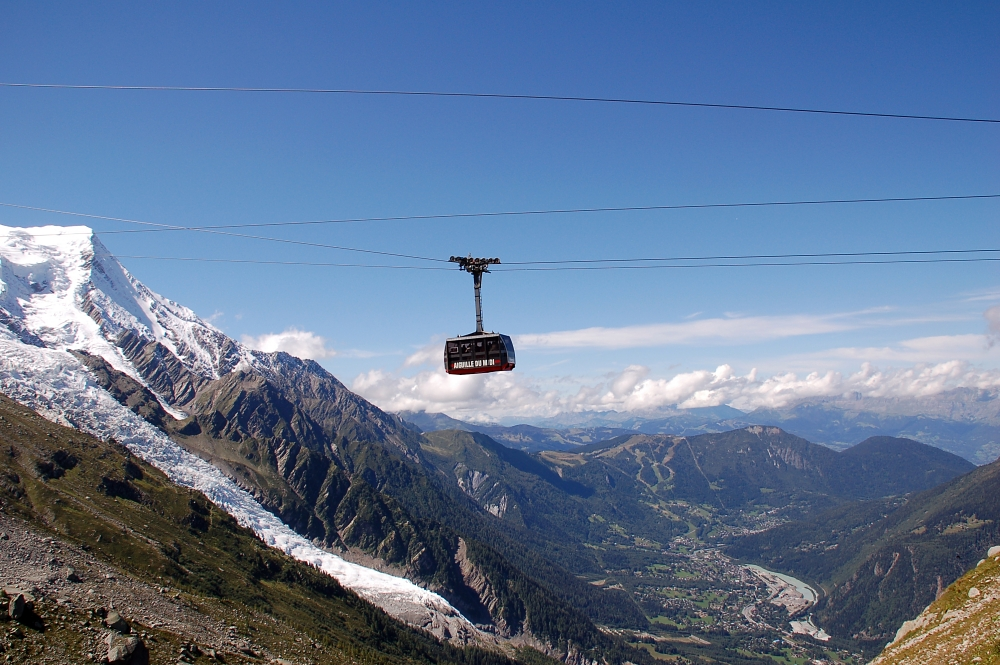
Téléphérique de l'Aiguille du Midi.

Chamonix-Mont-Blanc possède l'un des téléphériques les plus hauts du monde : le téléphérique de l'Aiguille du Midi qui relie, en deux tronçons, la ville au Plan de l'Aiguille puis du Plan de l'Aiguille à l'aiguille du Midi à 3 777 mètres d'où l'on peut gagner le sommet piton central (3 842 mètres) via un ascenseur percé dans la roche. De cette aiguille, on peut embarquer à 3 778 mètres à bord de la télécabine Panoramic Mont-Blanc, anciennement appelée télécabine de la Vallée Blanche, pour rejoindre la pointe Helbronner, située dans le massif du Mont-Blanc à la frontière franco-italienne à 3 466 mètres. Ce téléphérique permet d'effectuer un parcours aérien de 5 093 mètres, en à peu près 30 à 35 minutes, au-dessus de la Vallée Blanche et du glacier du Géant.
Sur l’autre versant de la vallée, la colline Planpraz est reliée à Chamonix-Mont-Blanc par l'intermédiaire d'une télécabine. Il s'agissait initialement d'un ancien téléphérique, ouvert en 1928, et transformé en télécabine six places en 1979. Durant l'inter-saison 2008-2009, l'installation a été remplacée par une télécabine 8/10 places. Un second tronçon, le téléphérique du Brévent, relie Planpraz au sommet du Brévent, à 2 525 mètres d'altitude. Sur ce même versant, au départ du village des Praz, à 1 894 mètres d'altitude, se trouve la télécabine de la Flégère, qui se prolonge par le télésiège de l'Index.
Plus profondément dans la vallée, le village d'Argentière dispose des téléphériques de Lognan et des Grands Montets (arrivées situées respectivement à 1 972 mètres et à 3 300 mètres d'altitude) qui permettent d'accéder au domaine skiable situé sous l'aiguille Verte. Un incendie survenu en septembre 2018 a entraîné la fermeture du téléphérique pour plusieurs années. La Compagnie du Mont-Blanc a opté pour une reconstruction complète de l'équipement. L'architecte italien Renzo Piano a été choisi pour la conception des gares, la réouverture est envisagée pour 2023.
Enfin, au fond de la vallée, au village du Tour, la télécabine de Charamillon et le télésiège des Autannes permettent d'accéder au col de Balme. Un autre accès à ce secteur est possible depuis Vallorcine via une télécabine.
Chamonix-Mont-Blanc dispose également de télésièges de moindre importance qui restent ouverts en été. Aux Bossons, un télésiège part du village et permet d'accéder à proximité du glacier. Le télésiège des Planards dessert le parc de loisirs du même nom. Son départ se situe dans le centre-ville à 1 030 mètres d'altitude pour atteindre 1 248 mètres d'altitude.
Ont été citées les principales remontées mécaniques qui restent en service en été. Pendant la saison de ski, de nombreuses remontées mécaniques secondaires sont activées : télésièges, téléskis et même un téléphérique de liaison entre les domaines de la Flégère et du Brévent.

#### Autres voies de communication

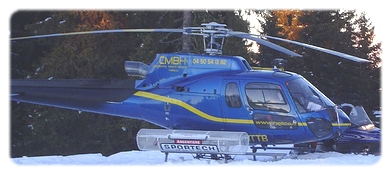
Un des hélicoptères utilisés par une compagnie privée.

La commune ne dispose pas d'aéroport qui lui soit propre. Chamonix-Mont-Blanc se situant à 88 km de l'aéroport international de Genève, à 171 km de l'aéroport de Turin-Caselle et à 220 km de l'aéroport de Lyon-Saint-Exupéry, des transports en commun ont été mis en place pour rejoindre ces aéroports. Ainsi l'aéroport de Genève par la compagnie de bus SAT, l'aéroport de Turin est relié à la commune par la compagnie de bus SAVDA et l'aéroport de Lyon est accessible par train. L'aérodrome de Sallanches Mont-Blanc est le plus proche de Chamonix-Mont-Blanc qui dispose d'une piste. Sur le territoire communal de Chamonix-Mont-Blanc se trouvent cinq altisurfaces : celle du Dôme du Goûter, celle du Glacier du Tacul, celle du Glacier de Talèfre, celle du Glacier d'Argentière et celle du Glacier du Tour, toutes dans le massif du Mont-Blanc.
En revanche, Chamonix-Mont-Blanc possède deux héliports : la DZ des Bois utilisée par le peloton de gendarmerie de haute montagne et la sécurité civile, et la DZ d'Argentière. Ce second héliport est essentiellement utilisé par une compagnie privée qui assure des vols touristiques, des services de taxi aérien ainsi que des travaux aériens. L'ancien hôpital de Chamonix-Mont-Blanc, transformé en « maison de la santé », est quant à lui doté d'une hélistation.

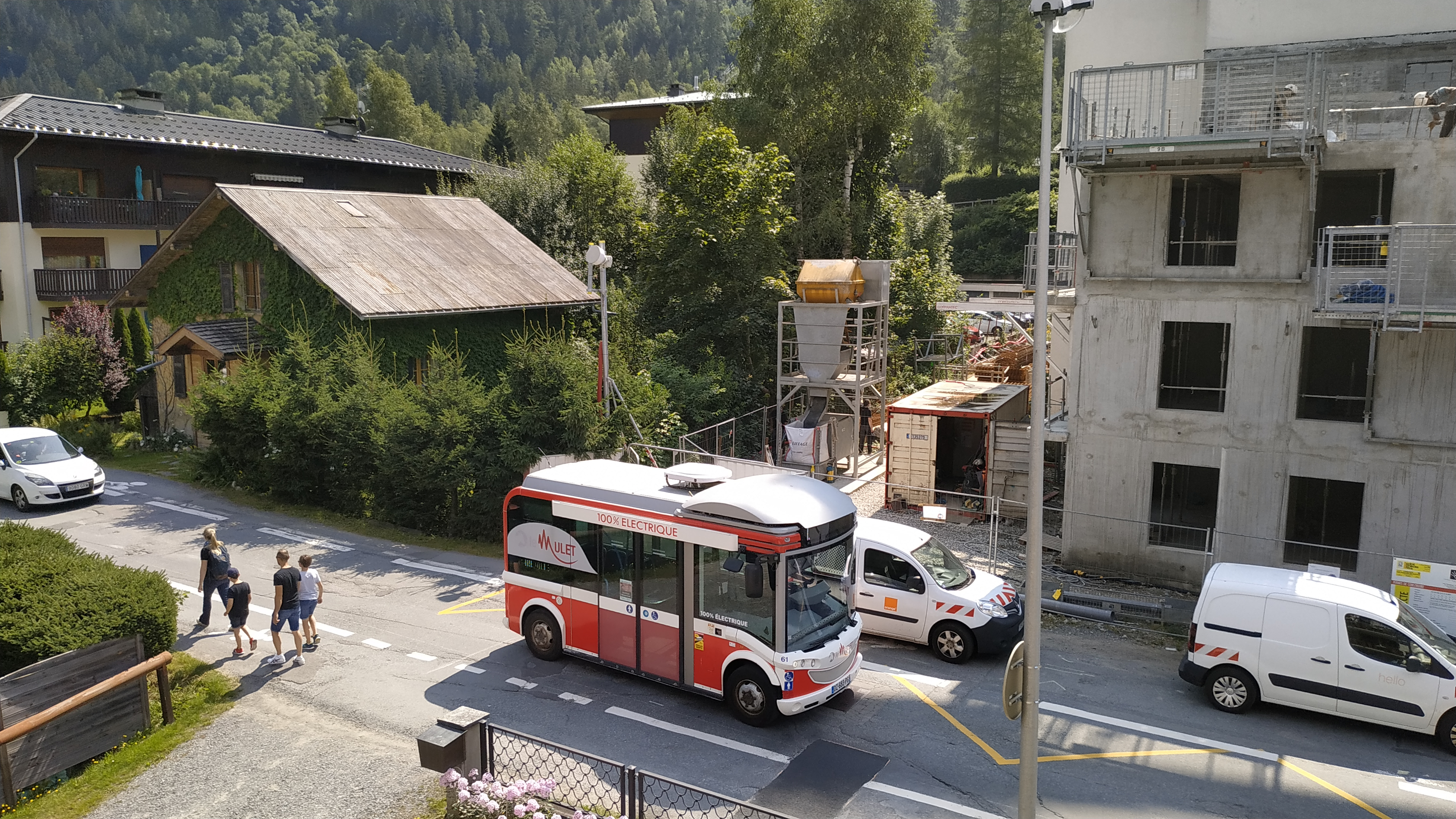
Le Mulet, navette électrique dans Chamonix-Mont-Blanc.

Depuis plusieurs années, la communauté de communes de la Vallée de Chamonix-Mont-Blanc a mis en place un réseau d'autobus : le réseau Chamonix Mobilité circule toute l'année dans la vallée, entre Les Houches et le Tour avec une desserte renforcée en hiver et en été (skibus, navettes pour les VTTistes). Par ailleurs, une navette appelée Le Mulet circule dans le centre-ville durant la journée.

## Toponymie
Le nom de la commune est mentionné comme Campum munitum vers 1091, forme latine fantaisiste du Moyen Âge, puis Chamonis en 1283, Chamouny en 1581, Chamony en 1652, Chamouni en 1786, Chamonix est attesté dès 1793, Chamouny au XIXe siècle et enfin Chamonix-Mont-Blanc en 1921,.
La commune de Chamonix devient officiellement par décret du 14 novembre 1921 « Chamonix-Mont-Blanc ». L'origine du toponyme Chamonix n'est pas certifiée à ce jour et diverses hypothèses sont avancées. Ainsi, l'origine latine du nom pourrait provenir de Campum munitum qui indique la présence d'un camp (latin campus) fortifié (latin munitus), toutefois qualifiée de forme fantaisiste par certains auteurs comme Albert Dauzat et Charles Rostaing, surtout que la place forte n'est pas avérée. Une étymologie populaire locale explique le nom de la localité par l'arpitan cha « lande » et mon-is « montagne ». À partir de 1741, lorsque les explorateurs anglais vont découvrir « la lande de la montagne », ils seront affublés du sobriquet de « Monchus ». Selon Albert Dauzat et Charles Rostaing, le radical de Chamonix serait d'un type camon-, terme d'origine prélatine qui a désigné un genre de pré (cf. Du Cange sous chamo, chamonagium), peut-être sur une hauteur. Le suffixe est cependant difficilement identifiable. Autre hypothèse, le toponyme pourrait être dérivé de « chamois », « champ du moulin », ou Chan moûni, « champ du meunier », « champ d´Aymon », etc.
Le « x » final ne se prononce pas. En francoprovençal, le nom de la commune est Chamoni (qui s'écrit Chamônix en ORB et Shamouni en graphie de Conflans), et se prononce [θa.mu.ˈni]. Pour les noms multisyllabiques, « x » indique l’accentuation sur la dernière syllabe le différenciant avec le z final qui sert à marquer le paroxytonisme et ne devrait pas être prononcé.
Elle prend le nom de « Chamonix-Mont-Blanc » le 21 novembre 1921.
La commune de Chamonix-Mont-Blanc est appelée « capitale mondiale de l'alpinisme », et répond au nom de Cham, notamment dans le milieu montagnard des adeptes de l'alpinisme et du ski.

## Histoire
L'histoire du village de Chamonix s'est construite autour d'une part de sa situation géographique exceptionnelle et d'autre part de la domination qu'exerça durant plusieurs siècles la maison de Savoie sur ce territoire. Cette section relate les périodes et les faits historiques les plus marquants de la commune.

### Naissance de Chamonix

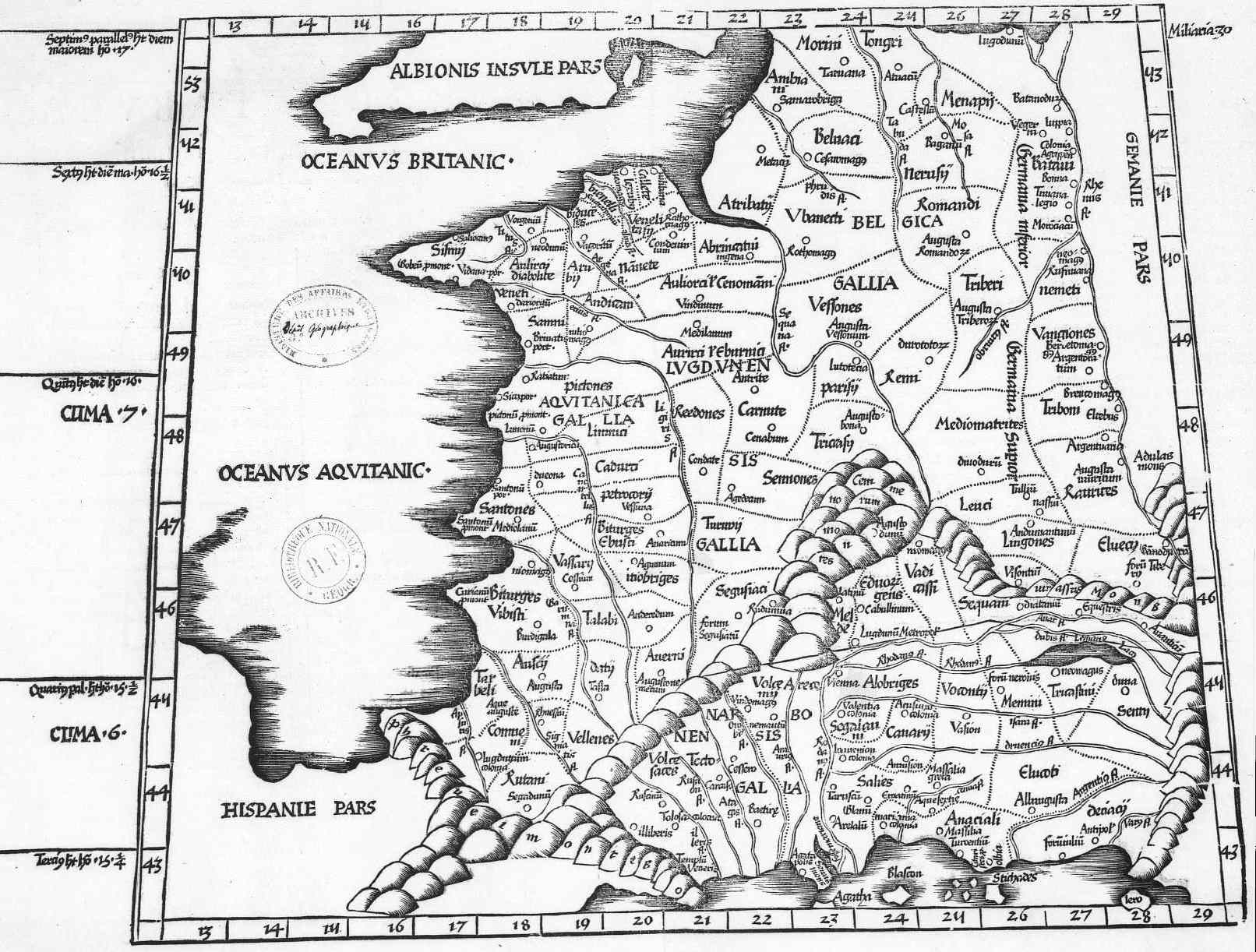
Carte des territoires gaulois.

Avant la création de la ville de Chamonix, le territoire qu'elle occupe actuellement était une contrée inoccupée et hostile en raison de son climat montagnard et de sa situation géographique. Cependant, ces terres, bien qu'inhabitées, furent la possession successive de différents peuples : Les Celtes furent les premiers à occuper la région au Ve siècle av. J.-C., puis les Ligures, les Ceutrons et les Allobroges. Vers 121 av. J.-C., ce territoire fut intégré à l'Empire romain. Avec les Grandes invasions barbares et l'affaiblissement de l'influence romaine, la région appartint durant un temps aux Burgondes avant de devenir la propriété du Comté de Genève. Chamonix entra dans l'histoire en 1091 quand le comte Aymon Ier de Genève fit dotation de la vallée à l'abbaye Saint-Michel-de-la-Cluse, en Piémont. Des moines s'installèrent sur la rive droite de l'Arve. Ils construisirent un moulin aux Praz et une ferme au Mollard. Au XIIe siècle, une communauté de moines s'installa sur la commune et y fonda le prieuré de Chamonix. Les moines tentèrent, durant plusieurs siècles, d'imposer leur autorité sur la vallée, mais ils se heurtèrent continuellement aux revendications de la population chamoniarde qui se rebella à plusieurs reprises. Le prieuré subsista jusqu'en 1786.

### Chamonix et la maison de Savoie
Chamonix est un territoire du duché de Savoie qui fait partie des États de Savoie, eux-mêmes intégrés depuis le traité d'Utrecht de 1713 au royaume de Sardaigne. Au XVIIIe siècle, Chamouny (ancien nom de Chamonix) n'est qu'une petite bourgade rurale. Ses habitants vivent alors, tant bien que mal, de l'élevage et de cultures de seigle et d'avoine. En 1741, deux Anglais, William Windham et Richard Pococke, racontent dans des gazettes littéraires leur visite de la vallée et leur « expédition » vers un gigantesque glacier qu'ils baptisent la Mer de Glace. La curiosité suscitée par leur récit amène assez vite les premiers touristes qui se lancent alors dans ce qui deviendra l'alpinisme. Durant l'année 1760, le riche aristocrate genevois Horace-Bénédict de Saussure, promet une forte récompense au premier qui atteindra le sommet du mont Blanc. Et le 8 août 1786, deux Chamoniards, Jacques Balmat et le docteur Michel Paccard y parviennent. En 1770, les touristes étant de plus en plus nombreux, Mme Coutterand ouvre la première auberge de la vallée : l'hôtel d'Angleterre. En 1783, on estime à 1 500 le nombre de visiteurs pour la saison d'été. L'hôtel de l'Union, premier hôtel de luxe, est construit dès 1816. Beaucoup d'autres suivront.

### Révolution et Empire: la Savoie devient française

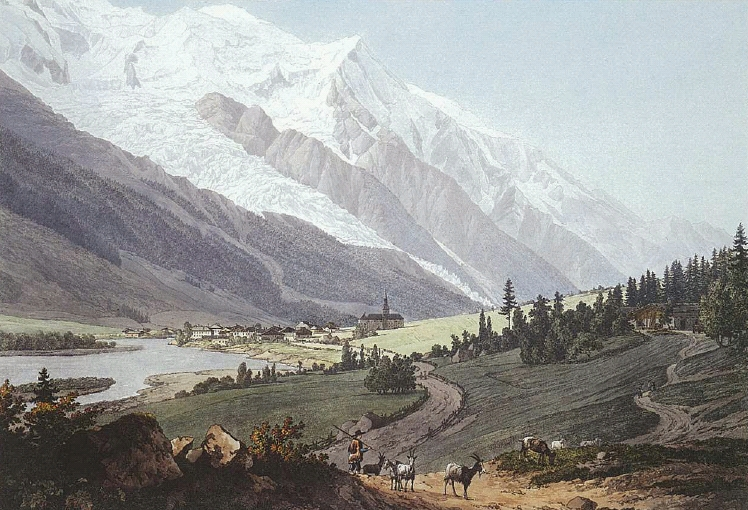
Le prieuré de Chamonix à la fin du XVIIIe siècle.

Le 24 septembre 1792, l'armée révolutionnaire française pénètre dans le duché de Savoie. Celui-ci est annexé le 27 novembre de la même année. Vaincu par les troupes de Napoléon à plusieurs reprises, le roi de Sardaigne, Victor-Amédée III, reconnaît de jure les annexions et cède la Savoie (et Nice) à la France par le Traité de Paris du 15 mai 1796. Pour la première fois, une frontière internationale traverse donc le massif. Cet acte donne lieu à un procès-verbal d'abornement, dont l'une des interprétations voudrait que la frontière demeure visible des communes de Chamonix et de Courmayeur. Le sommet du mont Blanc n'est pas visible du bourg de Courmayeur (au contraire de Chamonix), ce village étant trop encaissé, mais il est par contre visible du Val Ferret, territoire de la même commune. Le département du Mont-Blanc est créé le 29 octobre 1792 avec des limites identiques à celles de la Savoie annexée à la France. Ce premier épisode prend fin avec le premier exil de Napoléon, à l'île d'Elbe : le Traité de Paris du 30 mai 1814 restitue au royaume de Sardaigne la partie orientale de la Savoie, le reste suivra en 1815. Le massif n'est plus frontalier. Le 14 juillet 1808, Marie Paradis est la première femme à atteindre le sommet du mont Blanc. Elle sera suivie en 1838 par Henriette d'Angeville.

### Territoire sarde de 1814 à 1860

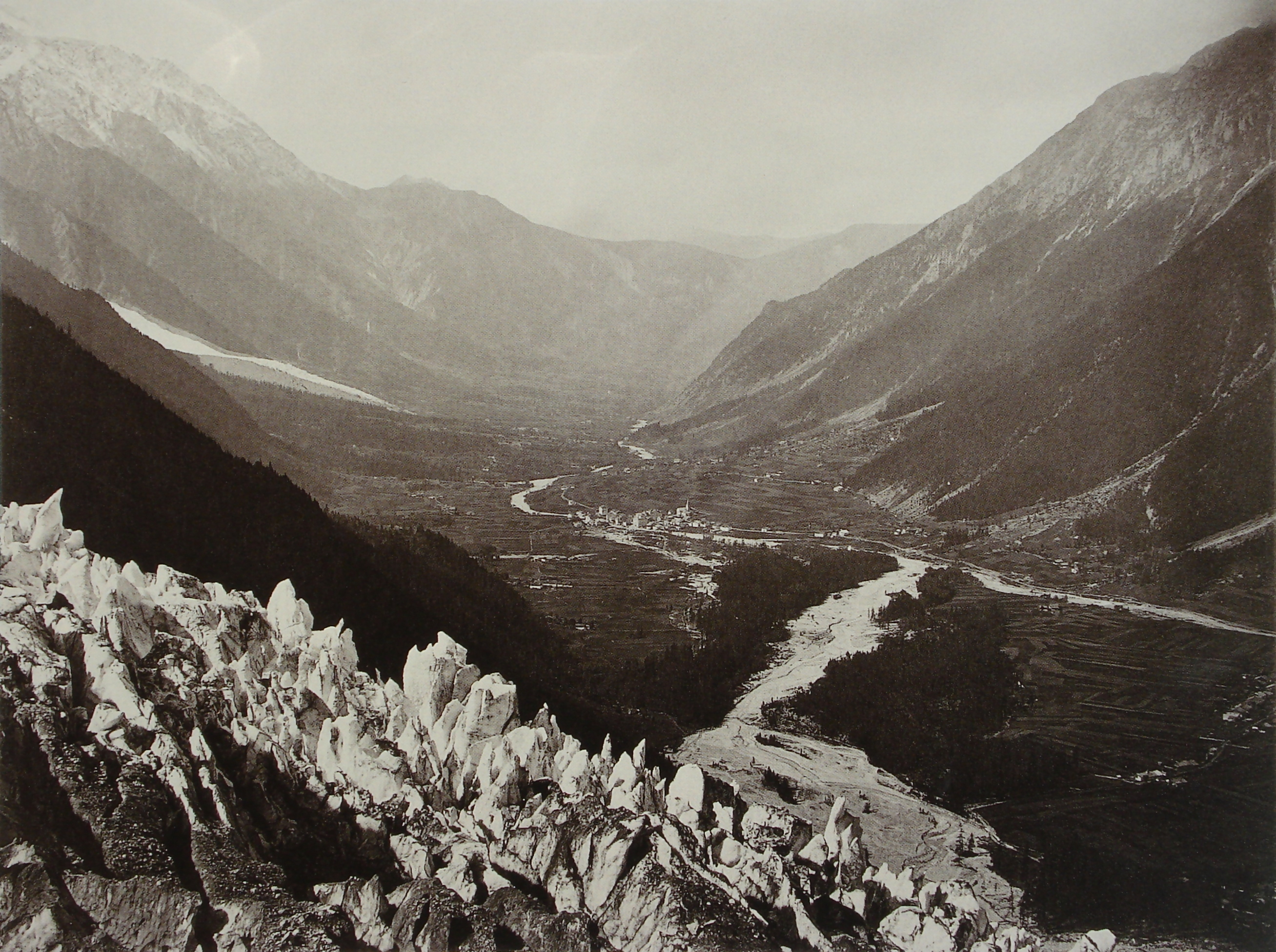
La vallée de Chamonix en 1860.

La vallée de Chamonix revient sous souveraineté sarde de 1814 à 1860. Durant cette période, les premiers hôtels de luxe voient le jour. En 1816, est construit l'Hôtel de l'Union. Il est suivi de l'Hôtel la Couronne, du Royal et de bien d'autres établissements. La première ascension de l'Aiguille du Midi a lieu le 1er août 1818. Elle est effectuée par les alpinistes Antoni Malczewski et Jean-Michel Balmat en compagnie de cinq guides. En 1820, cinq guides disparaissent dans un accident alors qu'ils tentent de gravir le mont Blanc. Avant que ceux-ci n'atteignent le Grand Plateau, ils sont emportés par une violente avalanche qui les précipite au fond d'une crevasse. Sur l'ensemble du groupe, seulement deux d'entre eux en réchappent. Les trois corps de leurs compagnons ont été retrouvés quarante et un ans plus tard au fond du glacier des Bossons. En 1821, à la suite de cet accident mortel, est créée la prestigieuse Compagnie des guides de Chamonix. En 1825, parmi les nombreux touristes visitant la vallée figure Victor Hugo.

### Chamonix, un territoire français

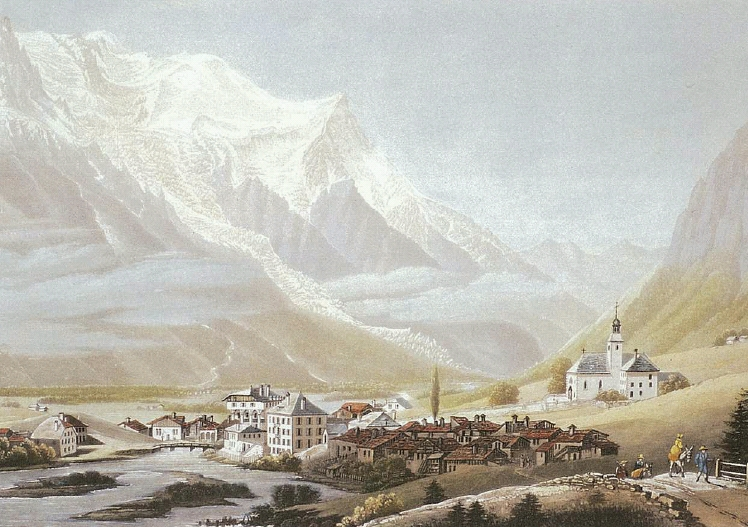
Le Mont-Blanc, vu de Chamouni, J. Dubois (début du XXe siècle).

Lors des débats sur l'avenir du duché de Savoie, en 1860, la population est sensible à l'idée d'une union de la partie nord du duché à la Suisse. Une pétition circule dans cette partie du pays (Chablais, Faucigny, Nord du Genevois) et réunit plus de 13 600 signatures, dont 452 pour la commune,. Le duché est réuni à la suite d'un plébiscite organisé les 22 et 23 avril 1860 où 99,8 % des Savoyards répondent « oui » à la question « La Savoie veut-elle être réunie à la France ? ». Le 24 mars 1860, par le traité de Turin (1860), les comtés de Nice et de Savoie sont cédés à la France par Victor-Emmanuel II de Savoie. Le 4 avril 1860, la ville de Chamonix devient française. Pour permettre la visite de Napoléon III début septembre 1860, une route carrossable est construite entre Chamonix, Sallanches et Genève.

### Sanctuaire alpin des sports de montagne

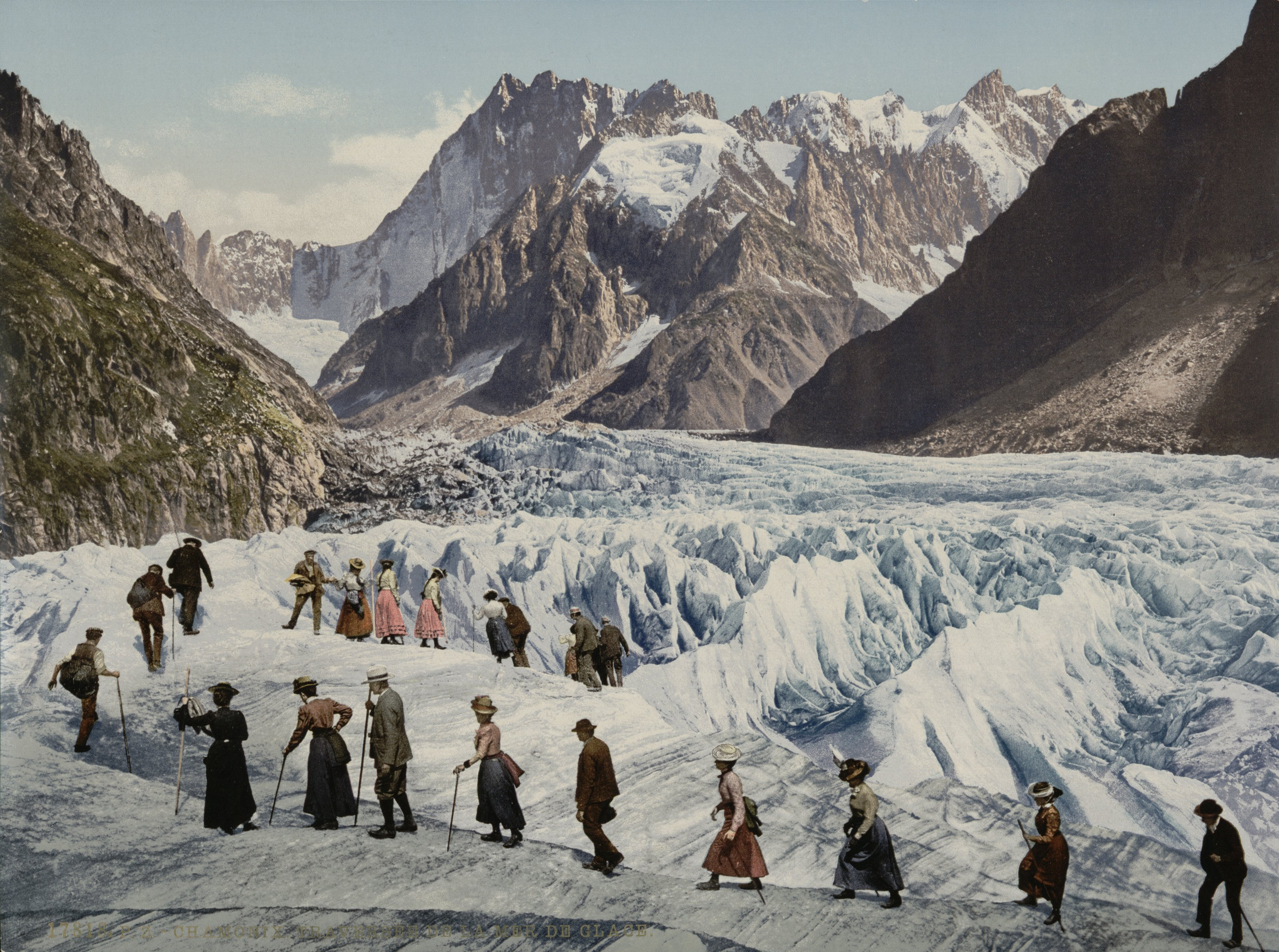
Vallée de Chamonix: traversée de la mer de glace (entre 1902 et 1904).

Le 29 août 1879, Jean Charlet-Straton en compagnie des guides Frédéric Folliguet et Prosper Payot, parvient à atteindre le premier le sommet du Petit Dru à une altitude de 3 733 mètres. En 1890, le professeur Joseph Vallot installe son observatoire à 300 mètres du sommet du mont Blanc. En juillet 1901, la station inaugure l'arrivée du chemin de fer qui désenclave la vallée. Les années qui suivront voient naître un nouveau Chamonix, vivant désormais au rythme de deux saisons touristiques : l'été et l'hiver. Chamonix devient l'une des premières stations de sports d'hiver en France, avec une capacité hôtelière estimée à 15 000 voyageurs en 1907. C'est durant la saison hivernale de 1906-1907 que la commune connaît sa véritable première grande saison à la suite de l'initiative du Club alpin français.
Le Club alpin et le Touring club de France qui constatent l'existence d'un équipement correct organisent de concert de nombreux concours locaux de sports d'hiver pendant toute la saison. En particulier, le second concours international de ski, organisé du 3 au 5 janvier 1908, attire la foule élégante et sportive du Tout-Paris, après qu'une publicité intense a invité à découvrir les skieurs modernes, figures à la mode. Les délégations sportives des armées norvégienne, suisse, italienne, française font sensation en défilant. Les épreuves, c'est-à-dire la course de fond, la course de descente (en montée, plat et descente) et le saut, confirment la suprématie d'adresse physique nordique. Techniquement aussi, pourvus seulement du long bâton unique, les concurrents français sont dépassés par les Suisses et les Norvégiens qui possèdent deux bâtons de poussées. Il reste que le grand écho médiatique et iconographique de cette manifestation marque l'apogée du ski dont la mode insouciante est lancée jusqu'en 1913, avant de reprendre au cours de l'entre-deux-guerres.

### Au pied des glaciers du Mont-Blanc

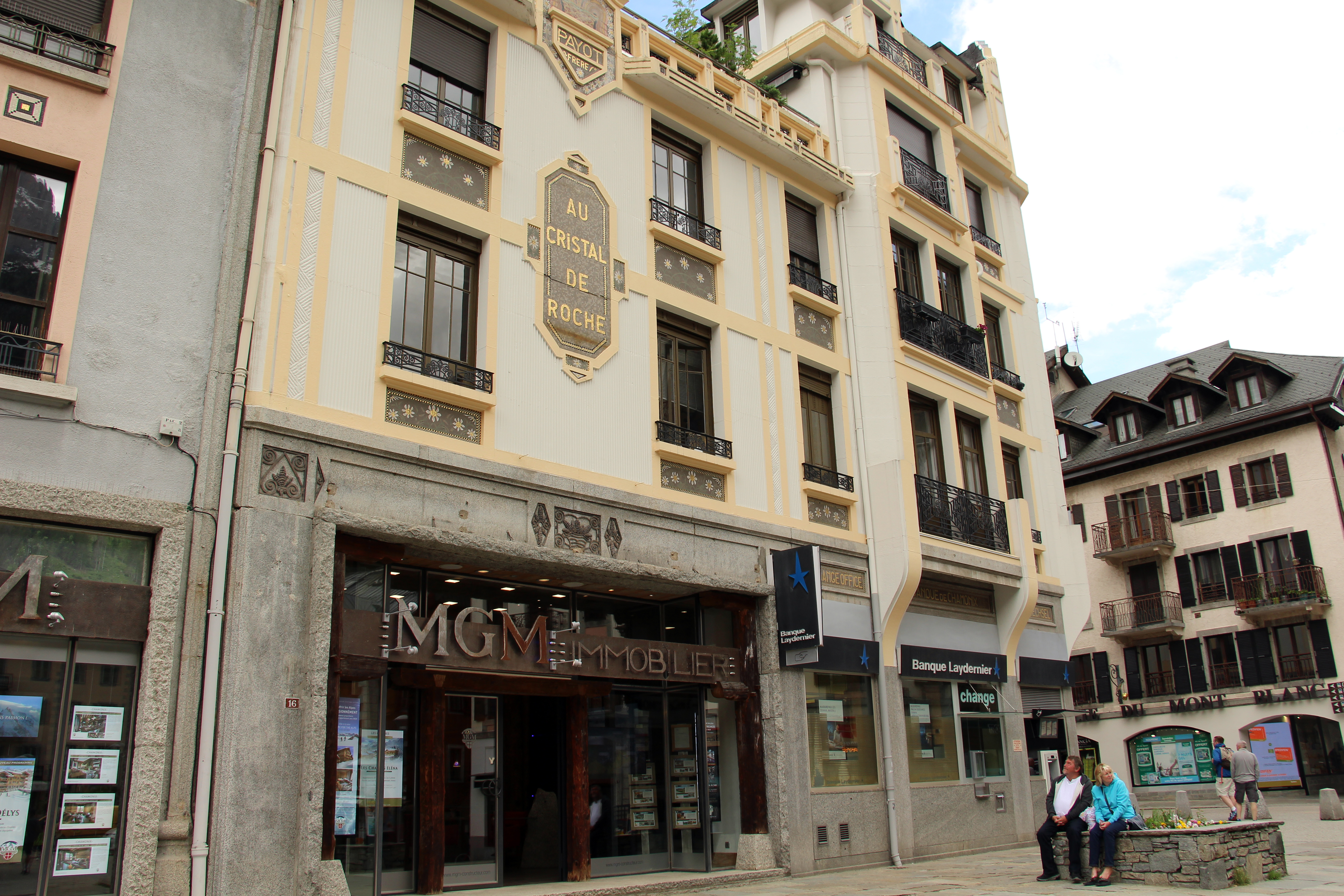
Banque Payot, bâtiment Art déco élevé en 1928. Sa façade en béton est ornée de mosaïques en grès et de ferronneries en arabesque.

En 1908, est inaugurée une première section du chemin de fer du Montenvers. À cette époque, il fallait près d'une heure pour faire les sept kilomètres permettant d'accéder à la Mer de Glace. Il sera ouvert en totalité en 1909, en même temps que la première section du tramway du Mont-Blanc. Le 7 septembre 1910, le président de la République Armand Fallières vient inaugurer l'hôtel de ville.
Le 16 janvier 1920, le conseil municipal demande officiellement « aux pouvoirs compétents […] que la commune de Chamonix porte à l'avenir le nom de Chamonix-Mont-Blanc pour éviter à l'avenir que nos voisins suisses exploitent la renommée du mont Blanc au bénéfice de leurs stations ». Le 14 novembre 1921, le décret est signé par le président de la République, Alexandre Millerand. En 1924, Chamonix accueille les premiers Jeux olympiques d'hiver. Près de 15 000 personnes assistent aux épreuves et dès lors, Chamonix devient une station touristique très prisée. Durant cette même année, une première section du téléphérique des Glaciers est mise en service. En 1927, le téléphérique de Planpraz voit le jour. En 1930, le téléphérique du Brévent est inauguré.
1932 voit à Chamonix la création de l'École de haute montagne (EHM) rebaptisée ultérieurement École militaire de haute montagne (EMHM), école de formation des cadres et maison mère des troupes de montagne. Elle administre le groupe militaire de haute montagne (GMHM) ainsi que certains sportifs (hommes et femmes) de haut niveau qui représentent la France dans de nombreuses disciplines sportives (ski alpin, biathlon, etc).
La ville abrite également 
l'École nationale de ski et d'alpinisme (ENSA) qui forme aux métiers de la montagne : guide de haute montagne, moniteur de ski alpin ou nordique, pisteur-secouriste, notamment.

### Jeux olympiques de 1924

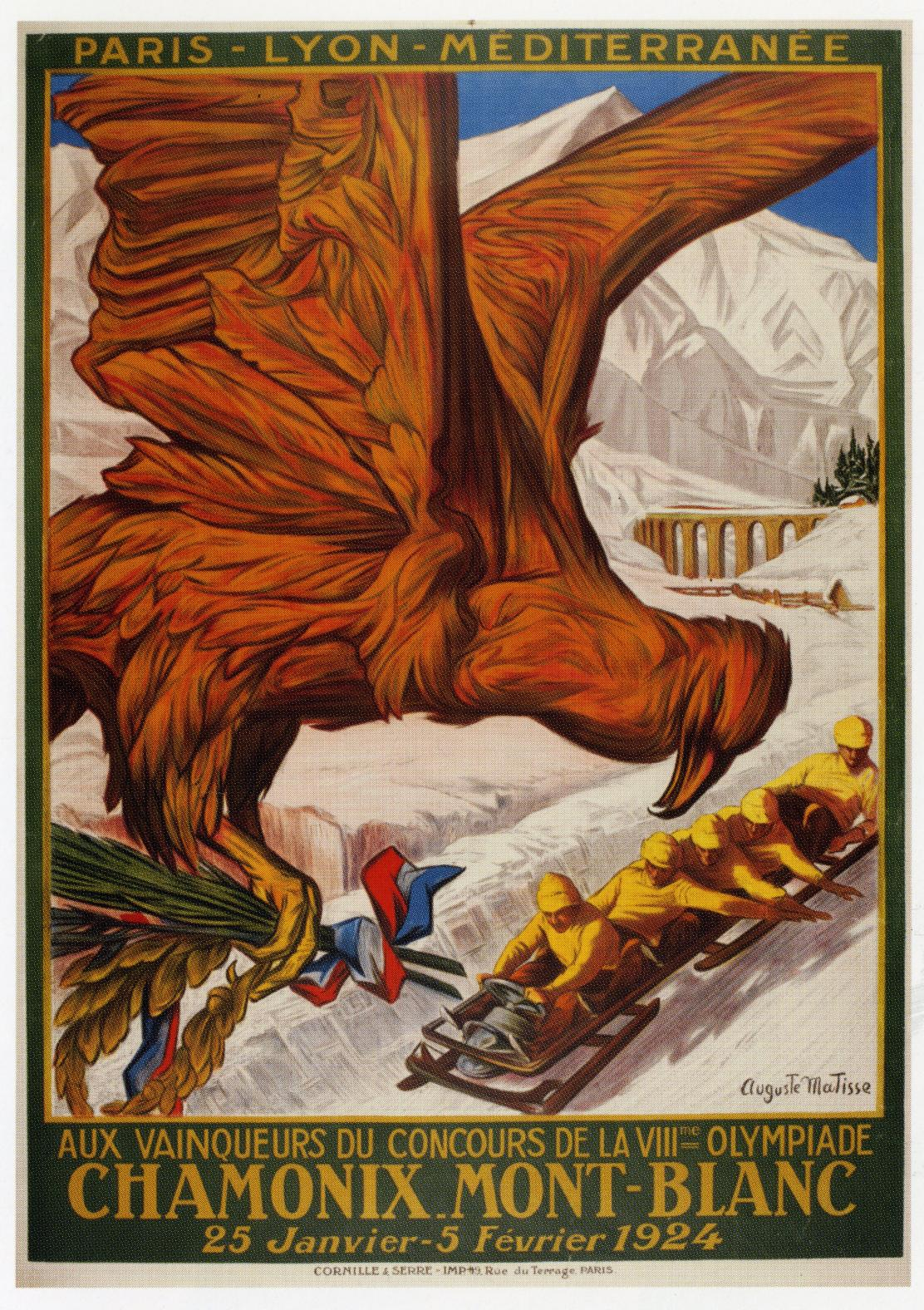
Affiche sur les Jeux olympiques de Chamonix.

Les premiers Jeux olympiques d'hiver ont eu lieu à Chamonix en 1924. L'idée d'organiser ces Jeux revient au comte Clary et au marquis de Polignac, tous deux représentants français au Comité international olympique auquel ils soumettent l'idée en 1921. En juin 1922, le Comité national olympique et sportif français désigne Chamonix comme ville hôte des épreuves de sports d'hiver. Le CIO avait certes voté en faveur des Jeux olympiques d'hiver, mais l'opposition des pays nordiques à leur tenue restait farouche. Ces nations craignaient que les Jeux olympiques ne dévalorisent leur compétition locale, les « Jeux Nordiques », existant depuis 1883. Le CIO composa avec cette opposition et adopta une formule de compromis. Les Jeux olympiques d'hiver devenaient Semaine internationale du sport d'hiver à l'occasion des Jeux olympiques de 1924. Le contrat liant Paris et Chamonix est paraphé le 20 février 1923. Le comité d'organisation demandait la création d'une piste de bobsleigh, d'une patinoire et d'un tremplin de saut à ski. Les travaux débutent le 31 mai 1923, soit seulement huit mois avant le début des épreuves. Bien que de nombreux problèmes climatiques ralentissent l'achèvement des équipements olympiques, les travaux finissent à temps. Les jeux se déroulent sans difficulté majeure, et voient de nombreux athlètes des nations du Nord s'y distinguer. Les comités nationaux des pays nordiques votent ainsi avec enthousiasme la proposition du CIO discutée au congrès de Prague le 24 mai 1925, instituant des Jeux olympiques d'hiver. À l'occasion de ce vote, les épreuves de Chamonix sont requalifiées en « Jeux olympiques d'hiver ».

### Au lendemain de la Seconde Guerre mondiale

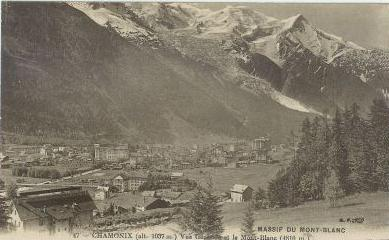
Carte postale ancienne sur la commune de Chamonix.

Au lendemain de la Seconde Guerre mondiale, un conflit territorial voit le jour entre les communes de Saint-Gervais-les-Bains, Les Houches et Chamonix-Mont-Blanc qui se disputent les glaciers du massif du Mont-Blanc. Ce différend n'est pas tout à fait nouveau puisque déjà en 1881, il avait fallu ajourner la délimitation précise des communes au sein du massif. Après consultation des conseils municipaux intéressés et du conseil général de la Haute-Savoie, le préfet, par un arrêté du 21 septembre 1946 tranche définitivement et partage le secteur du dôme du Goûter et du mont Blanc entre les trois communes. Cet arrêté est particulièrement intéressant car, en détaillant les limites communales, il adopte l'interprétation du tracé frontalier qui apparaît sur les cartes d'État-major françaises, divisant d'ailleurs le triangle litigieux au sud du mont Blanc entre les deux communes de Chamonix et de Saint-Gervais. Le 3 novembre 1950 : un avion de la compagnie Air India, le Malabar Princess, s'écrase sur les flancs du mont Blanc ; le bilan est de 48 morts. Le téléphérique des Glaciers, qui devait à terme atteindre l'aiguille du Midi, ferme définitivement en 1951. Un nouveau projet de téléphérique de l'Aiguille du Midi est mené à bien, et ouvre en 1955. Le téléphérique de la Flégère est achevé en 1956. Le 22 décembre 1956 a lieu l'affaire Vincendon et Henry. Deux étudiants alpinistes partent pour gravir le mont Blanc. Leur expédition tourne au drame. Ils se perdent dans de mauvaises conditions météorologiques à près de 4 000 mètres d'altitude et succombent après dix jours au froid et d'épuisement. Les tentatives de sauvetage avaient échoué alors que leur triste épopée était suivie à la jumelle depuis la vallée. L'année 1957 voit la création du Triangle de l'amitié entre Chamonix, Martigny et Aoste, symbole des relations fraternelles qui perdurent par-delà les frontières étatiques entre ces trois communes. À la construction du téléphérique de Lognan-les Grands Montets en 1963, succèdent d'importants travaux qui amènent la Route Blanche jusqu'aux portes de Chamonix. Le tunnel sous le mont Blanc est ouvert à la circulation le 19 juillet 1965. Le 24 janvier 1966 : un avion de la compagnie Air India, en route pour New York, s'écrase sur les flancs du mont Blanc ; le bilan est de 117 morts.

### De 1970 à nos jours

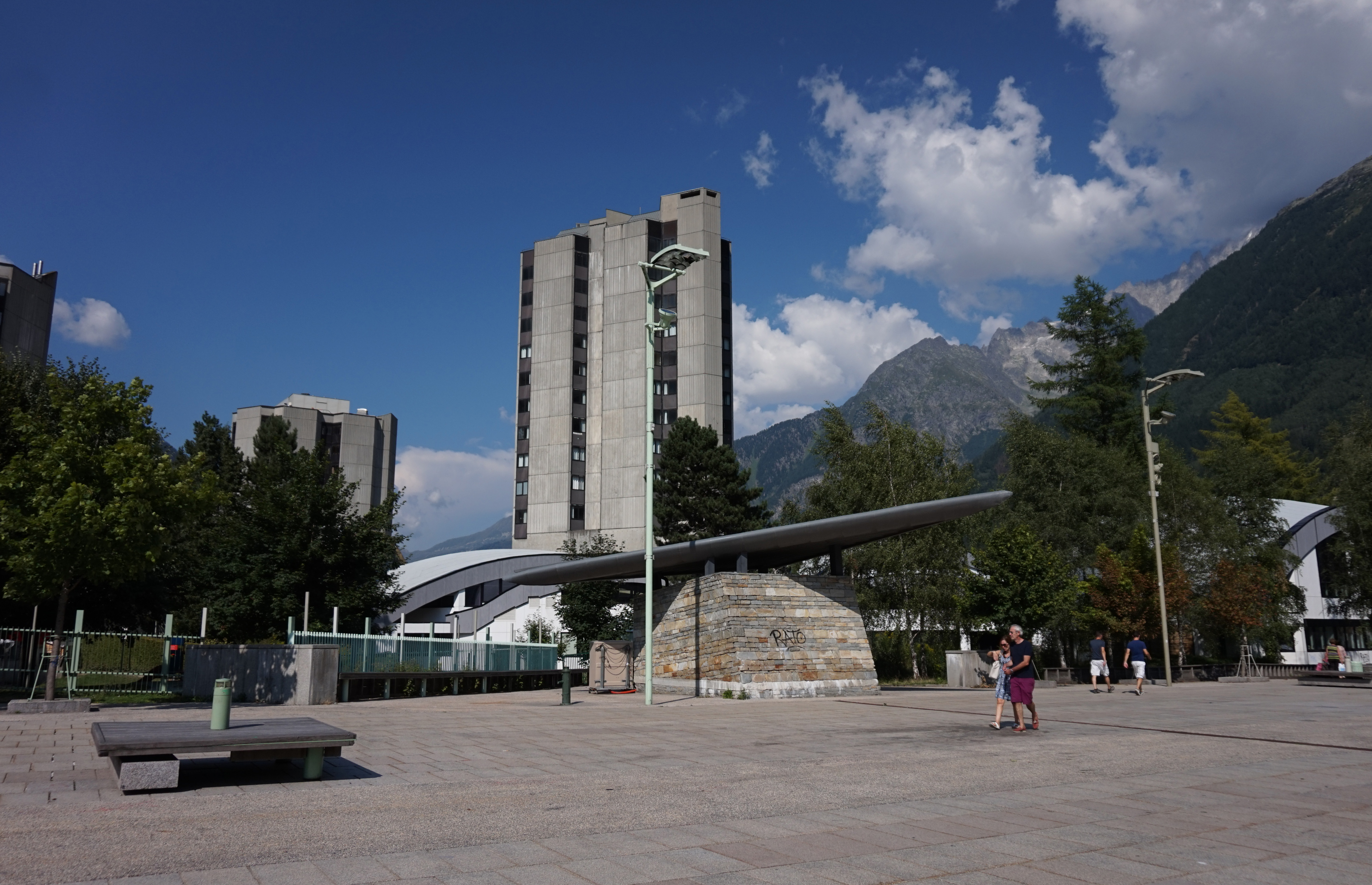
La place du Mont-Blanc.

Une frénésie de constructions s'empare de Chamonix, sous le mandat de Maurice Herzog : tours et centre sportif à l'architecture résolument moderne, cité scolaire confiée à l'architecte Roger Taillibert, développement immobilier du « village piéton de Chamonix-Sud » au sein du quartier de l'aiguille du Midi avec la construction de nombreux petits immeubles, bibliothèque, MJC, halte-garderie. Ce développement immobilier touche également Argentière avec le quartier du Grand Roc. En 1973, l'ancien presbytère est rénové. Le Bureau des guides et l'Office de la haute-montagne qui vient d'être créé s'y installent. Le 2 février 1978, une avalanche tue cinq habitants dans le hameau du Tour. Durant la période de la fin des années soixante-dix et début quatre-vingt, le développement immobilier est freiné. La priorité est donnée à la réhabilitation des bâtiments anciens : relais de Poste, hôtel Majestic, salle Michel-Croz. La première zone piétonne en centre-ville de Chamonix est tentée. Un golf de 18 trous est créé aux Praz. L'année 1994 voit la démolition de l'ancien hôpital en centre-ville et la construction du nouvel hôpital.

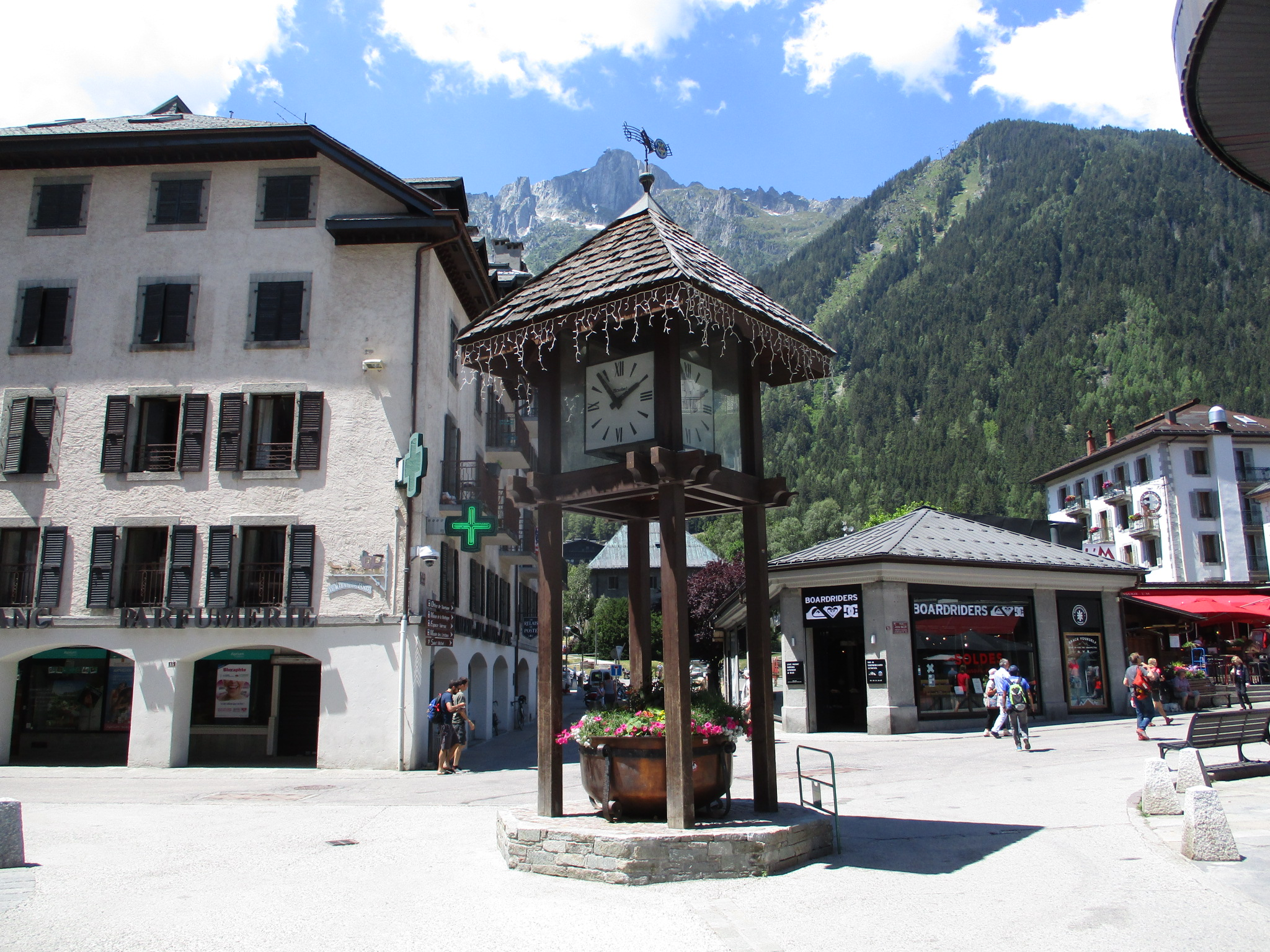
Rues de Chamonix.

Les crues de l'Arve des 24 et 25 juillet 1996, causent de très importants dégâts dans le centre-ville. Le 9 février 1999 une avalanche à Montroc engloutit vingt chalets et provoque la mort de douze personnes. Une semaine plus tard, le 16 février 1999, malgré l'intervention de 120 pompiers, un violent incendie détruit une partie du centre-ville dont la salle des fêtes Michel-Croz. Quelques semaines plus tard encore, le 24 mars 1999 a lieu l'incendie du tunnel du Mont-Blanc dont l'origine est due à un camion semi-remorque qui prend feu à environ sept kilomètres de l'entrée française du tunnel. Le violent incendie qui suit cause la mort de 39 personnes et entraîne la fermeture du tunnel pendant près de trois ans. Le XXIe siècle s'annonce difficile. Les Chamoniards devront y relever de nouveaux défis afin de préserver leur cadre de vie. Le réchauffement climatique semble être à l'origine de la fonte de ses glaciers. Le trafic routier ne cesse de croître dans la vallée. Son bassin urbain est en constante augmentation. Chamonix doit prendre en compte également les réalités économiques : depuis deux siècles, les Anglais y investissent, aujourd'hui les acheteurs de biens immobiliers sont à 40 % des Anglais ; de nombreux commerces ont disparu au profit de pubs. Le nombre de lits ne cesse d'augmenter mais la recherche d'un logement devient de plus en plus difficile, compte tenu de l'augmentation importante du prix du mètre carré.

## Politique et administration
La ville est l'ancien chef-lieu de l'ancien canton de Chamonix-Mont-Blanc qui comprenait quatre communes : Chamonix-Mont-Blanc, Les Houches, Servoz et Vallorcine. Depuis le 14 décembre 2009, ces quatre communes sont regroupées au sein de la Communauté de communes de la vallée de Chamonix-Mont-Blanc dont le président est Éric Fournier. Sur la ville est centrée l'aire d'attraction de Chamonix-Mont-Blanc. Depuis le redécoupage cantonal de 2014, la commune est intégrée dans le canton du Mont-Blanc avec Les Contamines-Montjoie, Les Houches, Passy, Saint-Gervais-les-Bains, Servoz et Vallorcine. Le bureau centralisateur se trouve à Passy.

### Politique
Politiquement, Chamonix-Mont-Blanc est une ville de droite, les électeurs ayant majoritairement voté en faveur de ce bord politique pour les élections municipales depuis 1968. À la fin des années soixante, l'alpiniste et homme politique Maurice Herzog devient maire de la commune. Il se présente en tant que membre du parti gaulliste, l'Union des démocrates pour la République. Son successeur, Christian Couttet, est de cette même tendance politique. Il sera suivi de Michel Charlet qui fut maire de Chamonix-Mont-Blanc sous quatre mandats successifs de 1983 à 2008, en se présentant sous l'étiquette de Divers droite. Enfin, le maire actuel qui lui succède, Éric Fournier, a été élu en tant que candidat divers droite.
Au référendum sur le traité constitutionnel pour l’Europe du 29 mai 2005, les Chamoniards, comme les Haut-Savoyards, ont majoritairement voté pour la Constitution européenne, avec 64,49 % de Oui contre 35,51 % de Non avec un taux d’abstention de 37,92 % (France entière : Non à 54,67 % - Oui à 45,33 %).
À l’élection présidentielle française de 2007, le premier tour a vu arriver en tête Nicolas Sarkozy avec 42,83 % soit 2 516 voix, suivi de François Bayrou avec 22,30 % soit 1 310 voix, suivi de Ségolène Royal avec 16,58 % soit 974 voix, et enfin de Jean-Marie Le Pen avec 5,94 % soit 349 voix, aucun autre candidat ne dépassant le seuil des 5 %. Au second tour, les électeurs ont voté à 66,57 % soit 3 817 voix pour Nicolas Sarkozy contre 33,43 % soit 1 917 voix pour Ségolène Royal, résultat davantage à droite par rapport à la moyenne nationale qui fut, au second tour, de 53,06 % pour Nicolas Sarkozy et 46,94 % pour Ségolène Royal. Pour cette élection présidentielle, le taux de participation a été très élevé. On compte 7 254 inscrits sur les listes électorales chamoniardes, 82,34 % soit 5 973 voix ont participé aux votes, le taux d’abstention fut de 17,66 % soit 1 281 voix, 4 % soit 239 voix ont effectué un vote blanc ou nul et enfin 96 % soit 5 734 voix se sont exprimées.

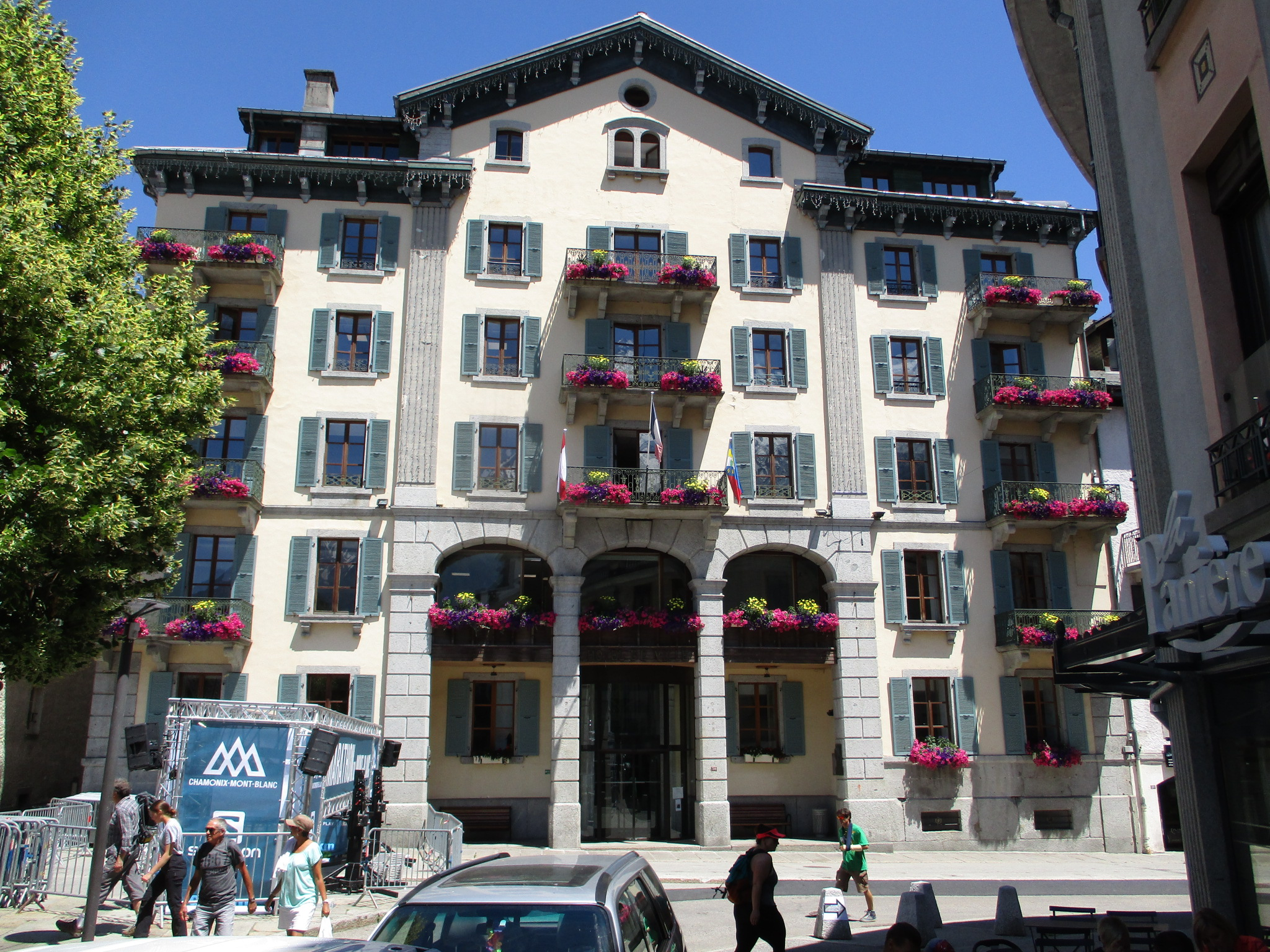
Façade néo-classique sarde de l'hôtel de ville édifié deux ans après l'incendie du 20 juillet 1855, lors du programme de reconstruction urbaine.

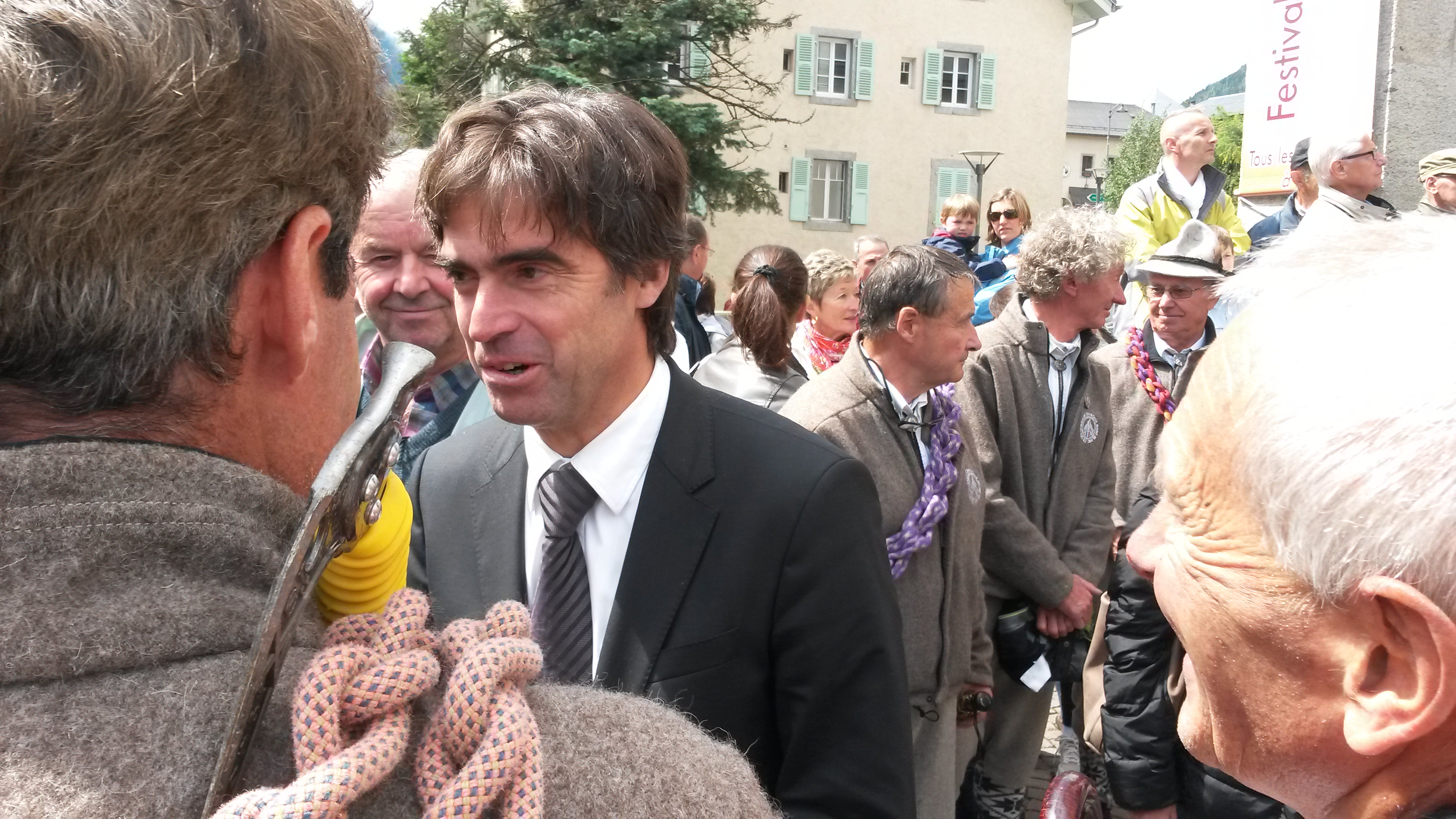
Éric Fournier à la sortie de la messe de l’Assomption en 2014.

### Administration municipale
Le nombre d'habitants de la commune étant compris entre 5 000 et 10 000, le conseil municipal est composé de 29 membres.

### Liste des maires
Depuis 1968, quatre maires se sont succédé à Chamonix-Mont-Blanc :
| Période      | Période                | Identité          | Étiquette    | Qualité |
| ------------ | ---------------------- | ----------------- | ------------ | --- |
| 1968         | 20 mars 1977           | Maurice Herzog    | UDR          | alpiniste, homme politique                                                                                         |
| 20 mars 1977 | 13 mars 1983           | Christian Couttet | ...          | ... |
| 13 mars 1983 | 16 mars 2008           | Michel Charlet    | DVD          | assureur |
| 16 mars 2008 | En cours (au mai 2020) | Éric Fournier     | DVD puis UDI | Urbaniste, homme politique Président de la communauté de communes Vice-président de la Région Auvergne-Rhône-Alpes |

### Instances judiciaires et administratives
Une caserne de gendarmerie et un peloton de gendarmerie de haute montagne (PGHM) sont basés à Chamonix-Mont-Blanc. La gendarmerie dispose aussi d'une unité de formation du personnel des unités de montagne : le Centre national d’instruction de ski et d’alpinisme de la gendarmerie (CNISAG).
Chamonix-Mont-Blanc relève du tribunal d'instance de Bonneville, du tribunal de grande instance de Bonneville, de la cour d'appel de Chambéry, du tribunal pour enfants de Bonneville, du conseil de prud'hommes de Bonneville, du tribunal de commerce d'Annecy, du tribunal administratif de Grenoble et de la cour administrative d'appel de Lyon.

### Politique environnementale

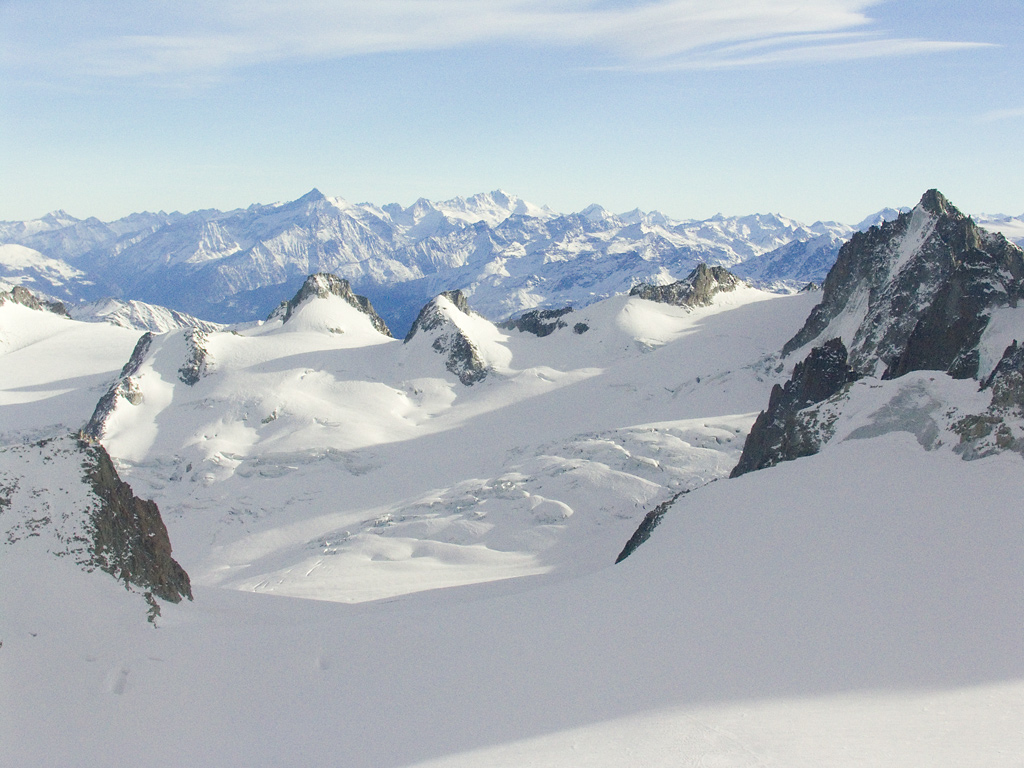
Vue depuis l’Aiguille du Midi. Chamonix-Mont-Blanc et la plupart des communes avoisinantes ambitionnent de faire classer le massif du Mont-Blanc comme « Patrimoine Mondial de l'Humanité ».

Chamonix-Mont-Blanc fait l'objet de nombreuses initiatives pour la défense et la sauvegarde de son patrimoine naturel. L'une de ces illustrations concrètes est la création de la réserve naturelle des aiguilles Rouges qui couvre la totalité du massif des aiguilles Rouges, près du massif du Mont-Blanc. Cette réserve fut définitivement créée par arrêté ministériel le 24 août 1974. Elle couvre 3 279 hectares sur les territoires des communes de Chamonix et Vallorcine. Elle est gérée par l'association Agir pour la sauvegarde des territoires des espèces rares ou sensibles (ASTERS). Par convention avec le ministère de l'Écologie, cette association gère l'ensemble des réserves naturelles de Haute-Savoie. Comme autre initiative, on peut citer le classement du massif du Mont-Blanc en 1951. La totalité des parties dépassant les 2 000 mètres d'altitude du massif du Mont-Blanc sont dès lors classées. De plus, un décret de 1976 est venu renforcer ce classement incluant dans ce périmètre, défini précédemment, le secteur du col de Balme et les moraines des glaciers. En tout, cela représente près de 18 000 hectares d'espace naturel protégés. La commune de Chamonix-Mont-Blanc fait partie d'un groupe de quinze communes en Savoie et Haute-Savoie, treize communes en Valais et cinq communes en Vallée d'Aoste qui travaillent au sein de l'Espace Mont-Blanc. Cet espace fut décidé en 1989 sous l'impulsion d'élus valdôtains, valaisans et savoyards qui ont encouragé les États concernés à prendre en charge la gestion et la valorisation du massif du Mont-Blanc ainsi que l'ensemble du territoire qui le circonscrit. Grâce à cette coopération transfrontalière, les acteurs en présence ont pu s'allier en vue de sauvegarder les milieux naturels, tout en assurant une promotion des activités socio-économiques de façon plus étendue et cohérente.
À partir de 1999, les nuisances créées par le passage des poids lourds dans la vallée, en particulier la pollution de l'air importante,, rendues perceptibles par leur arrêt temporaire à la suite de l'incendie du tunnel du Mont-Blanc, ont engendré des critiques de personnalités politiques et de citoyens qui luttent contre la concentration dans la vallée d'une partie du transport routier traversant les Alpes. Pour lutter contre l'intensification constante du fret dans les vallées alpines, des projets de ferroutage sont à l'étude, notamment le projet de liaison ferroviaire Lyon-Turin.

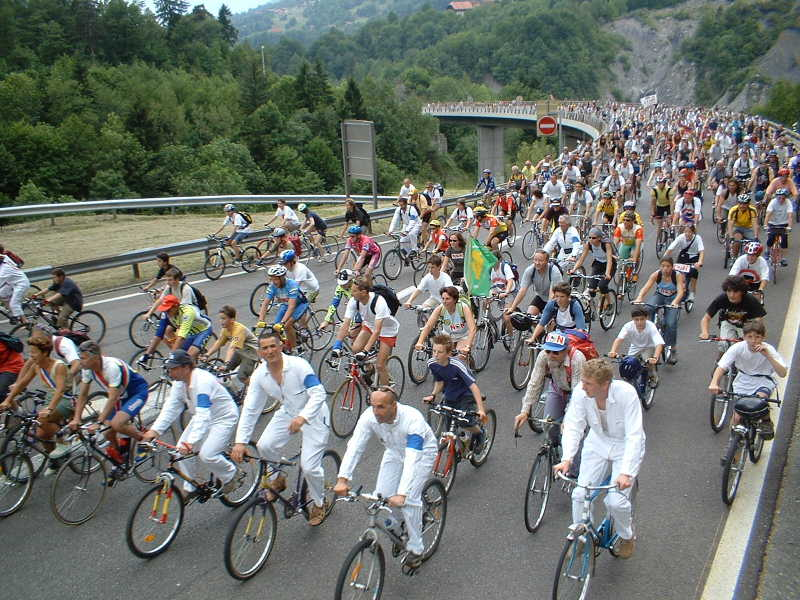
Manifestation à l'initiative de l'Arsmb en 2003, du Fayet à Chamonix.

Pour veiller au respect de l'environnement local, il existe, entre autres, l'Association pour le respect du site du mont Blanc (ARSMB). Basée à Chamonix, elle a pour objectif, depuis 1991, de lutter contre les nuisances générées par le trafic des poids lourds en transit dans la vallée de Chamonix. La jeune association Boutch à Boutch, créée en 2013, œuvre également pour la transition écologique en réalisant sur le terrain des jardins collectifs en permaculture, des projets de compostage collectif et d'une "donnerie". Plus généralement, les collectivités locales, en collaboration parfois avec des acteurs sociaux locaux, supervisent des projets de réintroduction d'espèces animales ainsi que la revalorisation des alpages et des espaces boisés. Le territoire communal de la ville de Chamonix-Mont-Blanc compte 38 000 hectares de réserve naturelle, ainsi que 18 000 hectares de sites classés, pour 25 000 hectares de territoire dit « occupé ».
Le site du massif du Mont-Blanc fait l'objet d'un projet de classement sur la liste du patrimoine mondial de l'Unesco en tant que « site exceptionnel unique au monde » et en tant que haut lieu culturel, lieu de naissance et symbole de l'alpinisme. Ce projet, initié par Jean-Louis Borloo alors ministre de l'Écologie, soutenu par le maire Éric Fournier et le président de la République, n'est cependant pas partagé par tous et devra faire l'objet d'une demande conjointe des trois gouvernements français, italien et suisse.
En 2013, la Communauté de Communes de la Vallée de Chamonix Mont-Blanc a reçu le label Flocon Vert avec deux actions phares illustrant la politique pionnière et engagée du territoire : le développement des transports dans la vallée et le Plan Climat Énergie Territoriale. 

### Jumelages
| Au 23 juillet 2010, Chamonix-Mont-Blanc est jumelée avec : - Cilaos (La Réunion) ; - Courmayeur (Italie) depuis le 22 mai 1966 ; - Garmisch-Partenkirchen (Allemagne) depuis le 6 janvier 1973 - Fujiyoshida (Japon) depuis le 9 octobre 1978 au pied du Mont Fuji ; - Aspen (États-Unis) depuis le 10 juin 1987, jumelage en sommeil mi-2010 ; - Davos (Suisse) ; | \| \| |
| La commune de Courmayeur en Italie · La commune de Garmisch-Partenkirchen en Allemagne · La commune de Fujiyoshida au Japon · La commune de Aspen au Colorado aux États-Unis · La commune de Cilaos en France · La commune de Davos en Suisse |       |

Elle forme avec Aoste (Italie) et Martigny (Suisse), le Triangle de l'amitié, formé depuis 1976.
Par ailleurs, indépendamment de ces jumelages officiels, la ville de Chamonix-Mont-Blanc a signé le 9 avril 1988, un accord avec Cilaos, commune française de l'île de la Réunion :
« Nous, maires de Cilaos et de Chamonix-Mont-Blanc, certains de répondre aux aspirations de nos concitoyens, avons souhaité, bravant mers et océans, rapprocher et confronter nos expériences mutuelles. Nous promettons, animés d'une réelle volonté d'y parvenir, de chercher à nous mieux connaître par l'universalité de nos échanges à partager nos joies et nos peines.
Nous prenons l'engagement solennel de maintenir des liens permanents entre nos deux municipalités et les populations de nos communes, de conjuguer nos efforts afin d'aider au succès de cette entreprise d'amitié, base d'une fraternité qui devrait devenir universelle. »

## Population et société

### Démographie

#### Évolution démographique
Avec les saisons touristiques, la démographie locale connaît d'importantes variations. On dénombre plus de 100 000 personnes entrant dans la vallée chaque jour durant la période estivale et environ 60 000 l'hiver.
L'évolution du nombre d'habitants est connue à travers les recensements de la population effectués dans la commune depuis 1793. Pour les communes de moins de 10 000 habitants, une enquête de recensement portant sur toute la population est réalisée tous les cinq ans, les populations de référence des années intermédiaires étant quant à elles estimées par interpolation ou extrapolation. Pour la commune, le premier recensement exhaustif entrant dans le cadre du nouveau dispositif a été réalisé en 2007.

En 2022, la commune comptait 8 673 habitants, en évolution de −0,98 % par rapport à 2016 (Haute-Savoie : +6,01 %, France hors Mayotte : +2,11 %).
| 1793  | 1800  | 1806  | 1822  | 1838  | 1848  | 1858  | 1861  | 1866  |
| ----- | ----- | ----- | ----- | ----- | ----- | ----- | ----- | ----- |
| 1 830 | 1 925 | 1 949 | 2 232 | 2 528 | 2 304 | 2 308 | 2 304 | 2 415 |

| 1872  | 1876  | 1881  | 1886  | 1891  | 1896  | 1901  | 1906  | 1911  |
| ----- | ----- | ----- | ----- | ----- | ----- | ----- | ----- | ----- |
| 2 455 | 2 406 | 2 420 | 2 450 | 2 447 | 2 435 | 2 729 | 3 482 | 3 109 |

| 1921  | 1926  | 1931  | 1936  | 1946  | 1954  | 1962  | 1968  | 1975  |
| ----- | ----- | ----- | ----- | ----- | ----- | ----- | ----- | ----- |
| 3 040 | 3 811 | 4 446 | 4 633 | 5 883 | 5 699 | 7 213 | 7 745 | 8 393 |

| 1982  | 1990  | 1999  | 2006  | 2007  | 2012  | 2017  | 2022  | - |
| ----- | ----- | ----- | ----- | ----- | ----- | ----- | ----- | - |
| 8 746 | 9 701 | 9 830 | 9 195 | 9 086 | 8 882 | 8 611 | 8 673 | - |

#### Pyramide des âges
La population de la commune est plus âgée que celle du département. En 2021, le taux de personnes d'un âge inférieur à 30 ans s'élève à 27,6 %, soit en dessous de la moyenne départementale (35,3 %). À l'inverse, le taux de personnes d'âge supérieur à 60 ans est de 29,1 % la même année, alors qu'il est de 22,7 % au niveau départemental.
En 2021, la commune comptait 4 181 hommes pour 4 461 femmes, soit un taux de 51,62 % de femmes, légèrement supérieur au taux départemental (50,83 %).
Les pyramides des âges de la commune et du département s'établissent comme suit.
| Hommes | Classe d’âge | Femmes |
| ------ | ------------ | ------ |
| 0,7    | 90 ou +      | 2,2    |
| 9      | 75-89 ans    | 10,7   |
| 17,4   | 60-74 ans    | 18,1   |
| 23,5   | 45-59 ans    | 22,9   |
| 20,4   | 30-44 ans    | 19,7   |
| 12,8   | 15-29 ans    | 11,6   |
| 16,1   | 0-14 ans     | 14,7   |

| Hommes | Classe d’âge | Femmes |
| ------ | ------------ | ------ |
| 0,6    | 90 ou +      | 1,4    |
| 5,9    | 75-89 ans    | 7,9    |
| 14,2   | 60-74 ans    | 15,3   |
| 20,7   | 45-59 ans    | 20,3   |
| 21,8   | 30-44 ans    | 21,4   |
| 17,4   | 15-29 ans    | 15,6   |
| 19,5   | 0-14 ans     | 18     |

### Enseignement

#### Établissements scolaires
Chamonix-Mont-Blanc relève de l'académie de Grenoble.
La ville administre deux écoles maternelles et quatre écoles élémentaires communales.
Le département gère un collège : le collège Roger-Frison-Roche et la région Auvergne-Rhône-Alpes un lycée : le lycée polyvalent Roger-Frison-Roche qui dispose d'une section d'enseignement professionnel.
Les Chamoniards disposent également d'un établissement privé : l'école primaire et le collège Jeanne-d'Arc.

#### Établissements spécialisés

Entrée du bâtiment universitaire de l'École nationale de ski et d'alpinisme (ENSA) de Chamonix-Mont-Blanc, par Roger Taillibert (1974).

Le Centre national d’instruction de ski et d’alpinisme de la Gendarmerie (CNISAG) : créé en 1988 et implanté au cœur du massif alpin à Chamonix, il forme des gendarmes aptes à exercer des missions de police judiciaire et à porter secours en milieu montagnard.
L'Institut de formation et de recherche en médecine de montagne (Ifremmont) : cet institut propose des formations médicales pour les médecins, le personnel secouriste et les particuliers.
L'École nationale de ski et d'alpinisme (ENSA) : elle est spécialisée dans le domaine des sports de montagne. Elle forme notamment les guides de haute montagne et les moniteurs de ski.
L'École militaire de haute montagne (EMHM) : c'est l'école militaire de formation des cadres des troupes de montagne. Ses missions sont l'instruction montagne des cadres alpins, l'expérimentation et la mise au point de matériels techniques, d'équipements, de moyens de transmission et d'armement.

### Manifestations culturelles et festivités
| Les grandes manifestations culturelles : - juillet - août : Les Heures d'orgue - août : Fêtes des Guides - septembre: Votation du Boutch à Boutch - décembre : Les Sommets du tourisme | Les grandes manifestations sportives : - janvier : Kandahar, Coupe du monde de ski alpin - juin : Marathon et cross du Mont-Blanc - juillet : Festival international d'escalade - août : UTMB Mont-Blanc |

Précisions : le 15 août chaque année depuis 1924, a lieu la Fête des guides. Les recettes financières de cette manifestation permettent d'approvisionner le fonds de la Caisse de secours. À la fin du mois d'août, a lieu « UTMB Mont-Blanc », une course à pied en nature d'une longueur supérieure à celle du marathon et empruntant l'itinéraire du Tour du Mont-Blanc.
Un nouveau festival, baptisé Casse-Croûte, débute du 28 octobre au 1er novembre 2022. Cette festivité met à l'honneur la gastronomie en invitant 17 chefs de la région alpine dans les restaurants chamoniards. Par ailleurs, une cantine centrale, ouverte jour et nuit, est mise en place dans l'espace Michel Croz 2.

### Santé

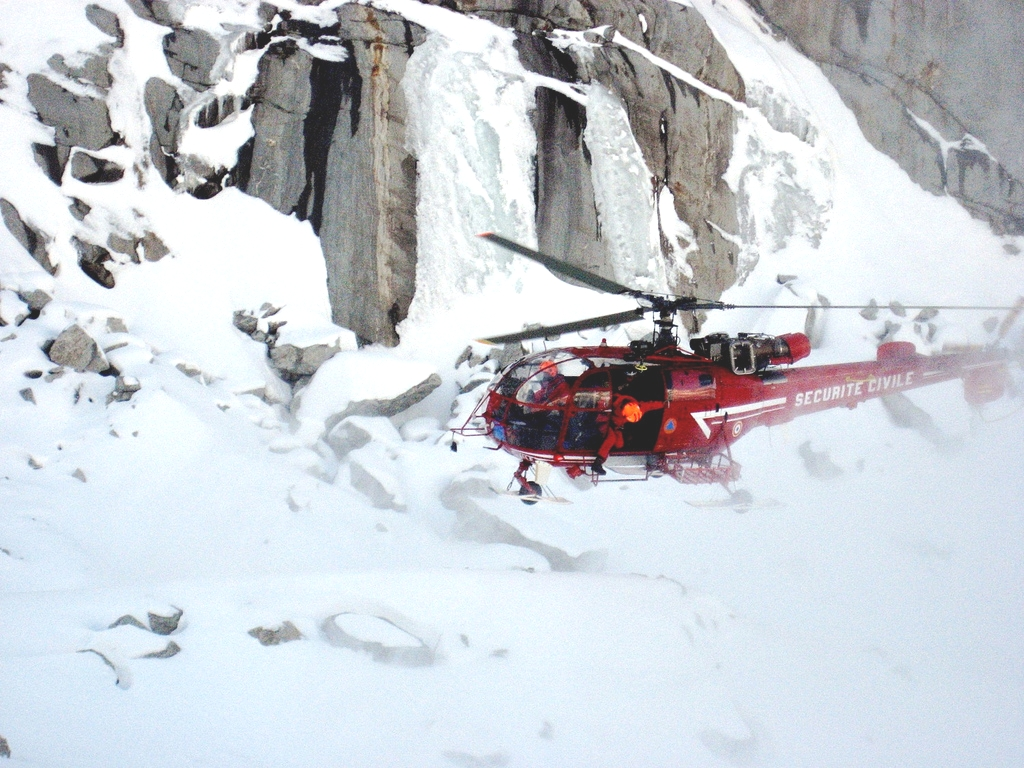
Opération de secours dans la Vallée Blanche par la Sécurité civile.

Le nouvel hôpital de Chamonix n'assure plus que les urgences en pleine saison. L'hôpital le plus proche est celui de Sallanches. Par ailleurs, en 2004, l'équipe des médecins du département de médecine de montagne de l'hôpital de Chamonix a créé l'Institut de formation et de recherche en médecine de montagne (Ifremmont). Il s'agit d'un pôle d'excellence européen français spécialisé en médecine de montagne.
Les secours en montagne sont assurés par le Peloton de gendarmerie de haute-montagne (PGHM). Il effectue chaque année plus de 700 interventions dont 70 % sont médicalisées. En raison du relief montagnard des lieux, près de 95 % des interventions se font par hélicoptère exclusivement. L'équipage basique pour ces interventions se compose d'un pilote, d'un mécanicien treuilliste, d'un médecin et enfin d'un ou deux secouristes guides. En moyenne 25 % des interventions se font à une altitude supérieure à 3 500 mètres. Dans 50 % des cas, la pathologie principale est une atteinte traumatique des membres. On estime à environ 22 % le nombre d'atteintes crâniennes et à 10 % de lésions rachidiennes. D'une manière générale 20 % des patients pris en charge lors de ces interventions sont dans un état grave et 7 % sont décédés. Le particularisme géographique a permis le développement d'une prise en charge spécifique à mi-chemin de la médicalisation approfondie des SAMU (stay and play) et de l’attitude habituelle des anglo-saxons (scoop and go). En effet, la commune de Chamonix-Mont-Blanc réunit en un même seul lieu tous les acteurs du secours en montagne que sont les blessés, les secouristes, les hélicoptères, les médecins et l'hôpital. La ville possède également dans le privé un cabinet de radiologie, un centre d'imagerie médicale et un centre d'hémodialyse.
En 2012, une « maison de santé » regroupant le personnel de santé de la commune a été créée dans les locaux de l'ancien hôpital.

### Sports

#### Vie sportive en général

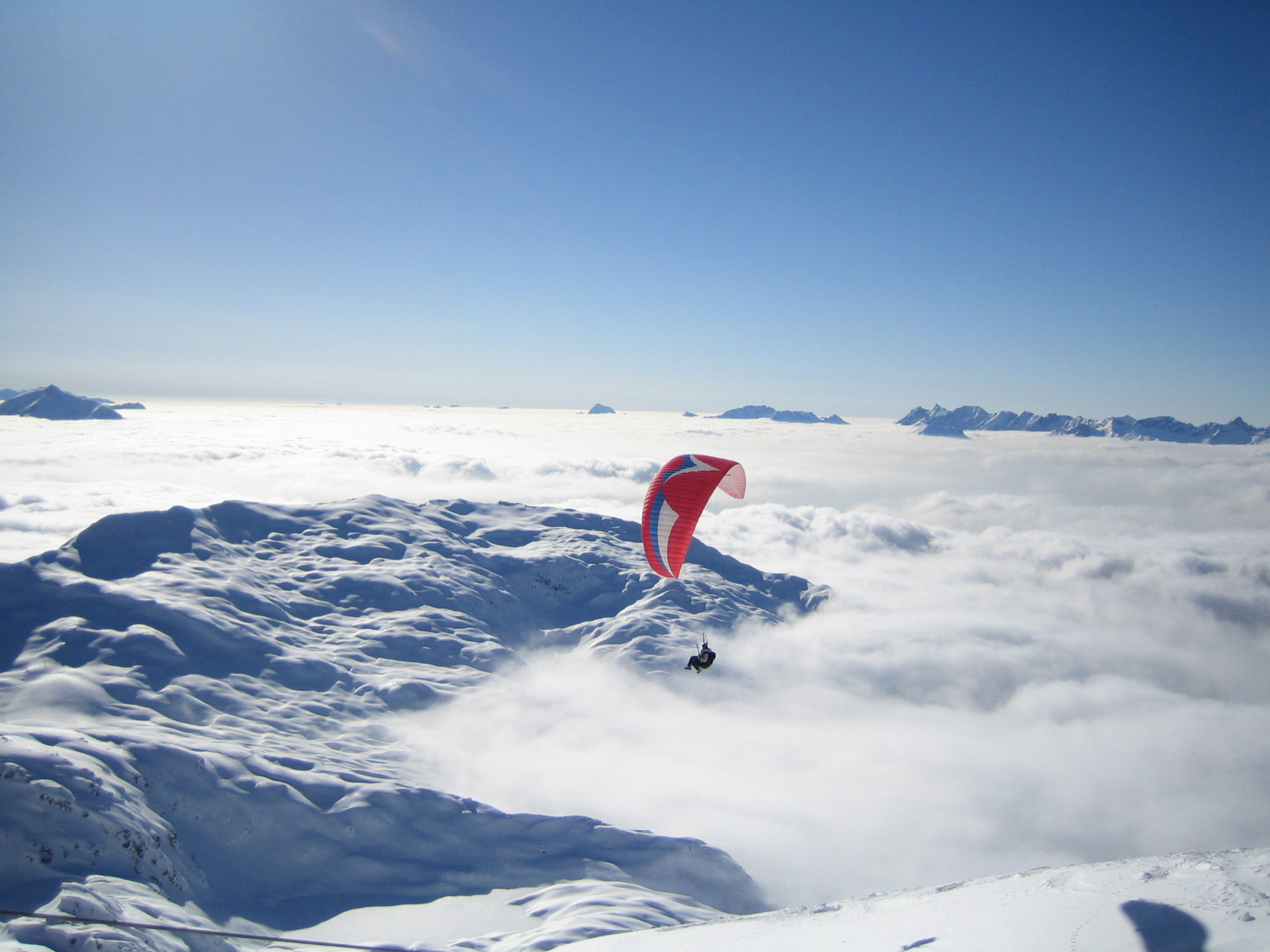
Parapentiste depuis le Brévent à Chamonix.

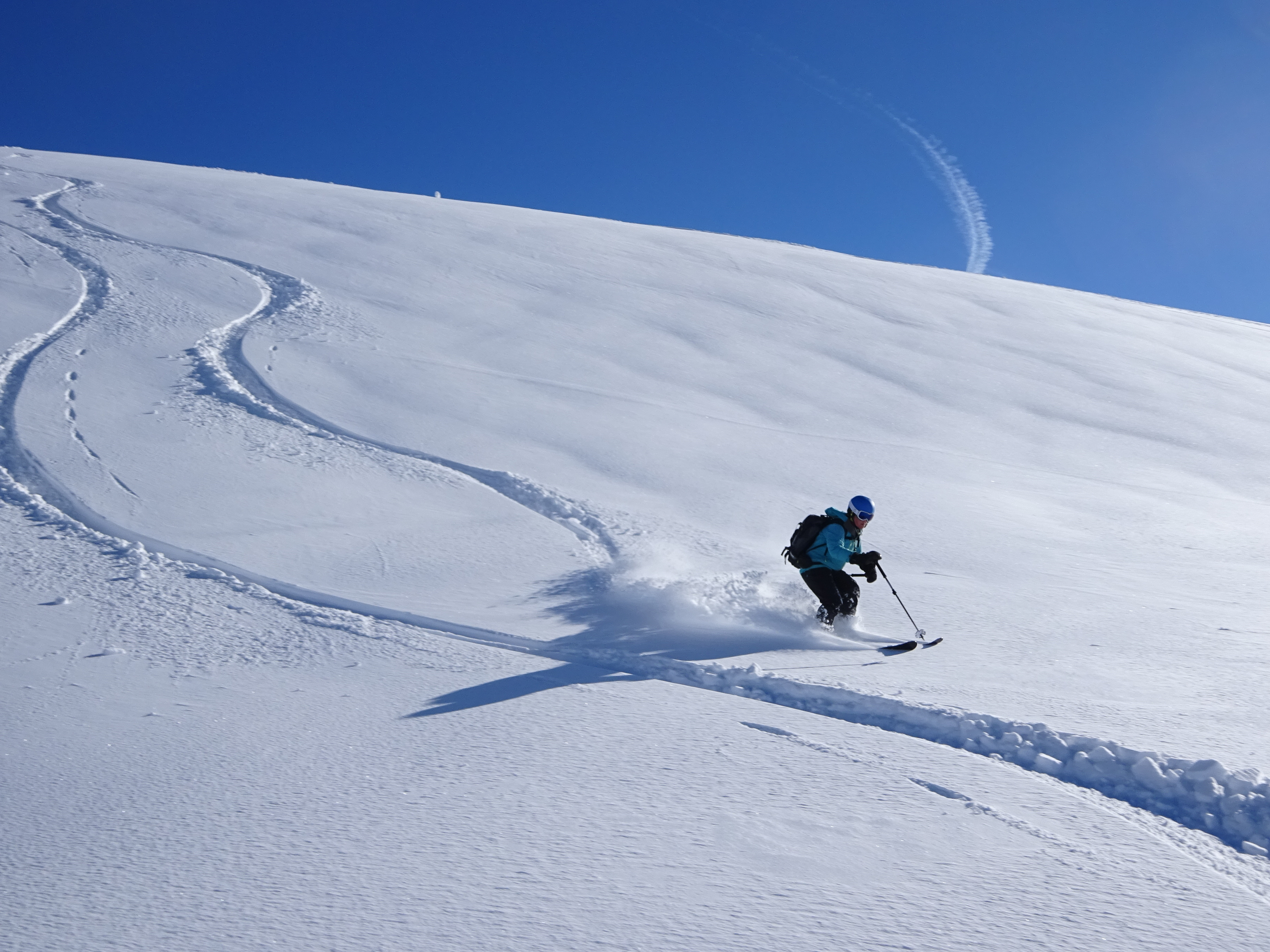
Ski hors-piste.

En été, les sports pratiqués sont principalement liés à la montagne.
Outre l'alpinisme, Chamonix est réputée pour ses itinéraires de randonnée pédestre en moyenne montagne, notamment le Tour du Mont-Blanc (TMB) qui est l'un des sentiers de longue randonnée les plus populaires en Europe, parcourt une distance d'environ 170 km autour du massif du Mont-Blanc, pour un dénivelé total positif de 10 000 mètres en Suisse, en Italie et en France. Le sentier passe par les villes de Chamonix-Mont-Blanc en France, Courmayeur en Italie et près de Martigny en Suisse. En outre, le sentier de randonnée GR 5 relie la commune de Chamonix-Mont-Blanc au territoire de Belfort d'une part et à la ville de Nice dans les Alpes-Maritimes.
L’escalade peut être pratiquée sur de nombreux sites naturels, notamment sur le Rocher d'escalade des Gaillands, ouvert au public et où des séances d'école d'escalade sont dispensées par les guides de la compagnie des guides de Chamonix. De nombreuses compétitions d'escalade sur structures artificielles sont organisées chaque année. On peut également pratiquer cette discipline en intérieur.

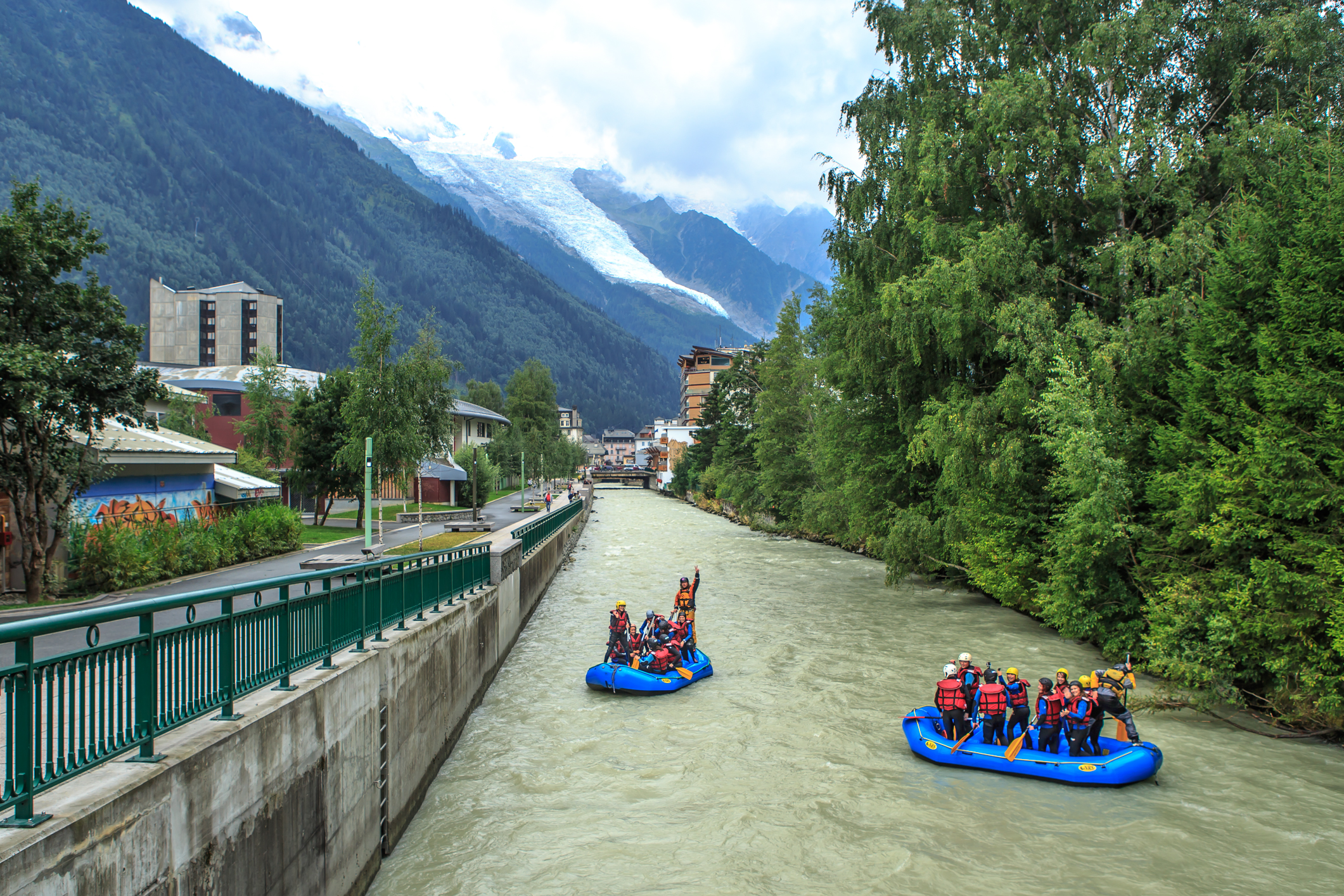
Rafting sur l'Arve.

Le VTT et le parapente sont également pratiqués et d'autres activités sont proposées, comme la luge d'été, la grimpe d'arbres et les balades à poney. Enfin, le golf de Chamonix et son parcours de dix-huit trous au pied du mont Blanc s'étend sur un domaine de 6 076 mètres par 72 mètres. La commune possède également une piscine ainsi que huit courts de tennis.

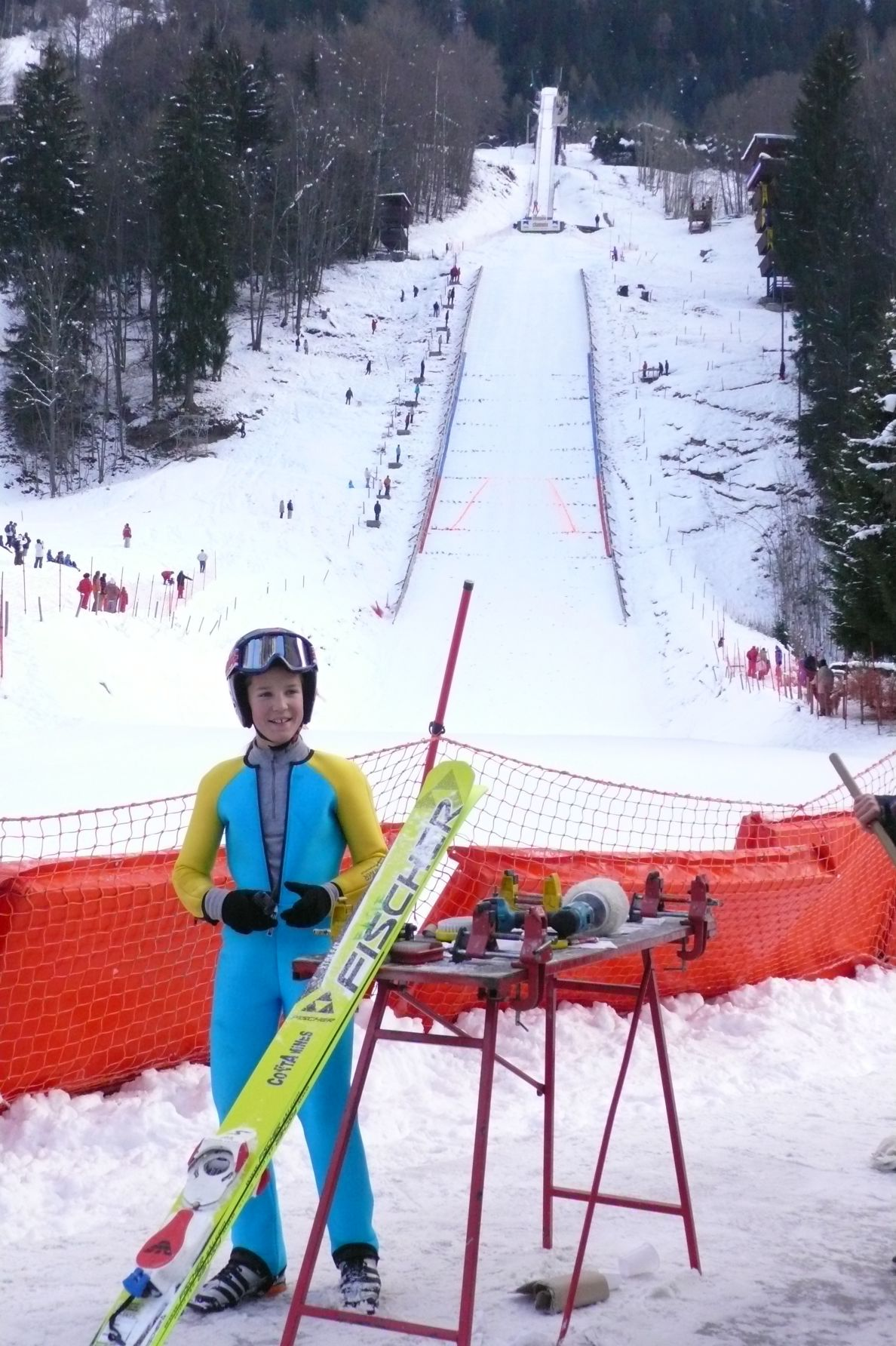
Le tremplin olympique du Mont.

En hiver, le ski sous toutes ses formes est pratiqué dans les stations de la vallée de Chamonix avec un réseau de pistes de ski alpin et de ski nordique. Le ski de randonnée est très prisé dans le massif des Aiguilles Rouges et constitue une autre alternative sportive pour accéder au sommet du mont Blanc. Le saut à ski se pratique sur le tremplin du Grépon, proche du téléphérique de l'Aiguille du Midi, et sur le tremplin olympique du Mont aux Bossons. La commune dispose de 47 remontées mécaniques avec un débit de 57 000 personnes/heure et possède 182 km de pistes de ski. Grâce au Club des Sports Chamonix-Mont-Blanc, de nombreux skieurs ont fait le prestige de la ville tels que Andrée Tournier, Georgette Thiollière-Miller ou encore Lucienne Schmidt-Couttet qui fut la première grande championne du ski français féminin en décrochant une médaille d'or en Géant aux Championnats du monde de 1954 à Aare en Suède.
À la patinoire, on pratique le curling ainsi que le hockey sur glace qui tient une place très importante dans le paysage sportif de la ville. Ainsi le Chamonix Hockey Club, club centenaire, évoluant actuellement en ligue Magnus (ligue élite), est le club le plus titré en France, avec 30 titres de champion de France. Entre le 30 janvier et le 10 février, le championnat du monde de hockey sur glace 1930 a lieu sur la patinoire de Chamonix (seuls les premiers tours de la compétition y ont effectivement eu lieu en raison de la fonte de la patinoire). De plus, le championnat du monde junior de hockey sur glace 1989 a été en partie organisé à Chamonix-Mont-Blanc, pour le groupe B essentiellement.
La commune de Chamonix-Mont-Blanc s'est dotée d'un nouveau plateau sportif, inauguré le 23 juin 2011 par Chantal Jouanno, ministre des sports.

#### Alpinisme

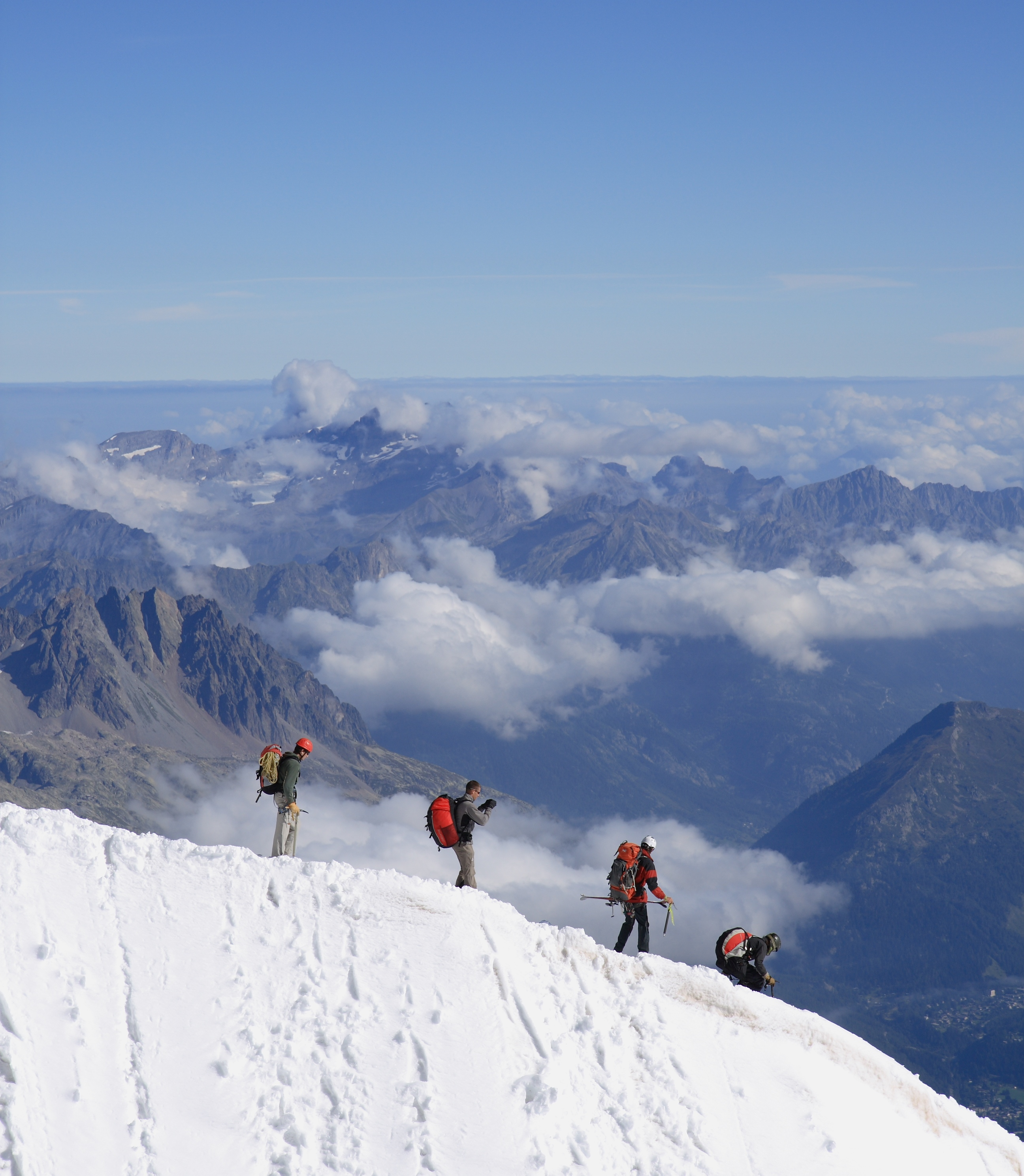
Alpinistes sur l'arête Midi-Plan au départ de l'aiguille du Midi.

La commune de Chamonix-Mont-Blanc porte le surnom de capitale mondiale de l'alpinisme. Sa situation géographique exceptionnelle, par la présence du sommet du mont Blanc et de nombreux pics et aiguilles sur son territoire, associée à son histoire riche en aventure humaine fait de cette ville un des hauts-lieux de la pratique de l'alpinisme. Jusqu’à la fin du XXe siècle, des nouvelles voies – toujours plus difficiles – vers les sommets sont ouvertes par des alpinistes téméraires.
C'est à partir du XVIIIe siècle que l'on constate la présence de pionniers de cette discipline. De tous horizons, ces hommes et ces femmes ont fait la notoriété de la ville qui constitue un point de départ pour de nombreuses ascensions. Chamonix la savoyarde puis Chamonix la française, de tout temps elle aura été une commune cosmopolite. Cette caractéristique, elle le doit à son statut de ville frontalière avec l'Italie et la Suisse mais aussi à tous les alpinistes de toutes nationalités venus se mesurer aux sommets des différents massifs alpins présents sur place. Concernant les Chamoniards, ceux-ci s'adaptèrent et firent de nombreux aménagements en vue d'accueillir ces touristes d'un genre nouveau, et leur servir de guides en montagne. La Compagnie des guides de Chamonix est créée le 24 juillet 1821. Il s'agit alors d'une caisse de secours. L'expédition au mont Blanc du docteur Hamel en 1820, qui a coûté la vie à trois guides, a fortement marqué les esprits. En 1863, la Savoie étant passée sous administration française, la compagnie devient une société de secours mutuel. En 1930, Roger Frison-Roche devient le premier « étranger » (non-Chamoniard) admis à la compagnie des guides de Chamonix. En 1958, à la suite de deux sauvetages tragiques, la Compagnie des Guides abandonne le secours en montagne, qui est dès lors assuré par le peloton de gendarmerie de haute-montagne (PGHM). En 1966, René Desmaison, qui est allé secourir deux alpinistes allemands en difficulté (dans la face ouest des Drus), contre l'avis de la Compagnie, en est radié. Enfin, il faudra attendre 1985 pour voir une femme guide à Chamonix : Sylviane Tavernier.
Aujourd'hui, la Compagnie compte plus de 150 membres. Elle représente quatre entités associatives que sont respectivement la Caisse de secours ; l'Association de développement des sports de montagne, qui cogère quatre refuges ; la Compagnie des guides-Voyages, qui propose des services « tout compris » (voyage, activité, hébergement...) ; et enfin la Compagnie des Guides « historique » qui met en contact guides et clients en vue de réaliser des courses en montagne. Elle est située dans une bâtisse dite « Maison de la montagne », anciennement presbytère de Chamonix, qui regroupe d'autres services :
- l'école du ski français ;
- l'office de haute montagne, qui mène des actions d'information et de conseil auprès du public sur la sécurité en montagne et la connaissance du milieu alpin ;
- l'espace d'information météo « météosite » à destination du public.

La commune est pourvue de nombreuses structures facilitant la pratique de l'alpinisme. Les téléphériques et autres remontées mécaniques constituent, très souvent, une première étape pour les alpinistes avant le départ vers les sommets. Il existe de nombreux refuges de montagne. Le CAF gère des refuges de haute montagne dont les plus grands sont Albert 1er (2 702 m), le refuge du Couvercle (2 687 m) et le refuge d’Argentière (2 771 m). Il existe d'autres refuges de moyenne montagne et de haute montagne, par exemple le refuge des Cosmiques, célèbre pour l'étude des rayons cosmiques par Louis Leprince-Ringuet et la découverte du kaon.

### Médias
En plus des stations de radio nationales, la ville est couverte par des antennes locales, dont :
- Radio 74 sur 87,8 MHz
- RCF Nessy sur 88,2 MHz
- La Radio Plus sur 90,0 MHz
- La Vallée sur 90,5 MHz
- C'Radio sur 91,9 MHz
- Radio Mont-Blanc sur 96,5 MHz et 97,4 MHz
- France Bleu Pays de Savoie sur 100,5 MHz

Le siège social de Radio Mont-Blanc se situe à Thyez, cependant une antenne et des décrochages ont été créés à Chamonix-Mont-Blanc. Depuis le mois de juin 2007, en partenariat avec la ville, cette radio a ouvert un studio installé au-dessus de l’office de tourisme de Chamonix au second étage. Un journaliste y est établi en permanence. Ainsi désormais des agendas, flash infos y sont réalisés. Ce studio permet également de diffuser des informations météorologiques et il communique quotidiennement un bulletin neige spécifique à la vallée de Chamonix à partir des informations de Météo France et de la Compagnie du Mont Blanc.
Il existe une maison d'édition chamoniarde appelée les « Éditions Guérin », éditeur de livres et de DVD axés essentiellement sur la montagne.
Plusieurs magazines gratuits sont diffusés à Chamonix : le ChamonixMag par l'office de tourisme, la revue Ernest ou encore la revue Altus Vallée de Chamonix.

## Économie

### Revenus de la population et fiscalité
En 2010, le revenu fiscal médian par ménage était de 26 881 €, ce qui plaçait Chamonix-Mont-Blanc au 19 732e rang parmi les 31 525 communes de plus de 39 ménages en métropole.

### Emploi
En 2009, la population âgée de 15 à 64 ans s'élevait à 5 959 personnes, parmi lesquelles on comptait 78,7 % d'actifs dont 75,7 % ayant un emploi et 3,0 % de chômeurs.
On comptait 6 043 emplois dans la zone d'emploi, contre 5 833 en 1999. Le nombre d'actifs ayant un emploi résidant dans la zone d'emploi étant de 4 591, l'indicateur de concentration d'emploi est de 131,6 %, ce qui signifie que la zone d'emploi offre un peu plus d'un emploi par habitant actif.
Un bureau de Pôle emploi est présent dans la commune. Il est installé dans le village-piéton de Chamonix-Sud.

### Secteurs d'activité

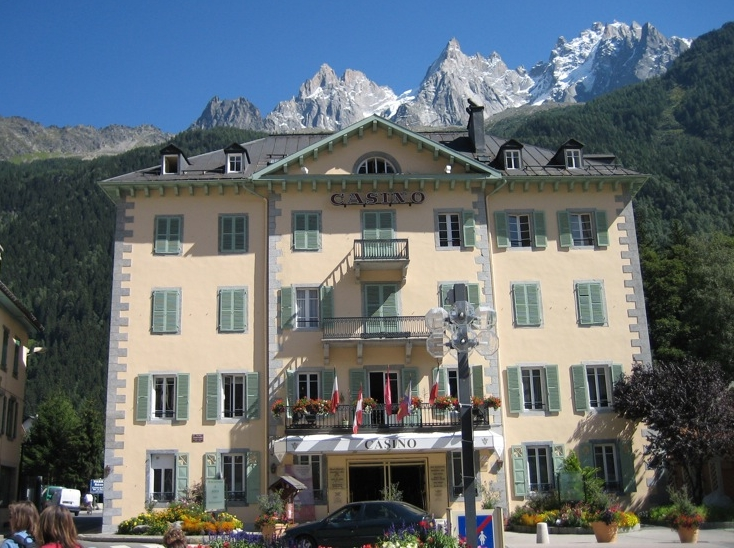
Le Casino de Chamonix, dominé par les aiguilles de Chamonix.

Au 31 décembre 2010, Chamonix-Mont-Blanc comptait 2 920 établissements : 8 dans l’agriculture-sylviculture-pêche, 65 dans l'industrie, 163 dans la construction, 1 907 dans le commerce-transports-services divers et 777 étaient relatifs au secteur administratif.
En 2011, 252 entreprises ont été créées à Chamonix-Mont-Blanc, dont 145 par des autoentrepreneurs.
Les principales entreprises présentes à Chamonix-Mont-Blanc sont :
- la Compagnie du Mont-Blanc avec un chiffre d'affaires de 55 millions d'euros. C'est la plus grande entreprise de la ville. Cette société, née en 2000 de la fusion des sociétés de remontées mécaniques des environs emploie près de 400 personnes[141]. Son chiffre d'affaires en fait l'une des plus grandes compagnies de remontées mécaniques d'Europe ;
- l'entreprise Payot-Pertin, gérante des supermarchés U et de quelques autres commerces[142] avec un chiffre d'affaires annuel de 25 millions d'euros. Créée au début du XXe siècle, « Elle règne sans partage sur le panier de la ménagère chamoniarde[143] ». Elle est dirigée de père en fils depuis trois générations ;
- le Casino de Chamonix, propriété du groupe Lucien Barrière, a un parc de 68 machines à sous et de cinq tables de jeux[144].

### Commerce
En raison de la pratique de nombreuses activités se rattachant à la montagne, de nombreux petits commerces se sont créés, spécialisés dans ce domaine. On trouve une quarantaine de magasins fournissant du matériel sportif pour la vente au détail ou pour la location. Notamment, plusieurs magasins, réunis sous le label « Cham 3S » (des initiales de ses trois fondateurs), affichent l'enseigne Intersport. On compte aussi trois boutiques Cham sport ainsi que des enseignes Skiset. La ville dispose de nombreux commerces de proximité. La grande distribution est également représentée : outre les supermarchés Système U évoqués ci-dessus, sont présentes les enseignes SPAR et Casino Supermarché du groupe Casino.

### Tourisme et capacité d'hébergement
L'ex-village des sources de l'Arve est souvent appelé la "Mecque de l'alpinisme", au même titre que La Bérarde ou Zermatt, même si Huaraz, dans la Cordillère Blanche du Pérou, a aussi reçu cette appellation,.
Il a été propulsé en quelques décennies en tête, avec Agde, du palmarès des villes les plus surfréquentées par rapport à leur population.
Durant la saison hivernale 2009/2010, la commune a dénombré deux millions de nuitées.
Le tourisme hivernal représente 53 % des séjours annuels. La clientèle étrangère est largement dominante en hébergement professionnel avec près de 57 % des séjours, Britanniques, Scandinaves et Russes en tête. Durant la saison estivale, de juin à septembre 2010, Chamonix a totalisé environ 1,8 million de nuitées, 10% de moins que l'hiver. La présence de la clientèle étrangère est moins marquée l’été (43 % des séjours) que l’hiver, mais les Britanniques restent la clientèle dominante.
En 2014, la capacité d'accueil de la commune, estimée par l'organisme Savoie Mont Blanc, est de 56 468 lits touristiques répartis dans 8 742 structures. Les hébergements marchands se répartissent comme suit : 719 meublés ; 7 résidences de tourisme ; 52 hôtels ; 12 structures d'hôtellerie de plein air ; 19 centres ou villages de vacances/auberges de jeunesse et 28 refuges ou gîtes d'étape.
La commune dispose d'une forte capacité hôtelière. Une cinquantaine d'hôtels y sont dénombrés, représentant un total de 1 844 chambres, répartis en 37 sans étoile, 88 une étoile, 578 deux étoiles, 994 trois étoiles et 148 quatre étoiles. La ville possède également 12 campings représentant 1 417 emplacements.
Au début des années 2020, Chamonix comptait 1836 chambres d’hôtel et 997 places de camping pour 8648 habitants.

## Culture locale et patrimoine

### Lieux et monuments

#### Aiguille du Midi

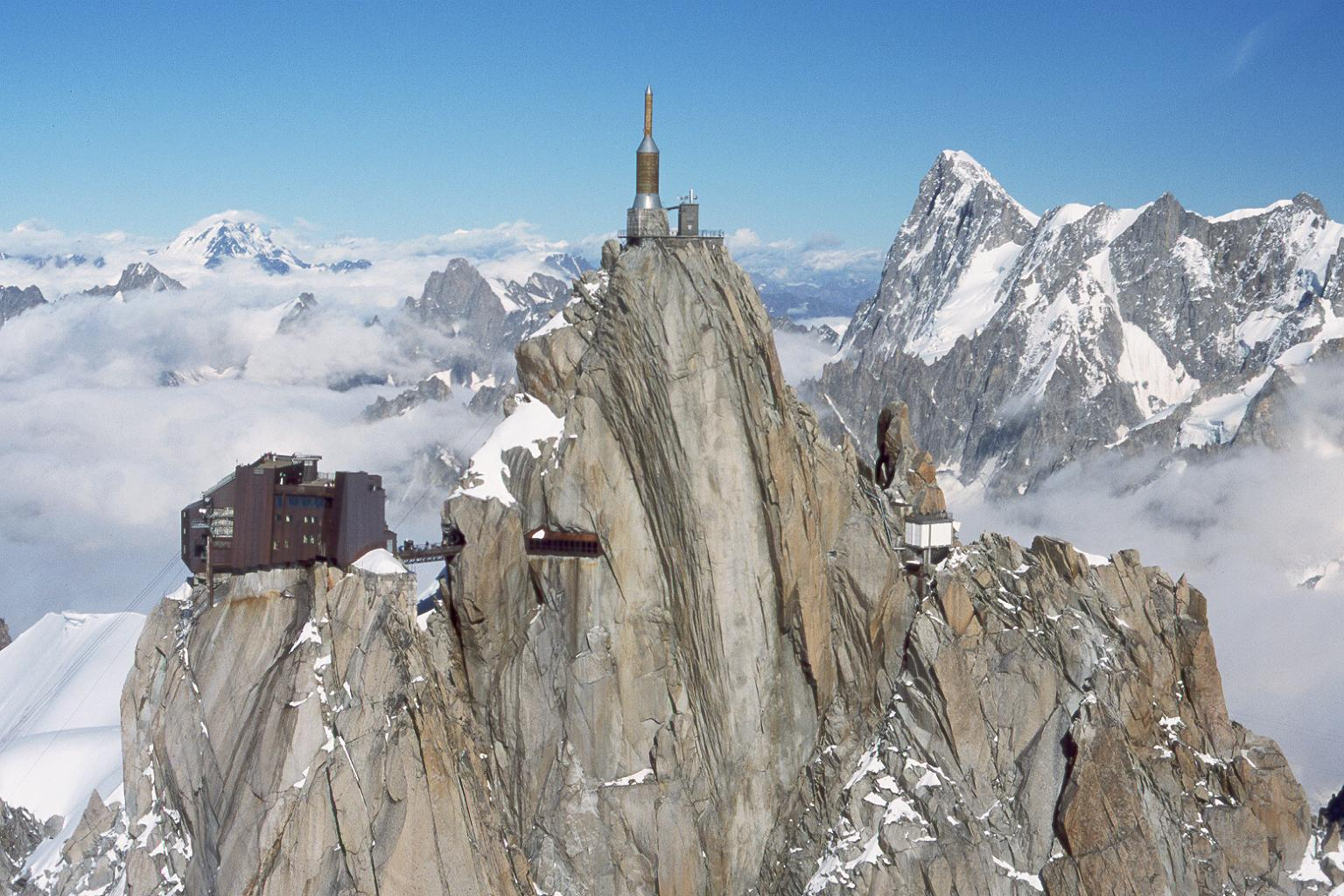
Vue aérienne de l'aiguille du Midi avec, au fond à droite, les Grandes Jorasses.

L'aiguille du Midi fait partie des aiguilles de Chamonix, dans le massif du Mont-Blanc. Culminant à 3 842 mètres, elle est la plus haute des aiguilles de Chamonix. Sur le sommet principal, s'élève une tour de télécommunication, qui représente le point culminant actuel. Il s'agit du plus haut centre d'émission hertzienne de France. L'aiguille est le point d'arrivée du téléphérique de l'Aiguille du Midi. Sa gare supérieure est située à 3 777 mètres d'altitude. Elle est le point de départ de la descente de la Vallée Blanche et de la télécabine Panoramic Mont-Blanc qui traverse le glacier du Géant jusqu'à la pointe Helbronner sur le versant italien à (3 462 mètres), avec sa vue imprenable sur la Vallée d'Aoste et tout le Piémont.
Le premier « funiculaire aérien » (comme on appelait alors les téléphériques) qui a cherché à gagner ce sommet a ouvert en 1924, et constituait le premier téléphérique pour voyageurs de France. La gare de départ de cet ancien appareil est aujourd'hui restaurée et ses cabines ont été classées monuments historiques en 1992.

#### Mer de Glace

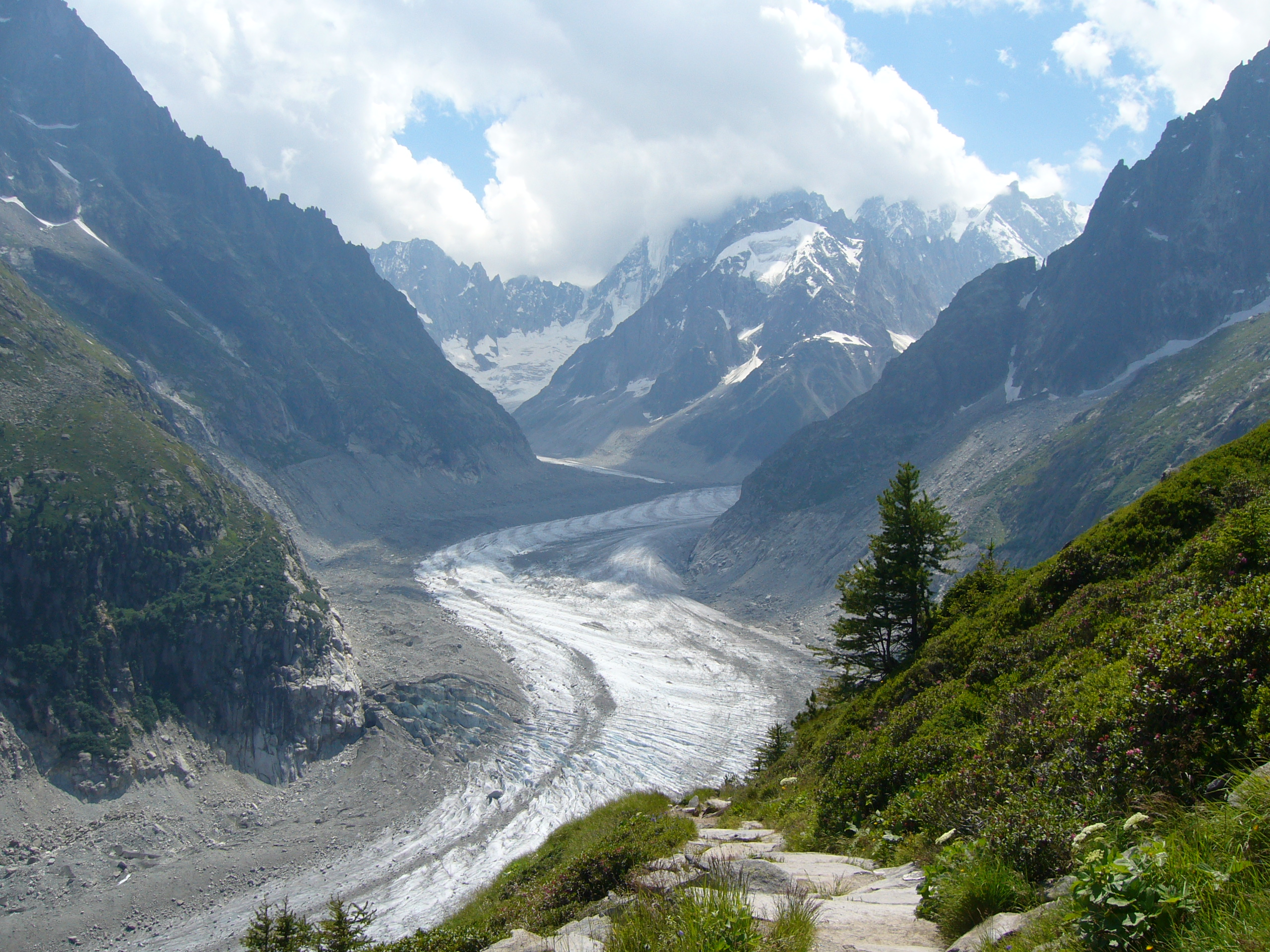
La Mer de glace.

La Mer de Glace est un glacier situé sur la face nord du massif du Mont-Blanc, formé de la jonction de trois glaciers plus petits que sont le glacier du Tacul, le glacier de Leschaux et le glacier de Talèfre. Il mesure au total sept kilomètres de long et son épaisseur est d'environ deux cents mètres, sa surface d'environ quarante kilomètres carrés. La Mer de Glace est le deuxième plus important glacier des Alpes, après le glacier d'Aletsch. Les touristes peuvent y accéder aisément grâce au chemin de fer du Montenvers. Le site du Montenvers, situé un peu en amont de la langue terminale du glacier, offre un excellent point de vue sur la Mer de Glace. Le Montenvers est également connu pour sa grotte de glace, creusée chaque année dans le flanc du glacier depuis 1946. Elle comporte plusieurs pièces, qui sont agrémentées de sculptures de glace.

#### Lac Blanc

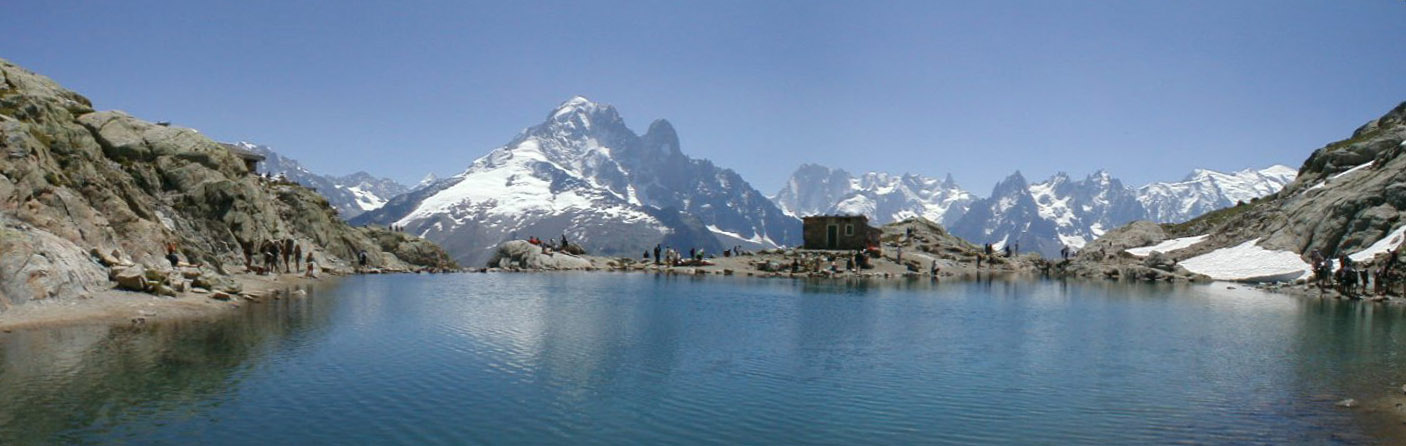
Le lac Blanc.

Le lac Blanc est un lac d'altitude du massif des aiguilles Rouges, situé sur la commune de Chamonix-Mont-Blanc à une altitude 2 352 mètres. Il est accessible après deux bonnes heures de marche de montagne à partir de la télécabine de la Flégère. Le lac est situé dans le périmètre de la réserve naturelle des aiguilles Rouges. Un refuge est installé à proximité du lac. Une première construction, située juste au bord du lac, a été emportée par une avalanche au milieu des années 1980. Depuis, un nouveau bâtiment a été construit, un peu à l'écart, à l'abri d'un contrefort rocheux. Le lac est composé de deux parties. Il arrive régulièrement que la partie « arrière » du lac reste enneigée, même en été. Depuis ses rives, à l'aplomb de Chamonix, il offre un panorama exceptionnel sur le massif du Mont-Blanc.

#### Vallée Blanche

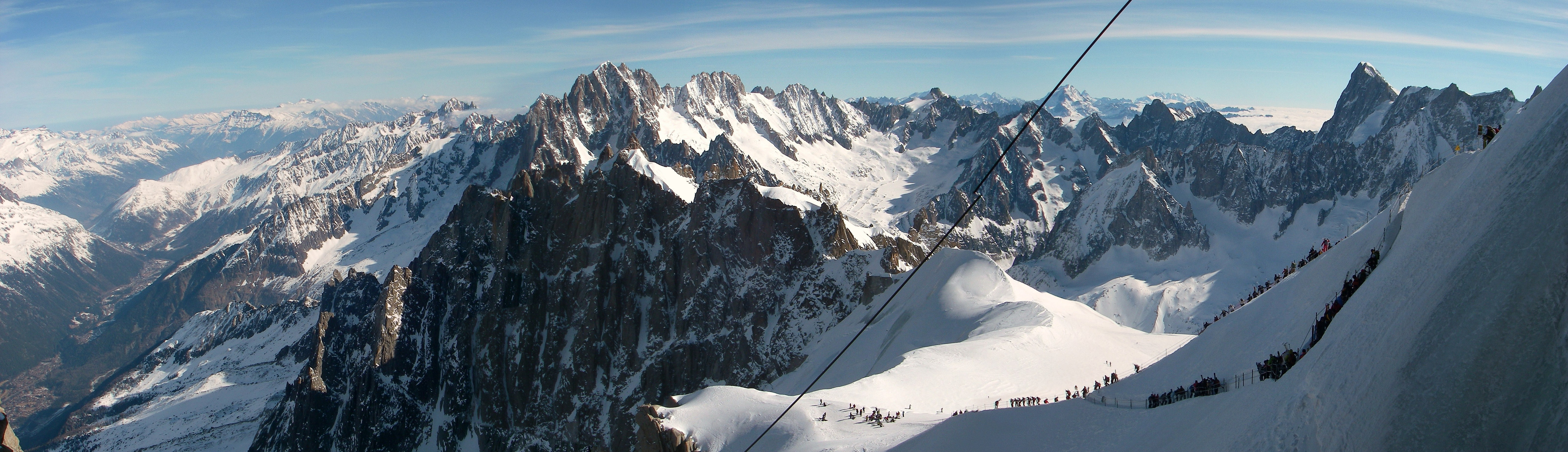
L'arête Midi-Plan très fréquentée et sa plateforme au soleil, départ de la Vallée Blanche.

La Vallée Blanche est un glacier situé au cœur du massif du Mont-Blanc, en contrebas de l'aiguille du Midi, à plus de 3 400 mètres d'altitude. C'est également le nom donné à deux itinéraires au départ de l'aiguille du Midi que sont une descente à ski jusqu'au Montenvers ou à Chamonix et une randonnée glaciaire jusqu'à la pointe Helbronner. Pour la descente, il s'agit d'un itinéraire non balisé, non aménagé et non surveillé, permettant de skier hors piste sur des glaciers enneigés et crevassés. Pour le second itinéraire qui est pédestre, il relie l'aiguille du Midi à la pointe Helbronner. La Vallée Blanche est directement entourée de sommets prestigieux tels que le mont Blanc du Tacul, le Grand Capucin, la pointe Helbronner, ou encore la dent du Géant. La télécabine Panoramic Mont-Blanc parcourt la vallée. Le tunnel du Mont-Blanc passe très exactement sous la Vallée Blanche, à environ 1 300 mètres d'altitude.

#### Monuments et autres lieux touristiques

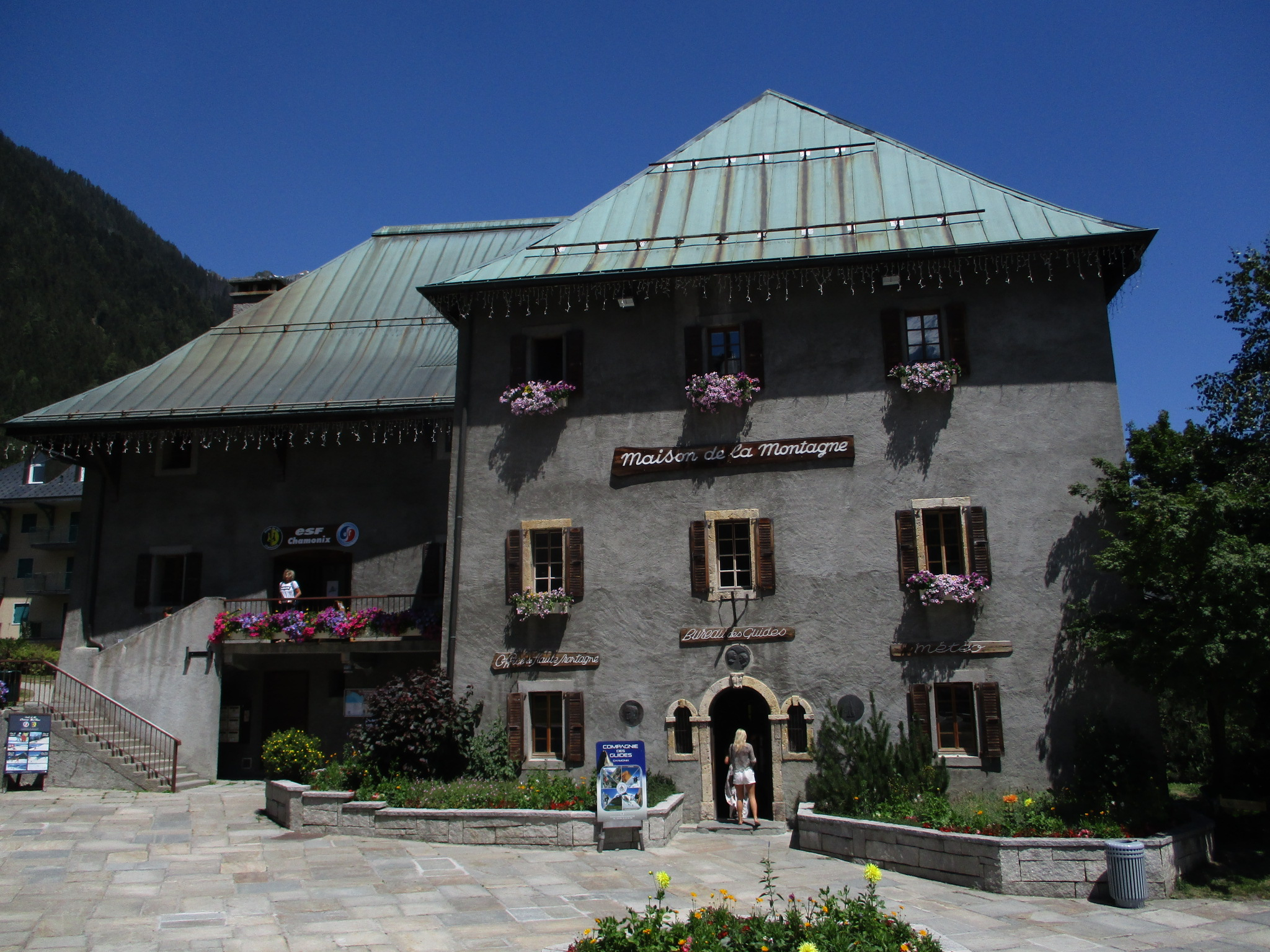
Maison de la montagne de Chamonix-Mont-Blanc.

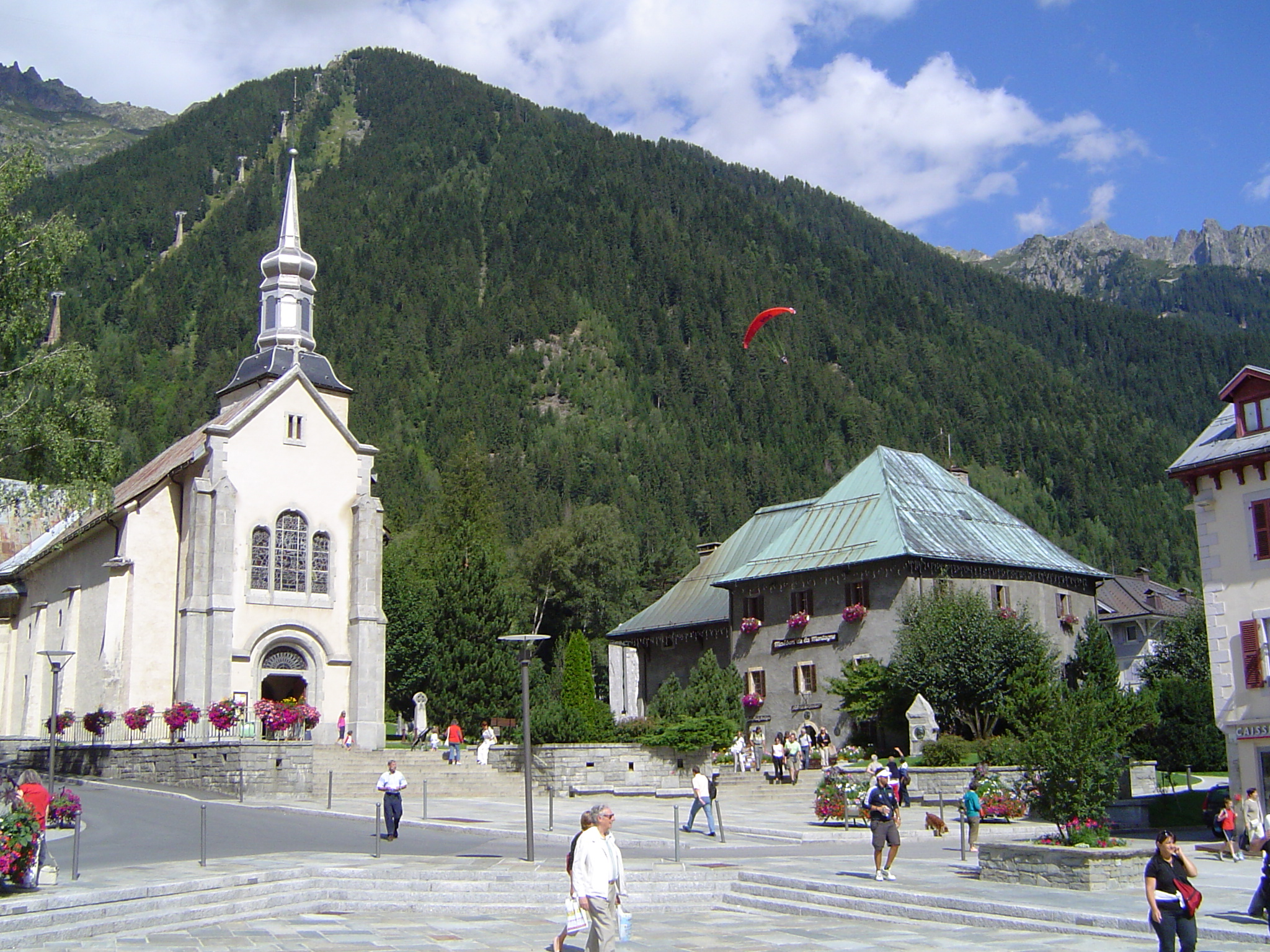
Église Saint-Michel et Maison de la montagne de Chamonix-Mont-Blanc.

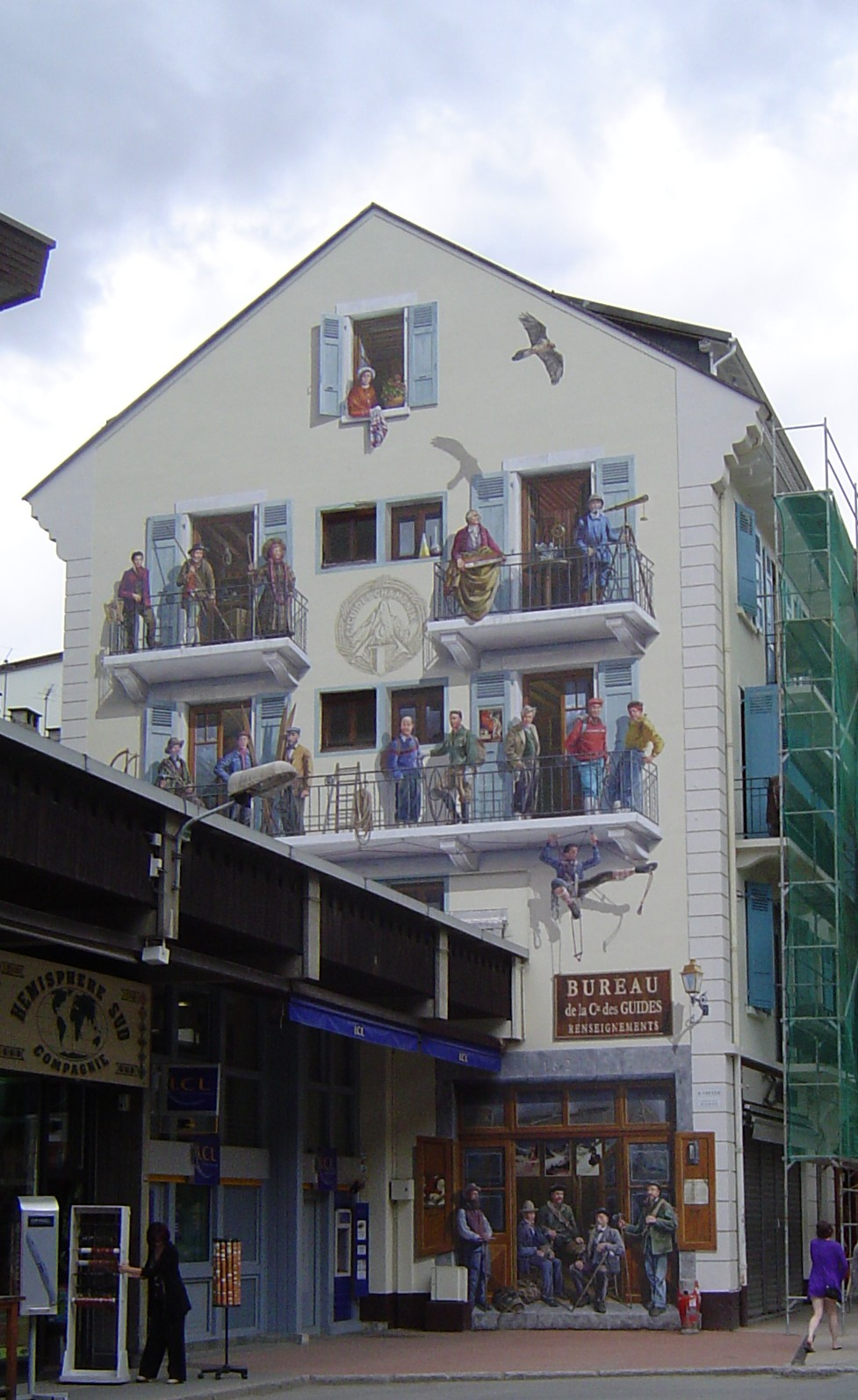
La fresque de 160 m2 en centre-ville.

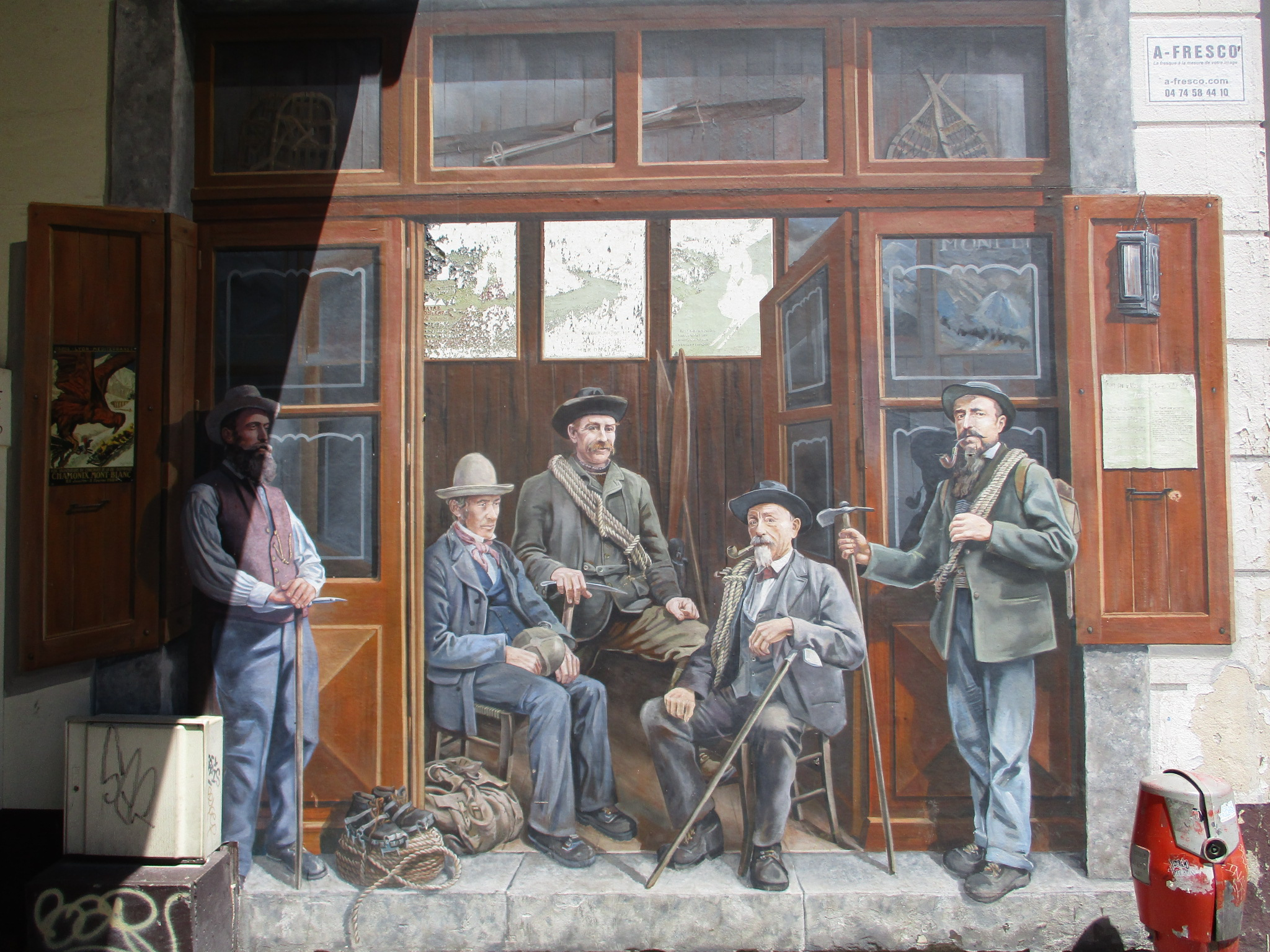
Détail de la fresque, avec de gauche à droite : Édouard Cupelin, François Devouassoud, Joseph Ravanel, Michel-Clément Payot et Michel Croz.

La commune dispose de plusieurs espaces verts ainsi que de nombreuses places richement fleuries et arborées telles que la place de la Gare, la place de la Mer de glace, la place de l'Aiguille du midi, ou encore la place du Triangle de l'amitié près de l'hôtel de ville... Chamonix-Mont-Blanc bénéficie du label « ville fleurie » avec trois fleurs attribuées par le Conseil national des villes et villages fleuris de France au concours des villes et villages fleuris.
Hormis les grands lieux touristiques, cités précédemment, il est également intéressant de découvrir :
- Le lac à l'Anglais : il s'agit d'un lac artificiel. Il se situe à proximité du quartier des Pélerins, au sud de Chamonix. Il a été construit au début du XXe siècle pour le compte de Lord Sinclair, un Écossais qui s'était porté acquéreur du terrain. Le lac a d'ailleurs parfois été appelé lac Sinclair[167]. Il comporte une fausse grotte en béton armé, une fausse chapelle en ruines, ainsi qu'une île artificielle. Ces éléments étaient censés recréer l'atmosphère bucolique des lochs du pays natal de ce Britannique un peu loufoque. Il est situé à proximité immédiate du rocher d'escalade des Gaillands et du lac des Gaillands. De fait, il est aujourd'hui intégré à une aire sportive et de détente, fréquentée par les Chamoniards et les touristes. On peut y pratiquer la pêche.
- L'église Saint-Michel en centre-ville de Chamonix-Mont-Blanc, construite en 1709, et son grand orgue. Ce monument a été l'objet d'importants travaux de rénovation après son inscription à l'inventaire supplémentaire des monuments historiques par arrêté du 28 décembre 1979[168]. L'orgue a été réalisé par le facteur d'orgue Michel Giroud[169], artisan grenoblois, et inauguré le 12 juillet 1992 par l'organiste Marie-Claire Alain. Le buffet de l'orgue a été séparé en deux parties distinctes afin que le grand vitrail de l'église puisse demeurer visible. Le buffet de droite abrite les tuyaux de pédales alors que le buffet de gauche renferme les sommiers de grand-orgue et de récit[170]. La place de l'église accueille, chaque année, la cérémonie traditionnelle de la Fête des Guides : un appel des guides y est effectué ainsi qu'un hommage à ceux qui sont disparus en montagne[171].
- Près de l'église, l'ancien presbytère a été réaménagé en « Maison de la montagne » après son inscription à l'inventaire supplémentaire des monuments historiques par arrêté du 12 mars 1941[172].
- Le patrimoine architectural religieux : en particulier l'église d'Argentière (1727), la chapelle des Bossons (1685), le temple protestant de Chamonix (1860), la chapelle des Chosalets (1875), la chapelle des Praz-de-Chamonix (1941-1960), la chapelle des Tines (1777) , la chapelle du Tour (1685) et les nombreuses croix plantées sur le territoire de la commune, qu'elles soient en bois ou en ferronnerie sur socle de granit.
- La statue d'Horace-Bénédict de Saussure en compagnie du guide Jacques Balmat, et la statue du docteur Michel Paccard.
- La Maison des Artistes, initialement appelée « villa des Améthystes » puis « villa La Tournette », construite en 1926 par les frères Joseph et Jules Couttet, elle demeura la propriété de la famille Couttet jusque dans les années 1960. Achetée par Maurice Herzog, la villa fut revendue à la mairie de Chamonix-Mont-Blanc en l'an 2000. D'une superficie de 450 m2 et haute de 5 étages, elle devint de 2014 à 2019 une résidence d'artistes, puis à nouveau depuis juin 2022 dans le cadre d'une société d'économie mixte. Les artistes peuvent y être hébergé, disposant d'un studio d'enregistrement et d'une salle de spectacle[173].

##### La fresque aux guides et aux alpinistes
Le 18 septembre 2010 a été inaugurée une fresque monumentale de 160 m2, commandée par la commune au muraliste Patrick Commecy. Cette fresque, placée sur la façade d’un immeuble en centre-ville, rend hommage aux alpinistes et aux guides qui ont marqué l’histoire du mont Blanc depuis 1760 dans une évocation du premier bureau des guides. On peut y voir de haut en bas et de gauche à droite :
1. Marie Paradis, servante et première femme à avoir atteint le sommet du mont Blanc (1779-1839)
2. Michel Paccard, médecin, ayant le premier atteint le sommet du mont Blanc avec Jacques Balmat (1757-1827)
3. Jacques Balmat, cristallier et guide, ayant le premier atteint le sommet du mont Blanc avec Michel Paccard (1762-1834)
4. Henriette d'Angeville, alpiniste (1794-1871)
5. Horace-Benedict de Saussure, philosophe et scientifique genevois (1740-1799)
6. Joseph Vallot, alpiniste et scientifique (1854-1925)
7. Jean Charlet-Straton, guide (1840-1925)
8. Alfred Couttet dit Couttet Champion, guide (1889-1974)
9. Michel Payot, médecin et alpiniste (1869-1908)
10. Louis Lachenal, guide (1921-1955)
11. Lionel Terray, guide (1921-1965)
12. Roger Frison-Roche, guide, journaliste, écrivain, explorateur (1906-1999)
13. René Claret-Tournier, guide (1917), qui - avec le maire - a inauguré cette fresque. Il détient le record du monde du nombre d'ascensions du mont Blanc avec 530 ascensions[175]
14. Armand Charlet, guide (1900-1975)
15. Gaston Rebuffat, guide, cinéaste, écrivain et photographe (1921-1985)
16. Édouard Cupelin, guide (1840-1906), surnommé par ses pairs « le Capitaine du mont Blanc »[175]
17. François Devouassoud, guide et instituteur (1832-1905)
18. Joseph Ravanel, guide (1869-1931)
19. Michel-Clément Payot, guide (1840-1922)
20. Michel Croz, guide (1830-1865)

### Gastronomie
Il n'y a pas de spécialité culinaire typiquement chamoniarde. La cuisine chamoniarde est une cuisine savoyarde basée sur des produits du terroir local et des alpages montagnards. Outre la célèbre fondue savoyarde, on s'y plaît à préparer pour plat principal les bougnettes à base de pomme de terre, les crozets, la péla, la tartiflette, les diots, la polenta et les rioutes.
Chamonix-Mont-Blanc possède de nombreux restaurants, dont trois sont étoilés au guide Michelin : le restaurant Albert 1er (2 étoiles, dépendance de l'hôtel « 5 étoiles » Albert 1er), le Bistrot (1 étoile) dépendance de l'hôtel Best Western Premier Le Morgane (4 étoiles) et l'Auberge du Bois Prin (1 étoile). En outre, quatre restaurants figurent dans la liste Michelin des « repas soignés à prix modérés ».
Même si de nombreux restaurants chamoniards proposent des spécialités locales, on trouve également des restaurants d'horizons plus lointains.
En outre, la commune possède environ dix-huit bars. L'année 2002 a vu la création de la première microbrasserie dans la région du Mont-Blanc : la MBC (micro brasserie de Chamonix), qui dispose également d'un restaurant.

### Patrimoine naturel

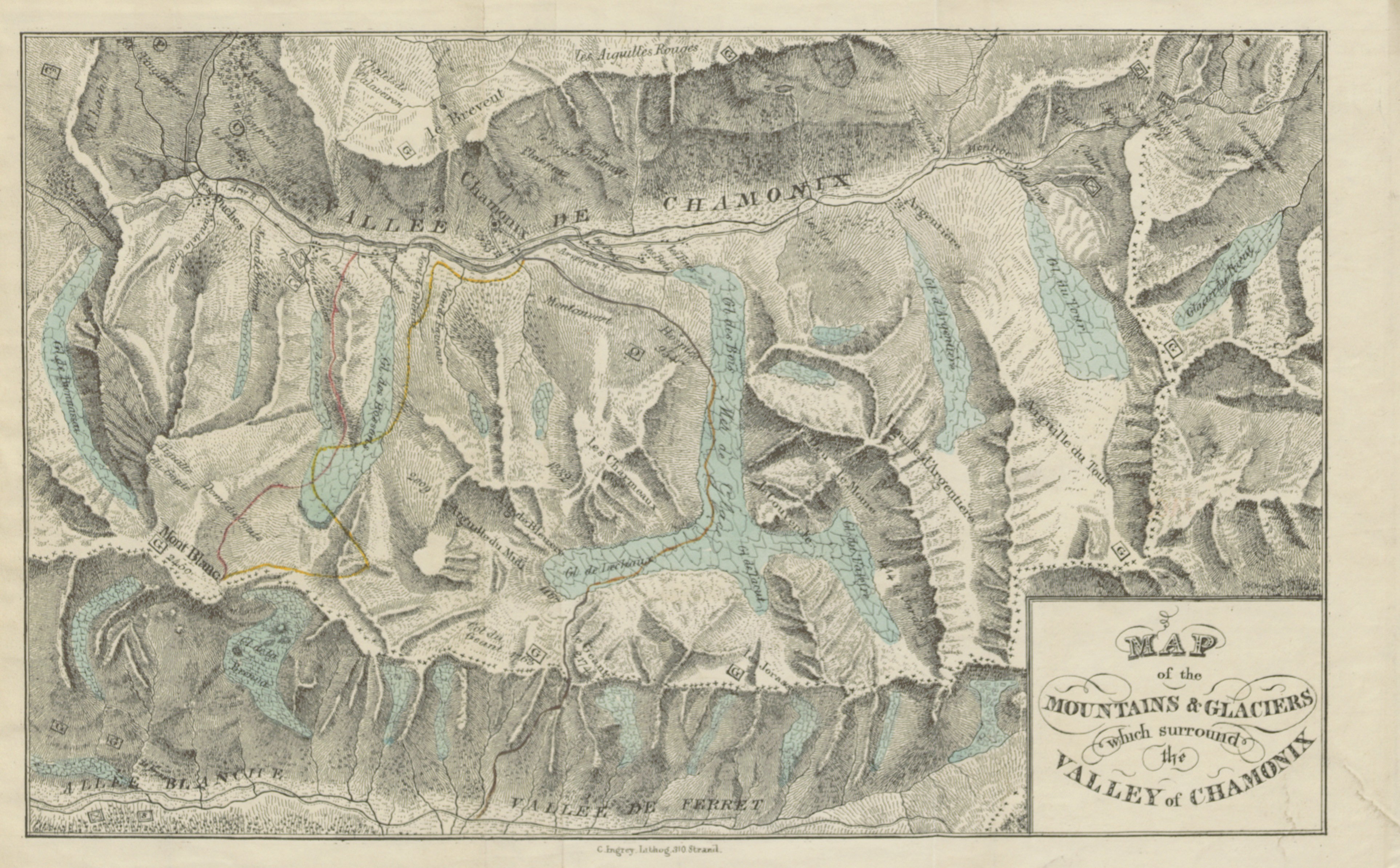
Extension des glaciers de la vallée de Chamonix en 1830.

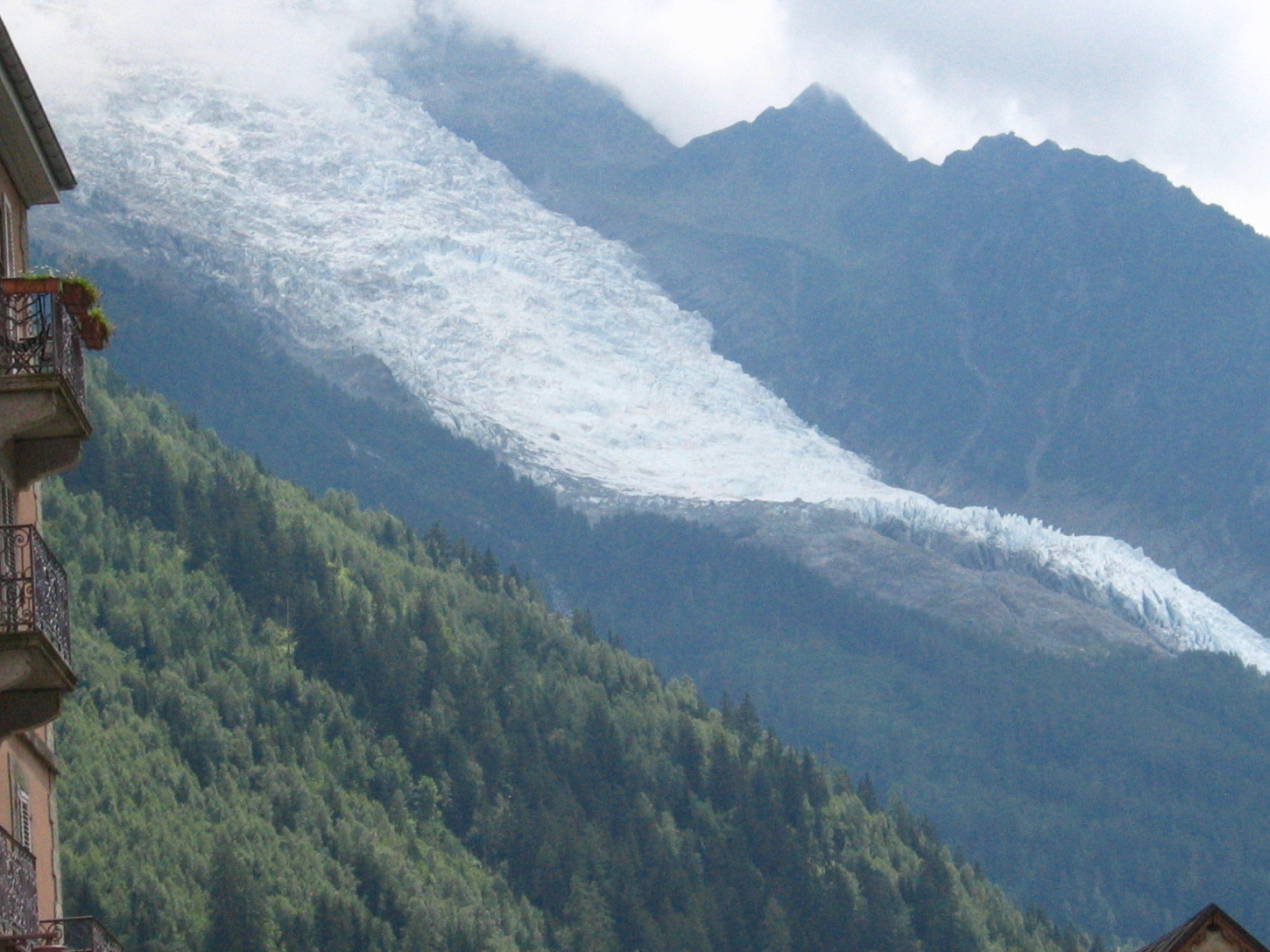
Glacier des Bossons.

La commune de Chamonix-Mont-Blanc, du fait de sa position géographique au pied du mont Blanc, possède de nombreux glaciers dont certains font l'objet d'aménagements afin de permettre leur observation. On peut notamment observer le glacier des Bossons, le glacier d'Argentière, le glacier du Tour, le glacier de Taconnaz ainsi que la Mer de glace. Ce patrimoine naturel est actuellement en voie de disparition en raison du réchauffement climatique. On constate un net recul des glaciers depuis 1850. Le Service de surveillance mondiale des glaciers rend compte, tous les cinq ans, des changements des terminus de glaciers, ou de fins moins élevées, partout dans le monde. L'édition 1995-2000, rapporte des variations du point terminal des glaciers dans tous les glaciers des Alpes. Au cours de cette période, les six glaciers en France étaient en recul. Ces glaciers ont subi de nets reculs dans les années 1942 à 1953, suivis d'avancées jusqu'en 1980, puis à nouveau de reculs à partir de 1982. Par exemple, depuis 1870, le glacier d'Argentière a reculé de 1 150 mètres. La mer de glace a perdu, en 130 ans, 8,3 % de sa longueur, soit 1 km, et s'est amincie de 27 %, soit 150 m, dans sa section médiane. Le glacier des Bossons a reculé de 1 200 mètres par rapport aux extensions observées au début du XXe siècle.
La commune est encastrée entre deux massifs montagneux, celui des aiguilles Rouges au nord et celui du Mont-Blanc au sud, qui figurent tous deux en grande partie sur son territoire, notamment  la plupart des sommets de plus de 4 000 mètres du massif du Mont-Blanc: les Grandes Jorasses, la dent du Géant, le mont Blanc du Tacul et l’aiguille Verte.

### Patrimoine culturel

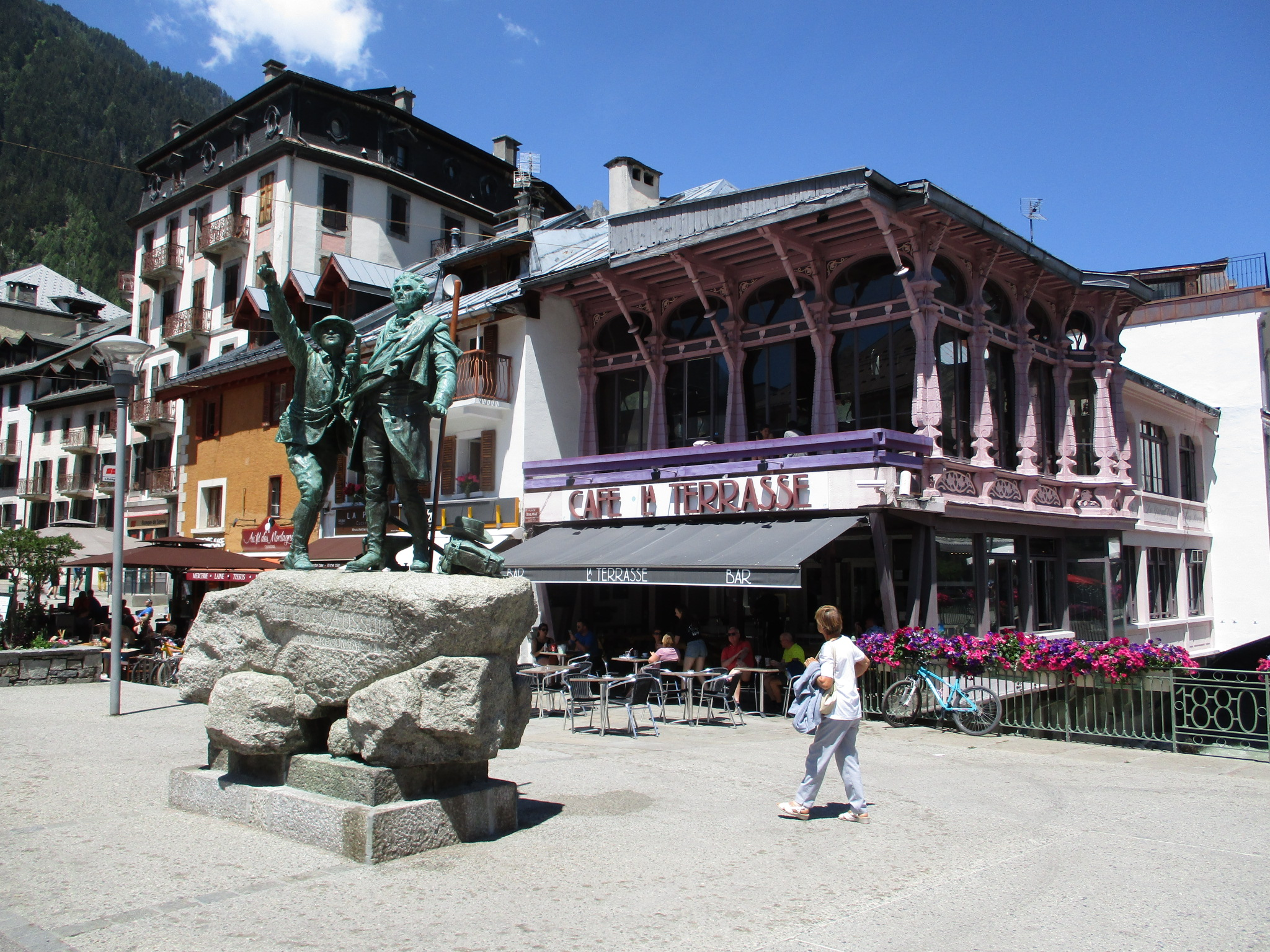
Exemple d'architecture de style Art nouveau.

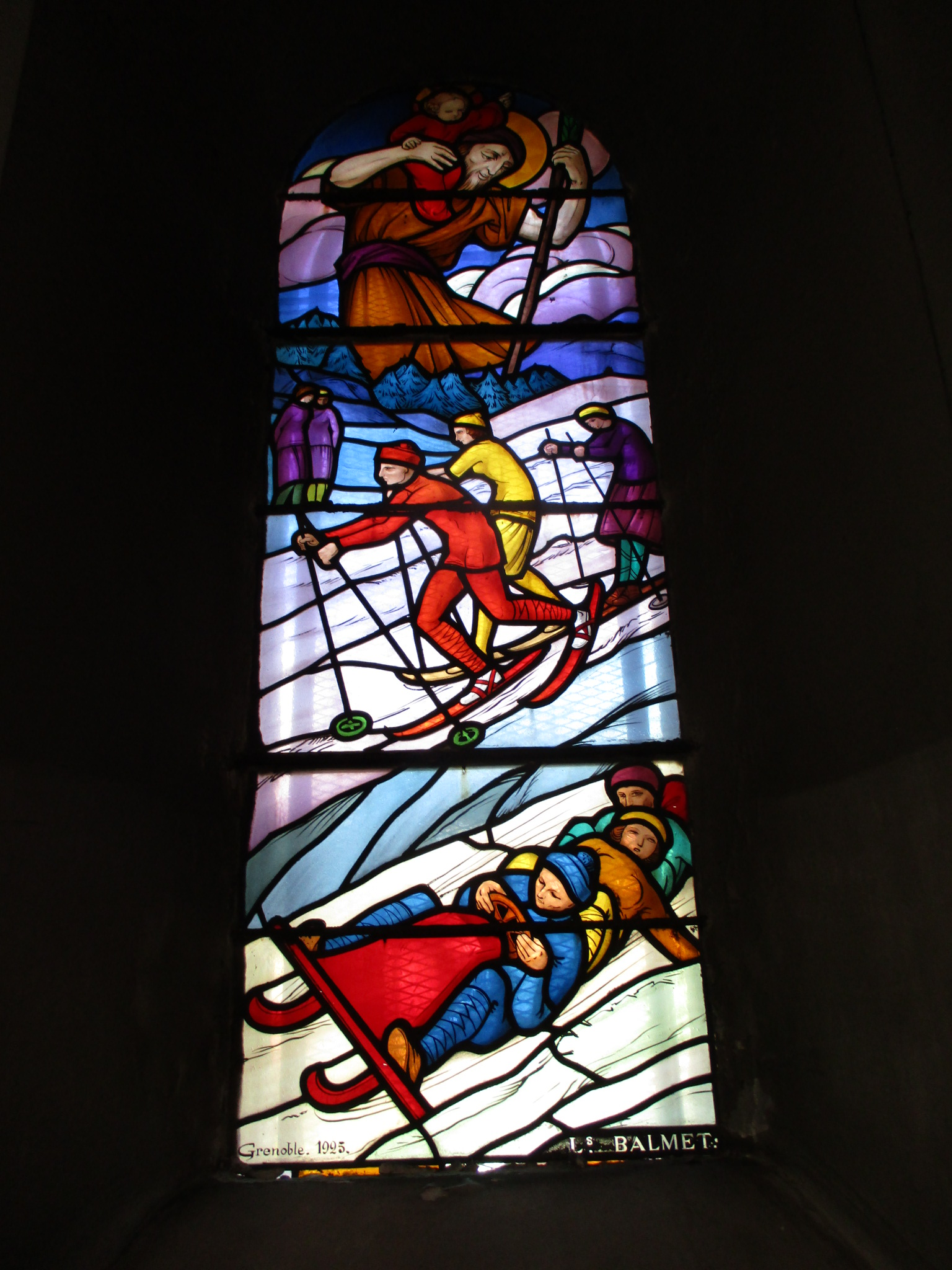
Vitrail de l'église Saint-Michel de Chamonix-Mont-Blanc

Les différents musées de la ville, les espaces d'expositions et de séminaires :
- Le musée Alpin : expositions temporaires et collections permanentes (Le Prieuré de Chamonix ; Souvenirs de la vallée des XVIIIe siècles et XIXe siècles, La conquête du Mont-Blanc ; Les premières ascensions célèbres ; Création de la compagnie des guides ; Les sports d’hiver à Chamonix ; les débuts de l’hôtellerie dans la vallée, Cartographie et plans-reliefs du massif du Mont-Blanc ; L’agriculture et l’artisanat ; Les observatoires du Mont-Blanc ; Affiches anciennes ; Collection de cristaux).
- Le Centre d'exposition Tairraz et le Musée des cristaux : il s'agit d'une salle d'exposition temporaire et d'un petit musée de gemmologie. Régulièrement il y est aménagé une exposition présentant en particulier les minéraux du Massif du Mont-Blanc. Depuis sa création en 2001, quatre expositions majeures ont eu lieu : Roger Frison-Roche, La Traversée des Alpes, Un siècle de photographies à travers la famille Gay-Couttet, et enfin Des glaciers et des hommes (inaugurée le 15 janvier 2007)[183].
- L'Espace mémoire chalet l’Alpenrose : cet espace est un musée consacré à l'artiste. Il s'agit de l'ancienne habitation de Marcel Wibault à Chamonix-Mont-Blanc. L'établissement est géré par l'Association La mémoire de Marcel Wibault. Celle-ci a pour objet de veiller aux œuvres de l'artiste ainsi que de le promouvoir en organisant des expositions.
- Le musée de l'alpinisme de pointe : ouvert depuis le 11 juin 2012 à l'Aiguille du Midi[184]
- Le musée de la Mémoire et du Patrimoine : lieu d'expositions temporaires comme l'exposition sur le thème "Chamonix 1924 : l'invention des Jeux olympiques d'hiver", et d'archives photographiques[185].

La commune dispose également de nombreux autres établissements où la culture occupe une place de choix. On peut citer, à titre d'exemple, la bibliothèque-ludothèque de Chamonix. Celle-ci propose environ huit cents ouvrages axés sur l'arc alpin. Elle met également à la disposition du public un fonds spécialisé dans le domaine du ski et de l'alpinisme. D'une manière plus générale, cette bibliothèque municipale possède 70 000 documents tels que des livres, des CD-ROM, des revues, des disques et des jeux. De nombreux congrès, réunions et manifestations ont lieu au Centre de congrès le Majestic, un ancien palace du début du XXe siècle.

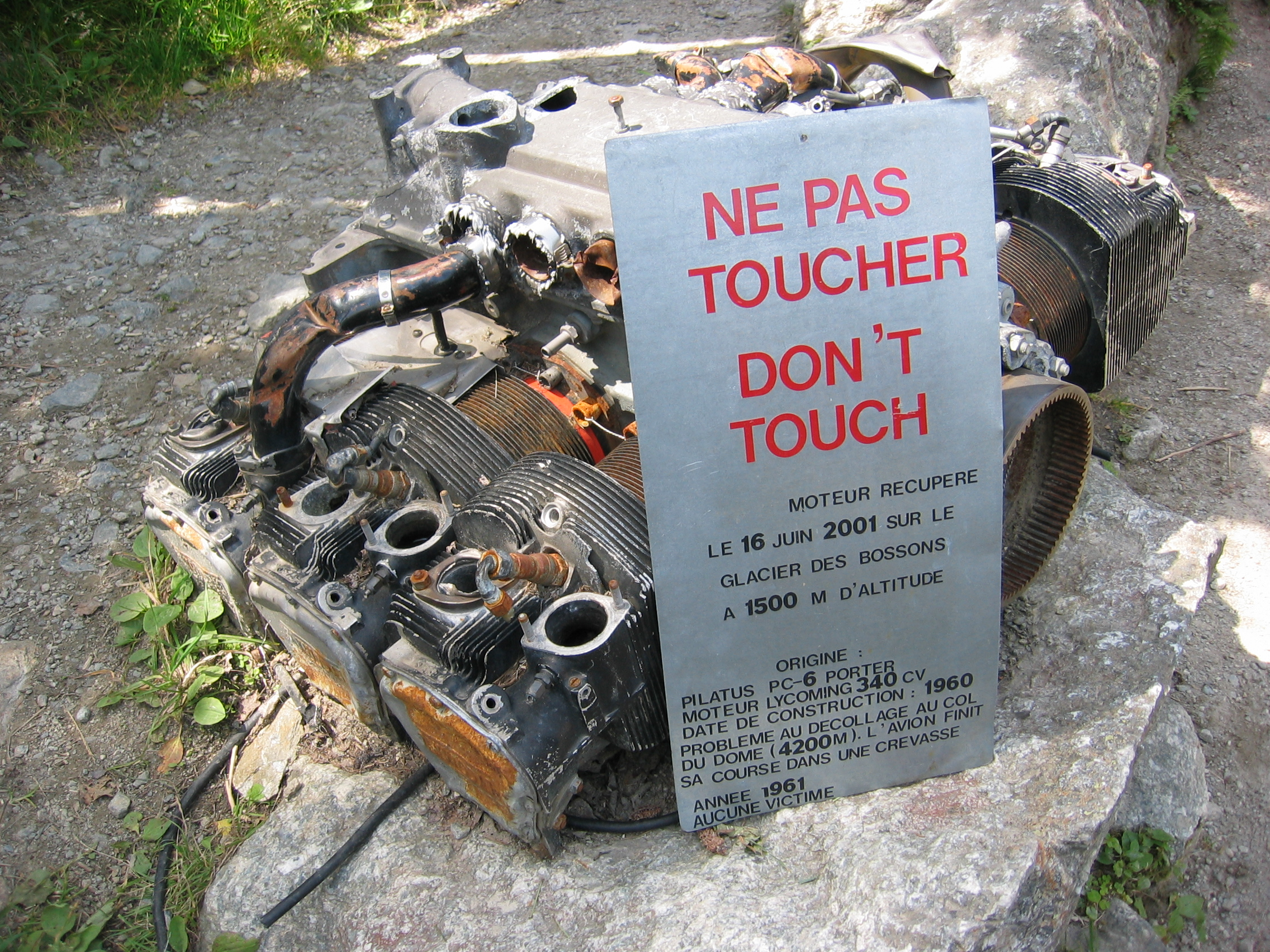
Le Malabar Princess fut retrouvé sur le glacier des Bossons tout comme ce moteur de Pilatus PC-6 d'Air Alpes, resté prisonnier du glacier de 1961 à 2001.

De nombreux films ont été tournés dans la vallée de Chamonix. Ainsi, à titre d'exemple, on peut citer parmi la liste des films tournés dans la vallée de Chamonix :
- en 1944, le film Premier de cordée, film de Louis Daquin adapté du roman de Roger Frison-Roche ;
- en 1956, le film La Neige en deuil, d'Edward Dmytryk, d’après un roman d'Henri Troyat ;
- en 1998, le film Les Boys 2 ;
- en 1999, le téléfilm Premier de cordée, de Hiroz et Niermans, adapté du roman de R. Frison-Roche ;
- en 2004, le film Malabar Princess, de Gilles Legrand, adapté d'une histoire vraie et se référant à l'accident du Malabar Princess de 1950 ;
- en 2006, le film Les Aiguilles rouges, de Jean-François Davy, adapté d'une histoire vraie vécue par le réalisateur.
- 2017 : Tout là-haut de Serge Hazanavicius

L'office de tourisme de Chamonix-Mont-Blanc organise des visites guidées du patrimoine historique de la ville. Ces dernières permettent de découvrir différents lieux de Chamonix-Mont-Blanc comme la statue de Jacques Balmat, le prieuré, le pont de Cour, la gare, ainsi que d'autres lieux situés dans le centre-ville. Dans le domaine musical, la commune possède un orchestre d'harmonie et de fanfare appelé l'Harmonie de Chamonix. Il existe également l'Association des amis de l'orgue Saint Michel. Celle-ci s'est constituée le 8 avril 1987 afin de promouvoir la construction de Grandes Orgues dans l'église Saint-Michel et de gérer cet instrument. Ceci implique, dans ses attributions fixées dans ses statuts, l'animation des offices religieux, l'entretien de l'orgue ainsi que la diffusion de la musique par diverses manifestations.

### Personnalités liées à la commune

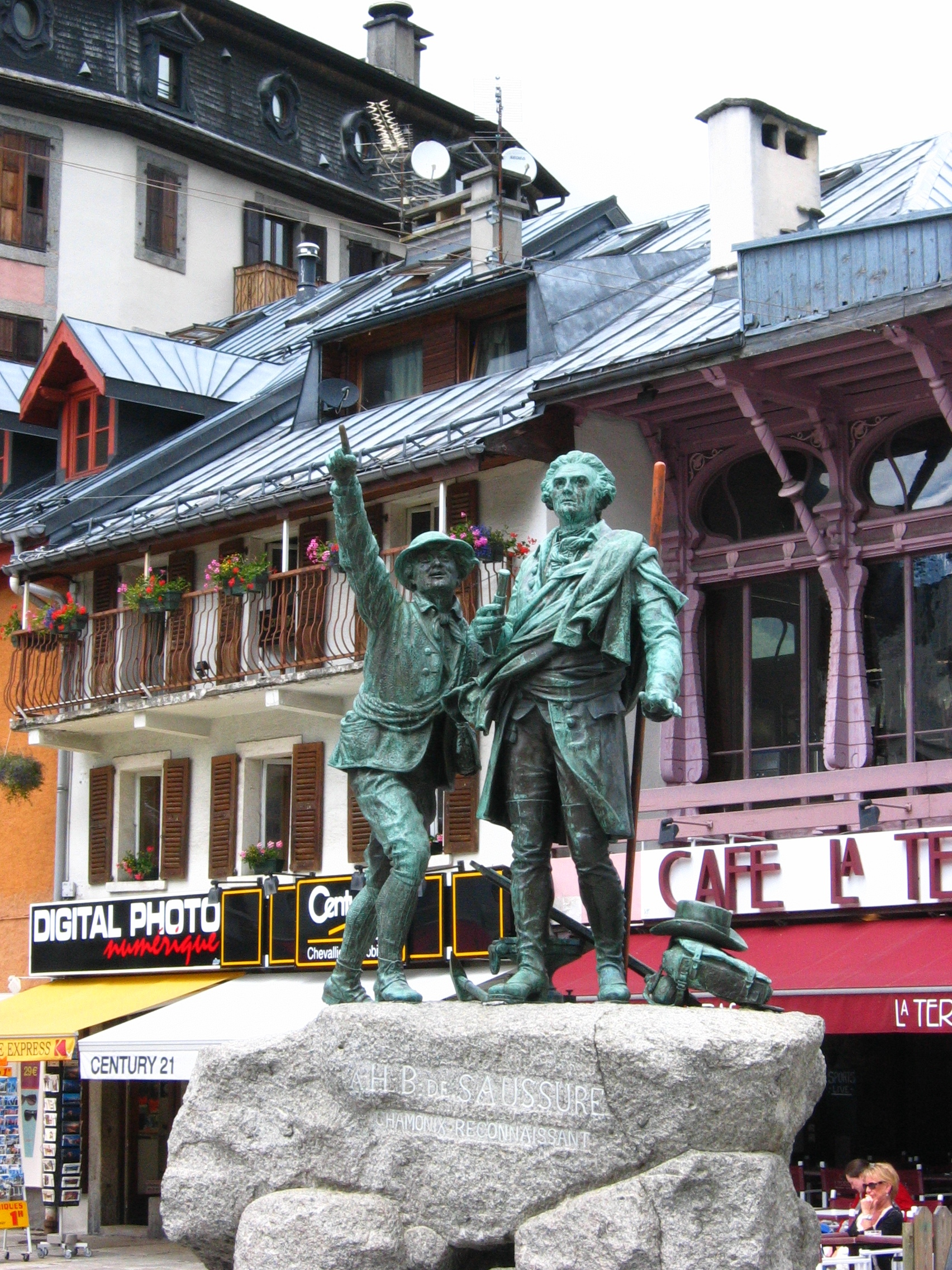
Monument en l'honneur des fondateurs de l’alpinisme Horace-Bénédict de Saussure et Jacques Balmat (première ascension du Mont Blanc avec Michel Paccard du 8 août 1786)

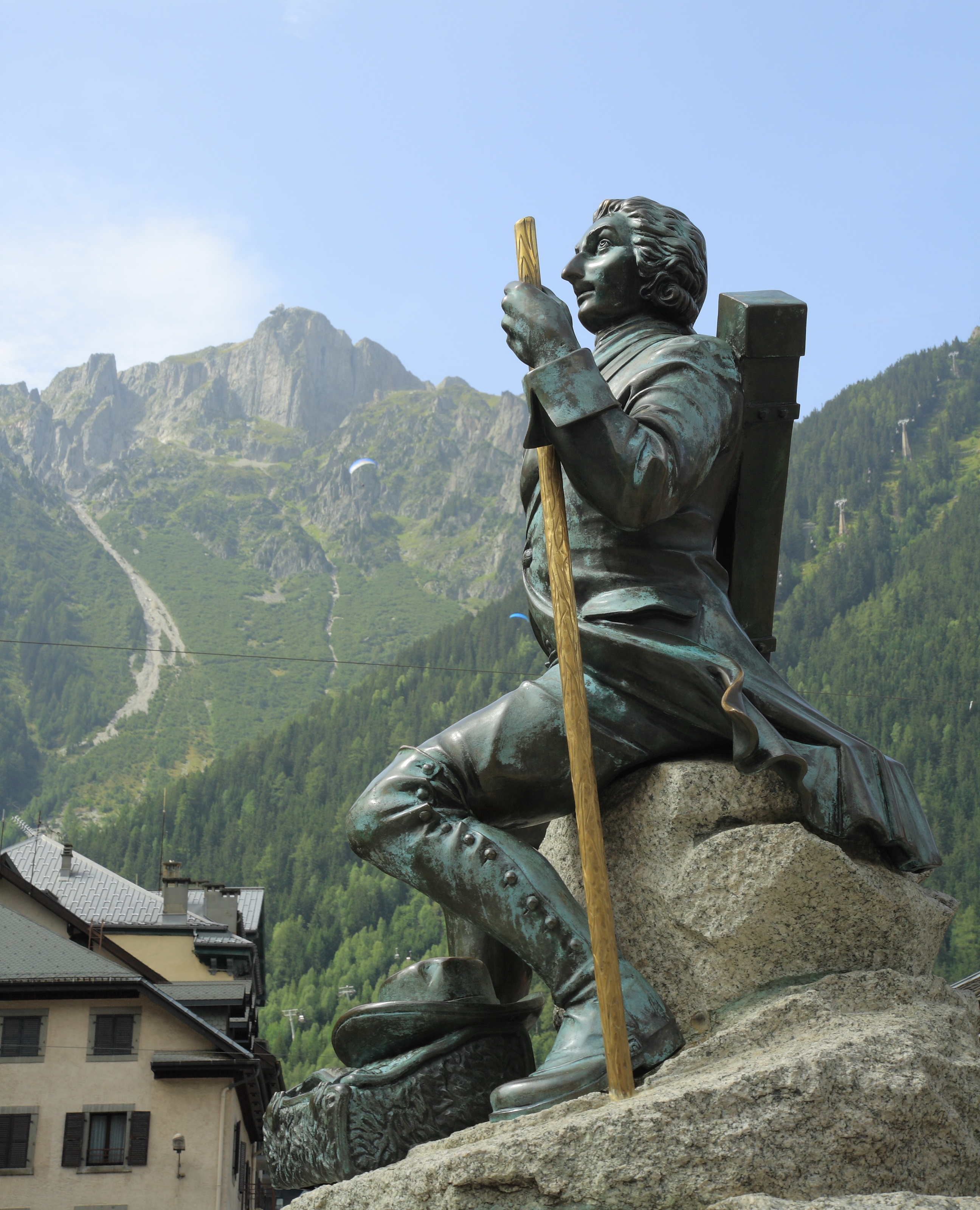
L'alpiniste Michel Paccard avec, en fond de tableau, le sommet du Brévent.

- Horace-Bénédict de Saussure (1740-1799) — Professeur de philosophie à l’académie de Genève et botaniste, il est considéré comme le fondateur de l'alpinisme.
- Michel Paccard (1757-1827) — Il est le premier à avoir atteint le sommet du mont Blanc le 8 août 1786. Il fut, à la fois, médecin, botaniste et surtout, avant tout, un alpiniste émérite.
- Jacques Balmat (1762-1834) — Guide de haute montagne, il effectua la première ascension du mont Blanc en compagnie du docteur Michel Gabriel Paccard.
- Marie Paradis (1778-1839) — Cette Chamoniarde fut la première femme à atteindre le sommet du mont Blanc. Le guide Payot a participé à cette ascension.
- Venance Payot (1826-1902) - Naturaliste.
- Urbana Marguerite Samaran (1852-1934) - Artiste peintre, elle acquiert une propriété à Chamonix-Mont-Blanc ; elle y meurt à l'âge de 81 ans.
- Joseph Vallot (1854-1925) — Auteur, avec son cousin Henry Vallot, des annales de l'Observatoire, du premier nivellement complet du massif, de la théorie et mouvements des glaciers, des célèbres guides Vallot pour les alpinistes. L'une des rues principales de Chamonix-Mont-Blanc porte son nom.
- Jules Payot (1859-1939) — Universitaire, philosophe et moraliste, il exerça la fonction de recteur des académies de Chambéry et d'Aix-en-Provence.
- Jean Deville (1901-1972) - peintre et graveur, mort à Chamonix-Mont-Blanc.
- Marcel Wibault (1904-1998) — Peintre connu pour ses nombreux tableaux de montagne représentant le mont Blanc, Chamonix-Mont-Blanc, ainsi que les grandes cimes des alpes.
- Roger Frison-Roche (1906-1999) — Célèbre explorateur et écrivain français, il a été le premier non Chamoniard à devenir membre de la Compagnie des guides de Chamonix.
- Philippe Gaussot (1911-1977) — Photographe, écrivain, journaliste au Dauphiné libéré, témoin et chroniqueur de la vie chamoniarde de 1945 à 1977.
- Paul Payot (1912-1977) — Ce Chamoniard fut un grand photographe mais aussi un cinéaste. Il se distingua également grâce à sa plume en tant qu’écrivain.
- Gaston Rébuffat (1921-1985) — alpiniste auteur de nombreuses « premières » dans le massif et guide de haute montagne qui intègre, fait rare, la Compagnie des Guides de Chamonix en 1945 bien que n'étant pas natif de cette commune et originaire de Marseille.
- James Couttet (1921-1997) — Ce fut un grand skieur alpin français. Il remporta notamment le titre de champion du monde de descente en 1938 à l'âge de 16 ans et demi.
- Claude Terrasse (1925-2008) — Organiste né à Chamonix-Mont-Blanc. Il a été titulaire des grandes orgues de l'église Saint-Jacques-du-Haut-Pas et organiste titulaire de la collégiale Saint-Pierre de Douai.
- André Terrasse (1926-2006) — Pianiste, soliste et interprète né à Chamonix-Mont-Blanc. Il a été lauréat du concours international de Genève.
- Jean Baghe (1927-1992), natif, militant ouvrier, chrétien et socialiste de la vallée de la Maurienne.
- René Desmaison (1930-2007) — guide de haute montagne, professeur d'alpinisme à l'ENSA, auteur de nombreuses premières en alpinisme estival et hivernal dont l'ascension en janvier 1968 du « Linceul » (Grandes Jorasses) avec Robert Flematti, et retransmise, grâce à l'emport de deux postes émetteurs, à la radio en direct sur les ondes de RTL.
- Charles Bozon (1932-1964) — Alpiniste et important skieur alpin, il obtint la médaille d’or en slalom aux championnats du monde de 1962 à Chamonix-Mont-Blanc.
- Gérard Devouassoux (1940-1974) — Célèbre alpiniste, il s’illustra en tant qu’auteur de plusieurs premières comme l’hivernale de la face nord du Dru.
- Lionel Wibault (1947) — Peintre régionaliste et fils de Marcel Wibault, il est également guide de Montagne et moniteur de ski. Il détient certains records en tant que guide.
- Philippe Bozon (1966) — Ancien joueur professionnel de hockey sur glace, il est le premier joueur français à avoir joué dans la ligue nationale de hockey.
- Nicolas Couttet (1975) — Joueur de rugby à XV, à XIII et à VII français, il évolue au poste de centre au sein de l'effectif du Rugby club Châteaurenard.
- Karine Ruby (1978-2009) — Médaille d'or aux jeux olympiques de Nagano de 1998, elle fut la snowbordeuse la plus titrée de son temps.
- Marco Siffredi (1979-2002) — Surfeur extrême, il s’illustra en réalisant la première descente de l'Everest en snowboard par le couloir Norton.

Il est possible également de citer la famille Ravanel, ainsi que les nombreuses personnalités venues tenter l'ascension du mont Blanc, mais aussi le guide Michel Auguste Croz. De nombreuses personnalités ont visité la ville dont le parlementaire français Hubert Dubedout qui y mourut à la suite d'un accident de montagne, de même que l'alpiniste Henri Brulle, fondateur du pyrénéisme de difficulté. Un autre alpiniste, Edward Whymper, mourut à Chamonix-Mont-Blanc. Il fit, entre autres, les premières ascensions du Cervin, de l'Aiguille Verte et des Grandes Jorasses.

### Héraldique
| Blason de Chamonix-Mont-Blanc | Blason  | Tiercé en barre, au premier d'azur à une crête de montagne d'argent chargé d'un épicéa de sinople, au deuxième aussi d'azur chargé de cinq edelweiss boutonnées d'or rangées en barre ; au troisième de gueules à une tête de chamois d'or. |
| Blason de Chamonix-Mont-Blanc | Détails | adoptées en 1930 |